# 永定陵
永定陵是宋真宗赵恒的陵墓，位于河南省巩义市芝田镇蔡庄村北岭，为宋陵蔡庄陵区唯一的一座帝陵。永定陵建于乾兴元年（1022年）二月宋真宗驾崩后。同年十月，宋真宗入葬永定陵。

## 历史

宋真宗赵恒画像

宋真宗赵恒是宋太宗的第三子，至道三年（997年）三月太宗病逝后继位。宋真宗在位25年，乾兴元年（1022年）二月十九日于汴京延庆殿驾崩，享年55岁。其子赵祯继位，是为宋仁宗，刘太后垂帘听政。二月二十二日，以宰相丁谓为山陵使，翰林学士承旨李维为礼仪使，御史中丞薛映为仪仗使，枢密直学士李及为卤簿使，龙图阁直学士、权知开封府吕夷简为桥道顿递使，入內內侍省都知蓝继宗为按行使，侍卫步军副都指挥使夏守恩为山陵修奉都护，西染院副使卢守懃为都监，入内都知张景宗和押班雷允恭一同协调办理各项事宜，开始山陵的建造和礼仪的筹备。
三月十六日，按行使蓝继宗言：“据司天监定永安县东北六里曰卧龙冈，堪充山陵”，确定陵址。山陵建造期间，雷允恭和司天监官员邢中和将皇堂向东南移二十步，结果导致修建过程中泉水涌出，影响了工程进度。六月，雷允恭以“擅移陵穴”与“坐盗金宝”罪被处死，邢中和被流放，山陵使丁谓也因此被贬，改命冯拯为山陵使。
山陵修建之初，丁谓奉命上陵名为“镇陵”。丁谓被贬后，接任的山陵使冯拯因之前三陵名上皆有“永”字，认为该名称不遵先制。七月六日，诏陵名为永定陵，又因为翼祖陵名定陵，遂将翼祖的定陵追改为靖陵。
乾兴元年九月二十四日，真宗的灵柩出殡。十月十三日，入葬永定陵地宫。

## 布局
永定陵南北长约1100米，东西宽约720米，布局与宋陵中其他帝陵大致相同，均由上宫、下宫、皇后陵和陪葬墓组成:105。

### 上宫
永定陵上宫地势较平坦，南部略高于北部，其制度与永熙陵相同。永定陵上宫主要建筑的基址目前均有地面遗迹。
宫城为上宫的核心部分，正中为陵台，现存陵台呈方形覆斗状，底部边长52-53米，顶部边长18-19米，高15.3米。陵台南现有一通墓碑，上刻行书“宋真宗永定陵”，为1943年时任巩县县长李子俊所立。陵台下为地宫，据1992年对永定陵上宫的勘查，其墓道南北长135米，根据墓道底部斜坡的延伸线，推知墓道北端深25米以上，符合《宋史·礼志》中对永定陵地宫“深八十一尺，方百四十尺”的记载。陵台四周为神墙，四面神墙正中均设神门，神门两侧设有门阙，神墙四角设角阙，基址皆由夯土筑成。目前各门阙与角阙的夯土基址均有地面遗存:105。

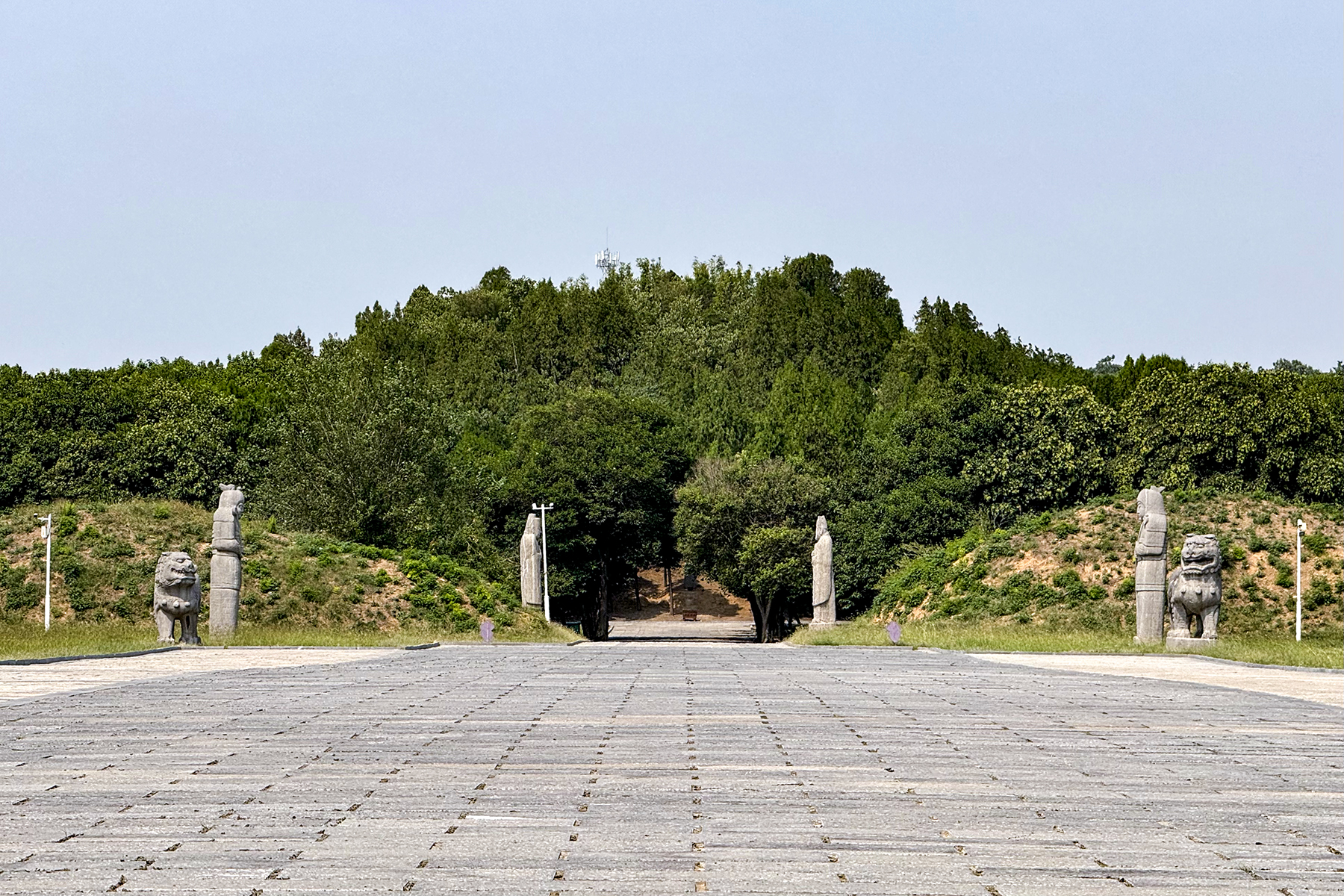
陵台与南神门两侧门阙台基
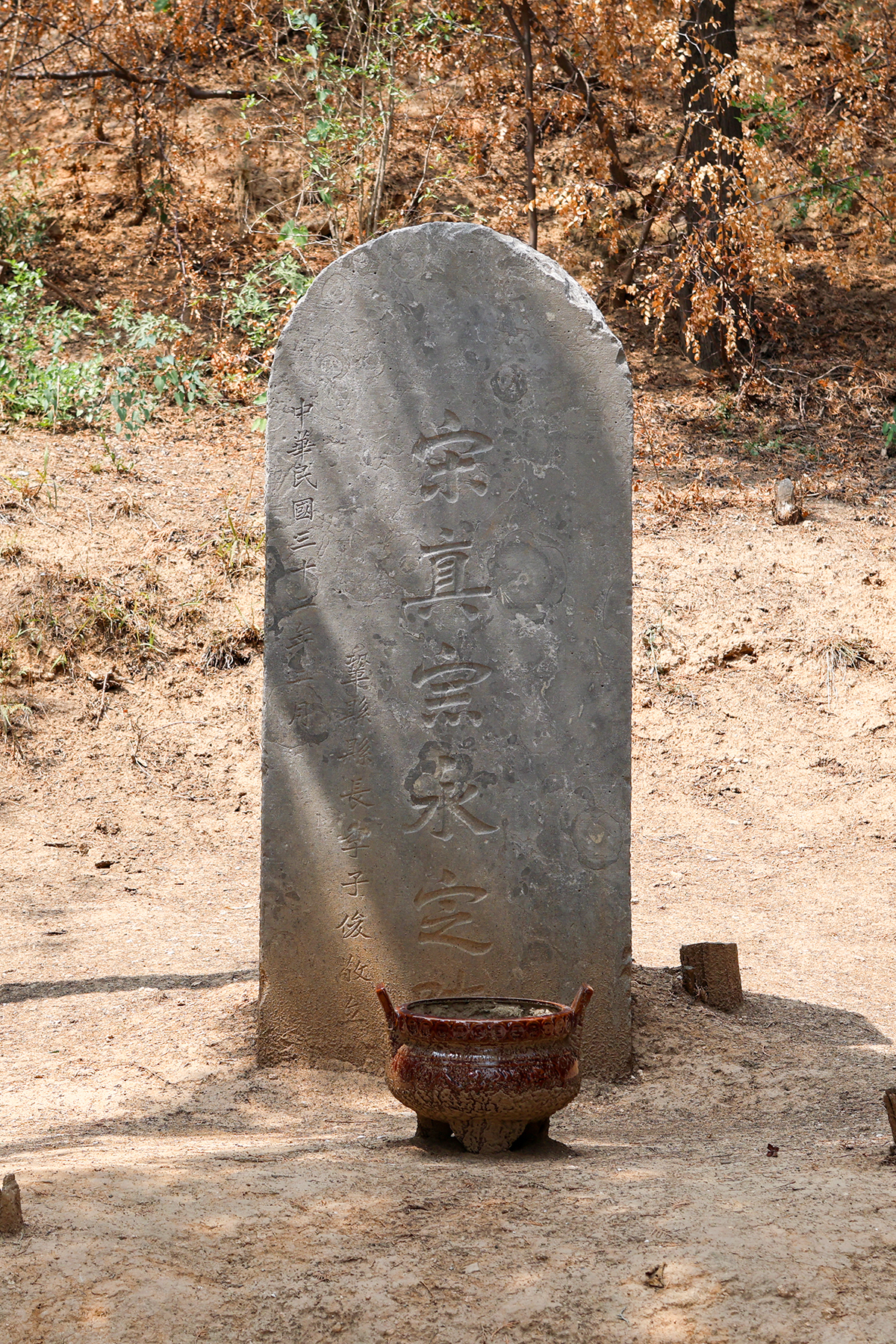
陵台前1943年所立墓碑

宫城以南约140米处为东西两座乳台，东乳台现存基址东西长17米，南北宽8.5米，高6.3米；西乳台现存基址东西长22.5米，南北宽10-12米，高5.4米。乳台以南约140米处为东西两座鹊台，两鹊台东西间距42米，平面呈方形，东鹊台底部边长11.5-12.5米，高7米；西鹊台底部边长17.5米，高7.6米:105。
1992年对永定陵上宫进行勘探时，在陵台的东南部探测到地下有一个废弃的墓穴，该墓穴的墓道位于永定陵现墓道东南约35米处，与当年修建山陵时雷允恭擅自将皇堂向东南移二十步的史料记载吻合，可判断为当时的遗存:105。

#### 石像
永定陵上宫的石像现存58件，仅缺两件上马石。除东、西、北神门外的门狮外，其余石像均分列于乳台与宫城南神门之间神道的东西两侧，东西两列石像生间距42.7米，每列之中石像与石像间的间距为4.1-5.6米，与永熙陵大致相同。永定陵石像的连座和底座四周均有线刻的卷枝牡丹花卉图案，反映出对细节刻画的注重:107。

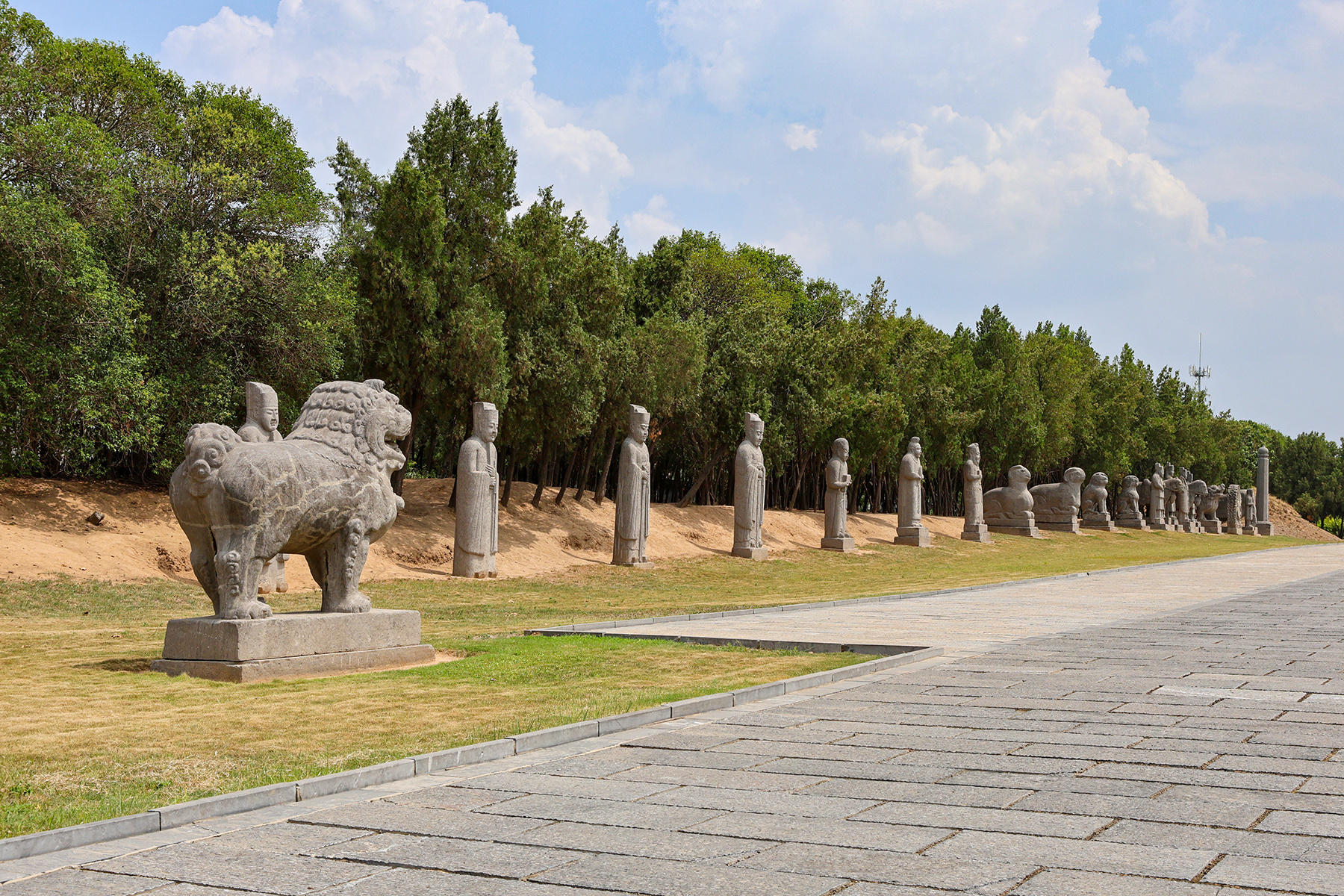
神道东侧石像生
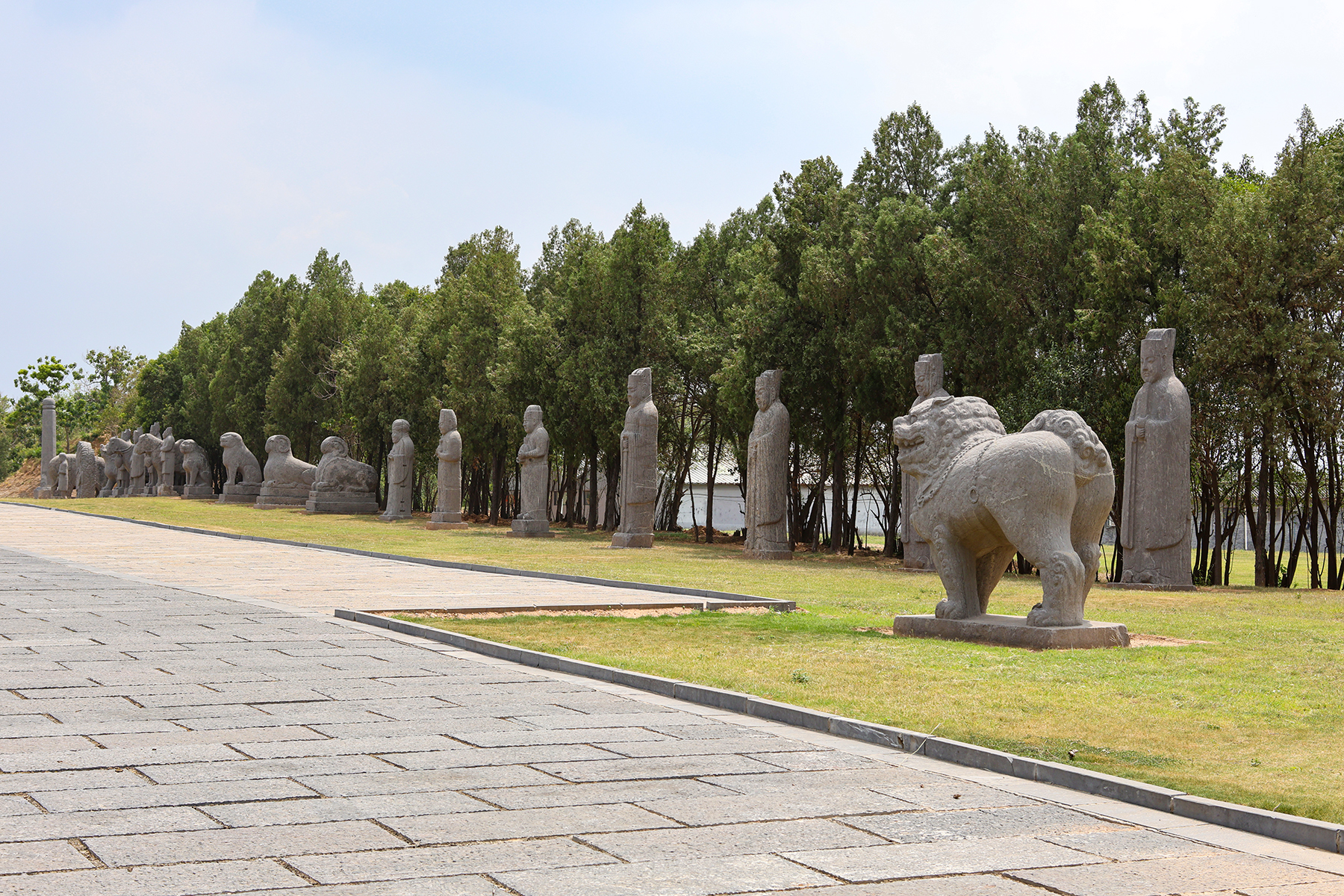
神道西侧石像生

永熙陵神道两侧的石像从南向北依次为：
- 望柱两件：东西列各一件望柱，位于神道南端，乳台基址以北5.5米处，均为八棱柱身，形制与永熙陵望柱基本相同[9]:107。

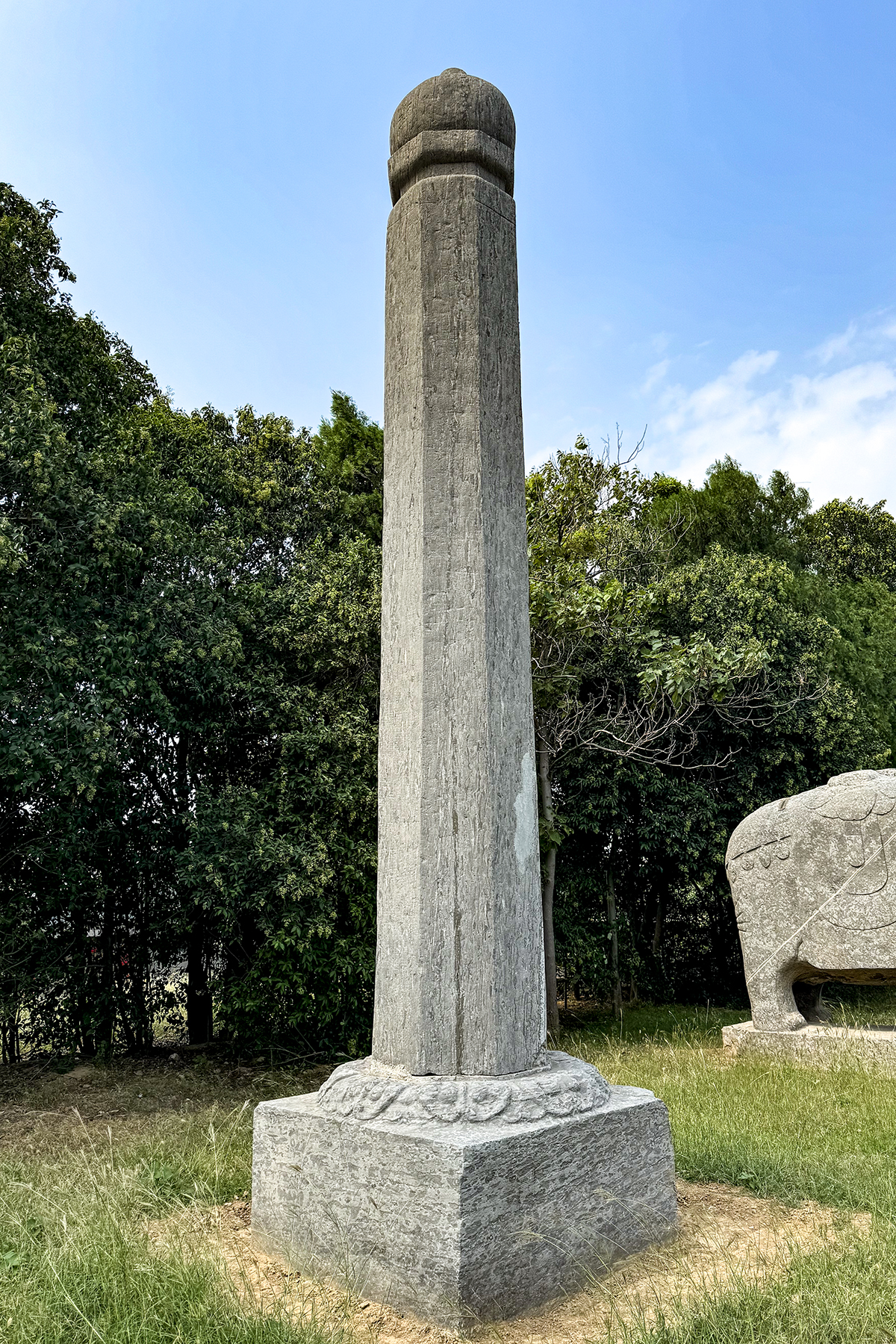
望柱（西）
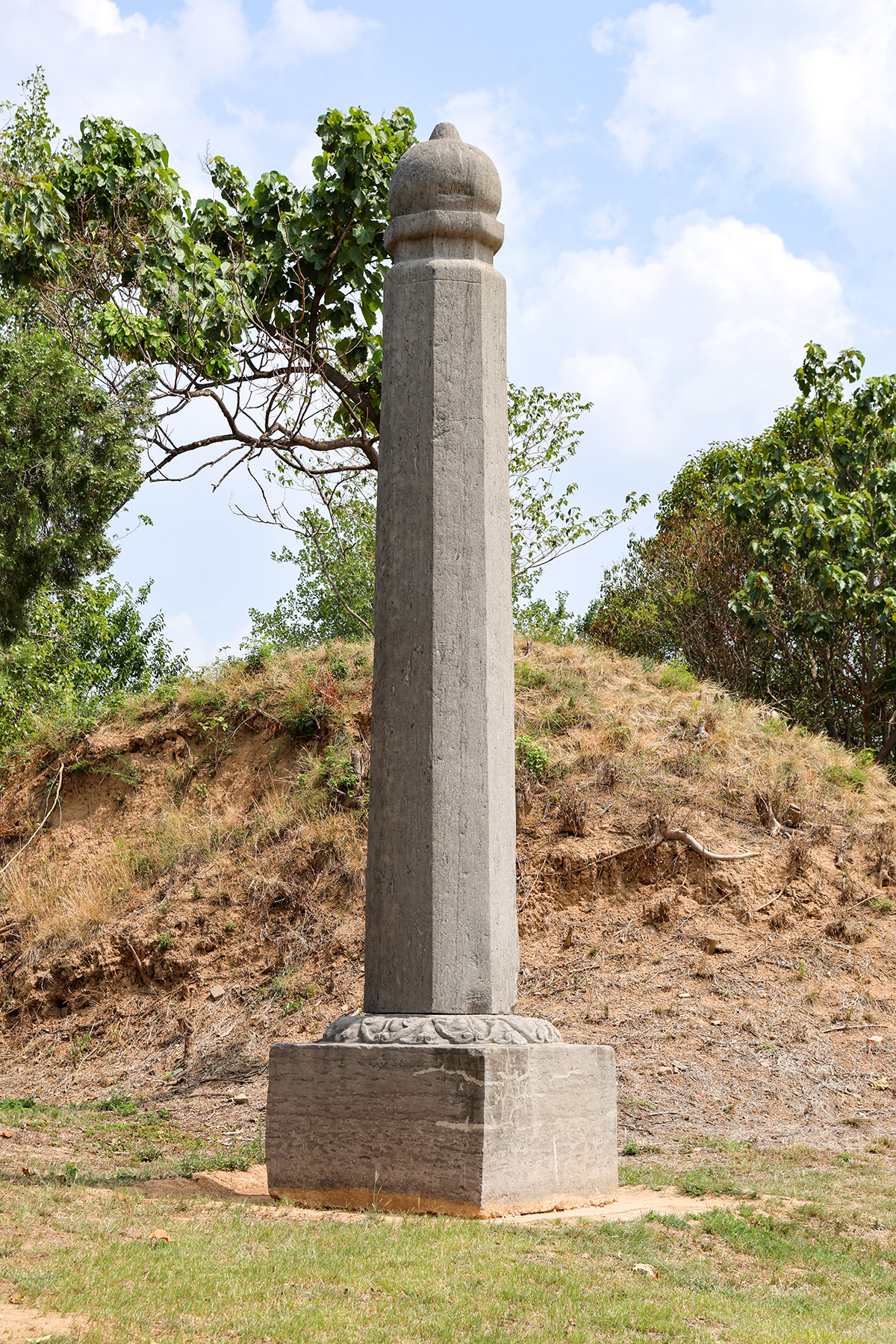
望柱（东）

- 象与驯象人两组：东西列各一组，每组包括一件石象和一件驯象人。石象体型庞大，象鼻向内卷，鼻端卷一物似甜瓜，象背上雕饰覆莲。驯象人立于象北侧，长发卷曲，头束巾带，额头上有花朵装饰，双耳戴耳环，上身仅斜披胸巾，下身似着短裤，赤脚[9]:107-108。

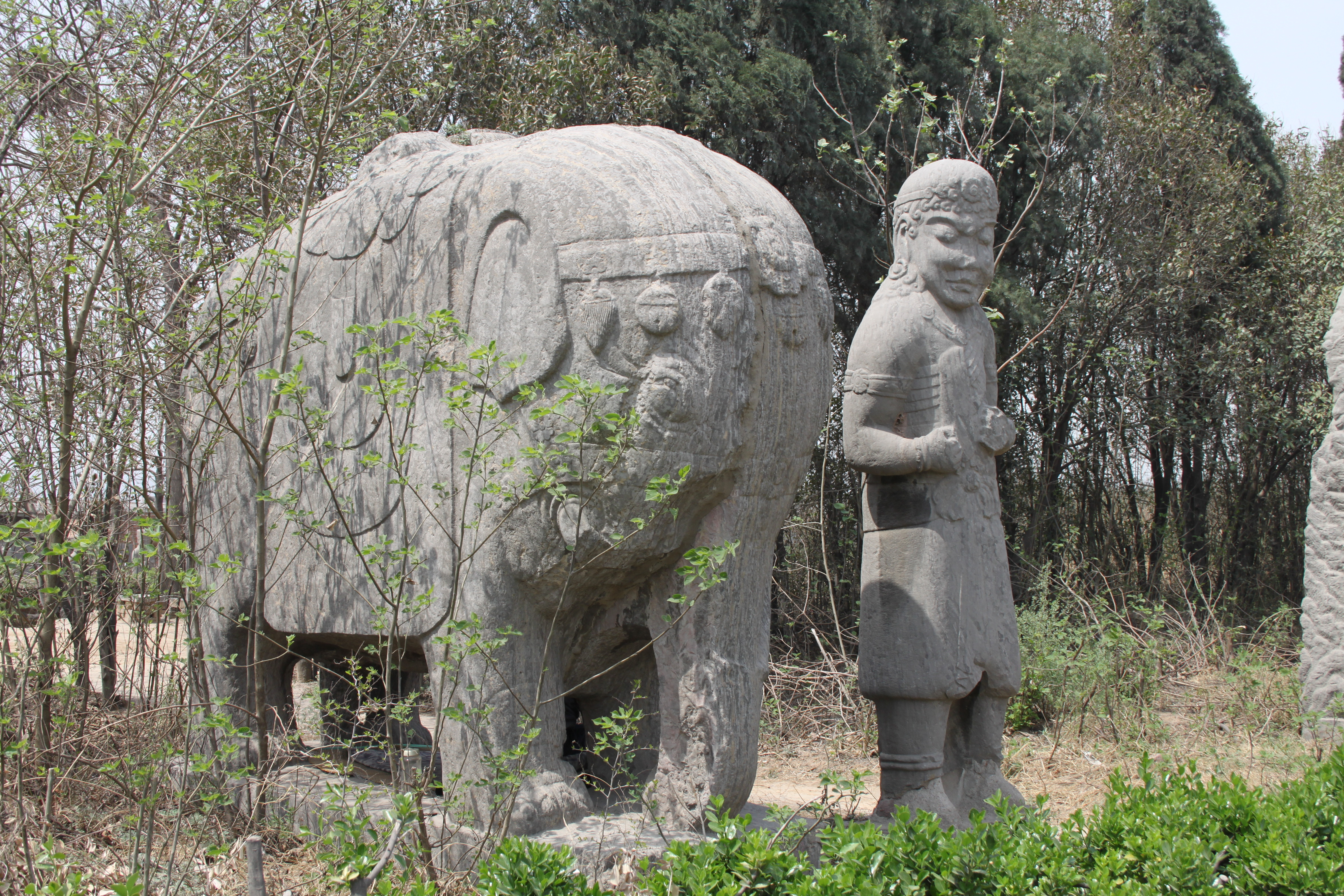
象与驯象人石像（西）
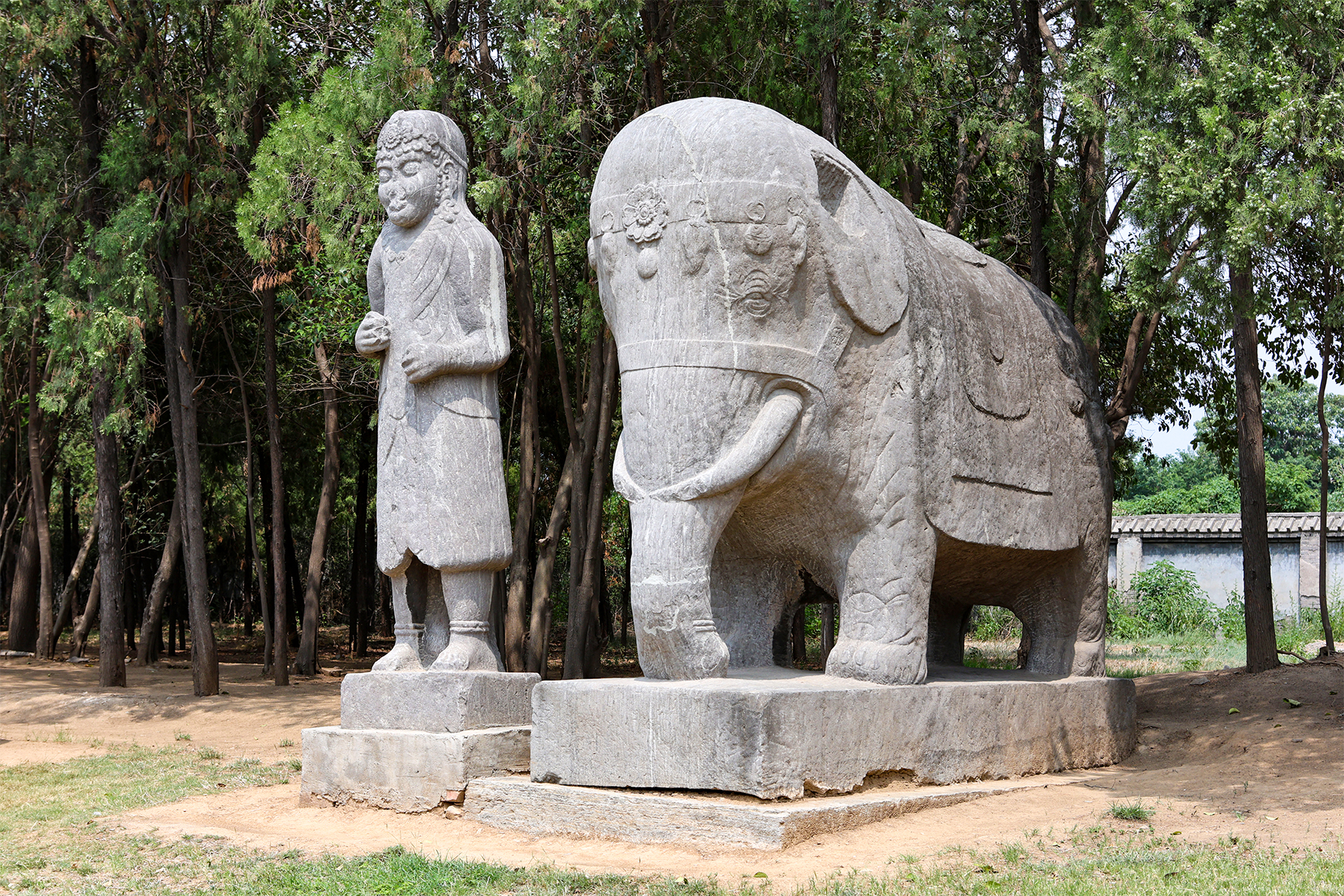
象与驯象人石像（东）

- 瑞禽石屏两件：东西列各一件瑞禽石屏，石屏四面浮雕山石纹，顶部为弧形。瑞禽马头禽身，两翼伸展，尾部做孔雀开屏状[9]:108。

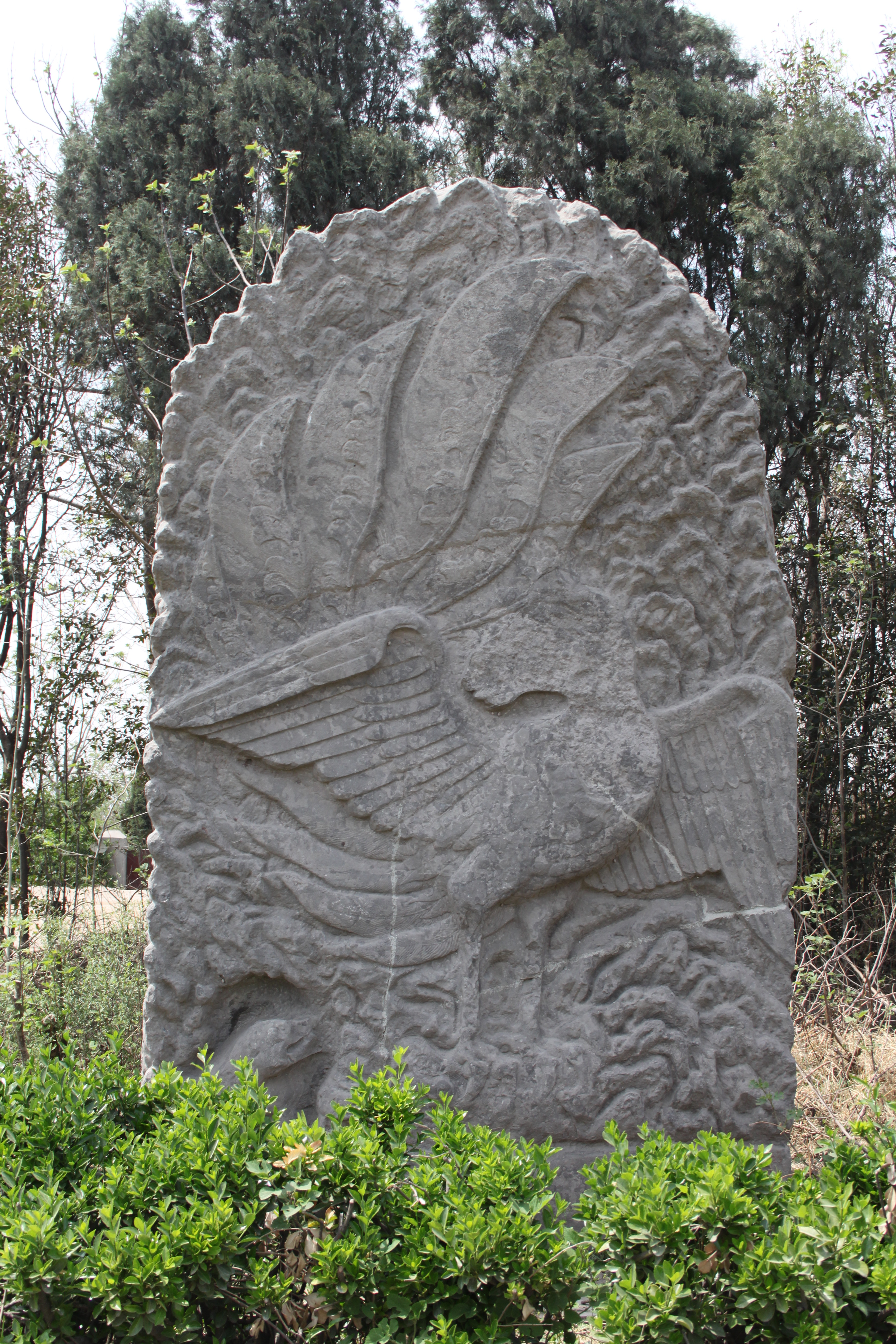
瑞禽石屏（西）
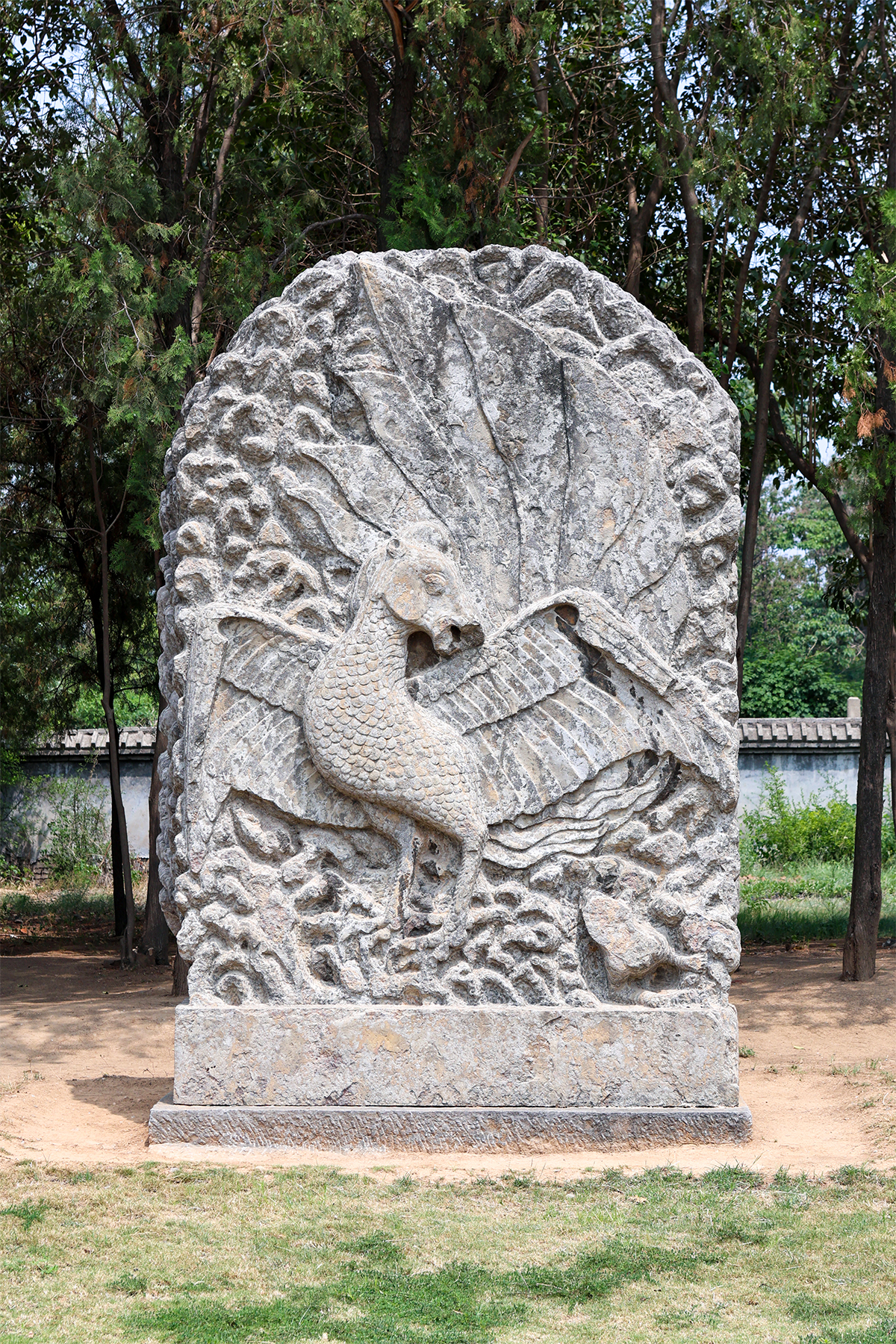
瑞禽石屏（东）

- 甪端两件：东西列各一件石甪端，均为昂首行走姿态，尾部盘曲，独角批鬣[9]:108。

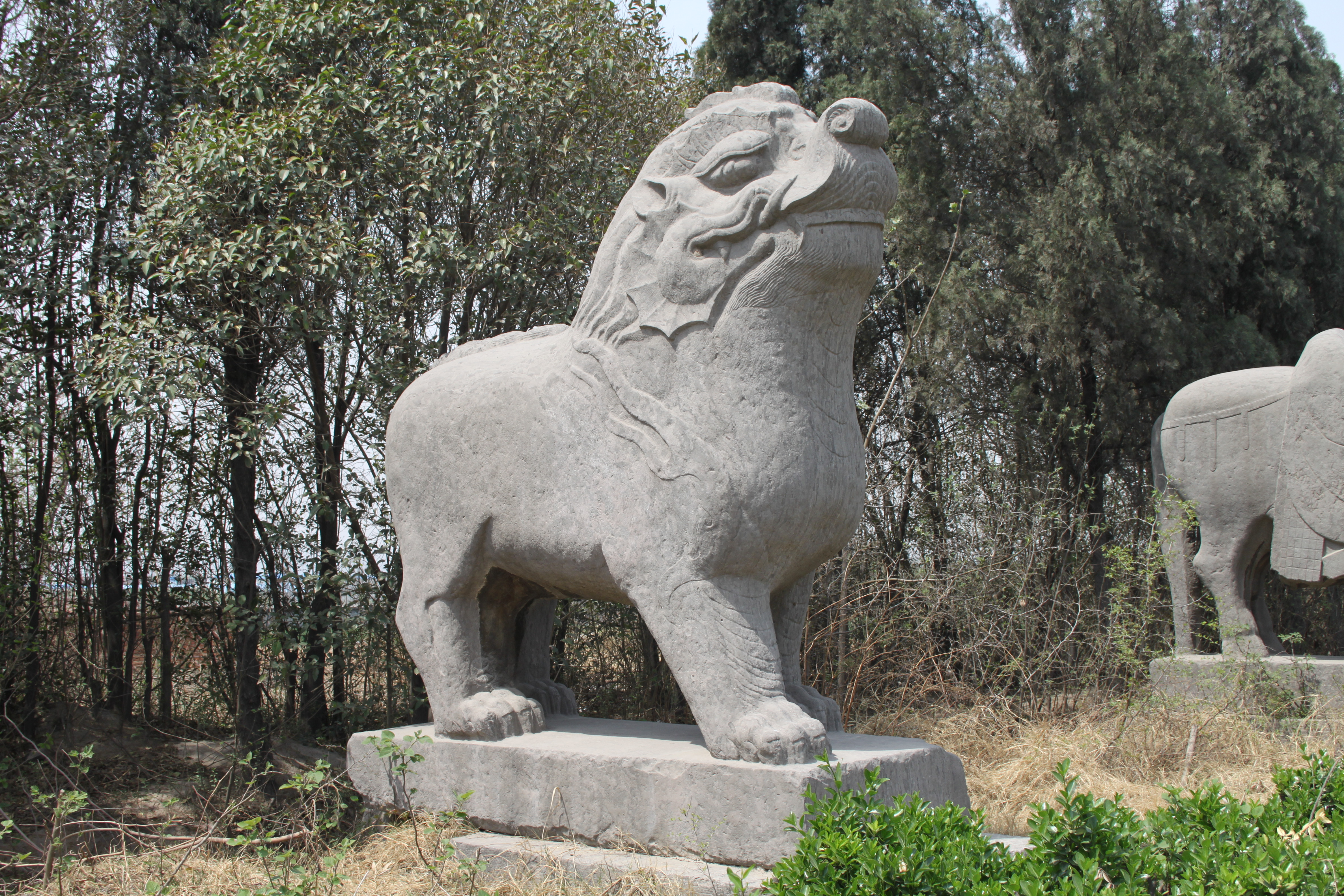
石甪端（西）
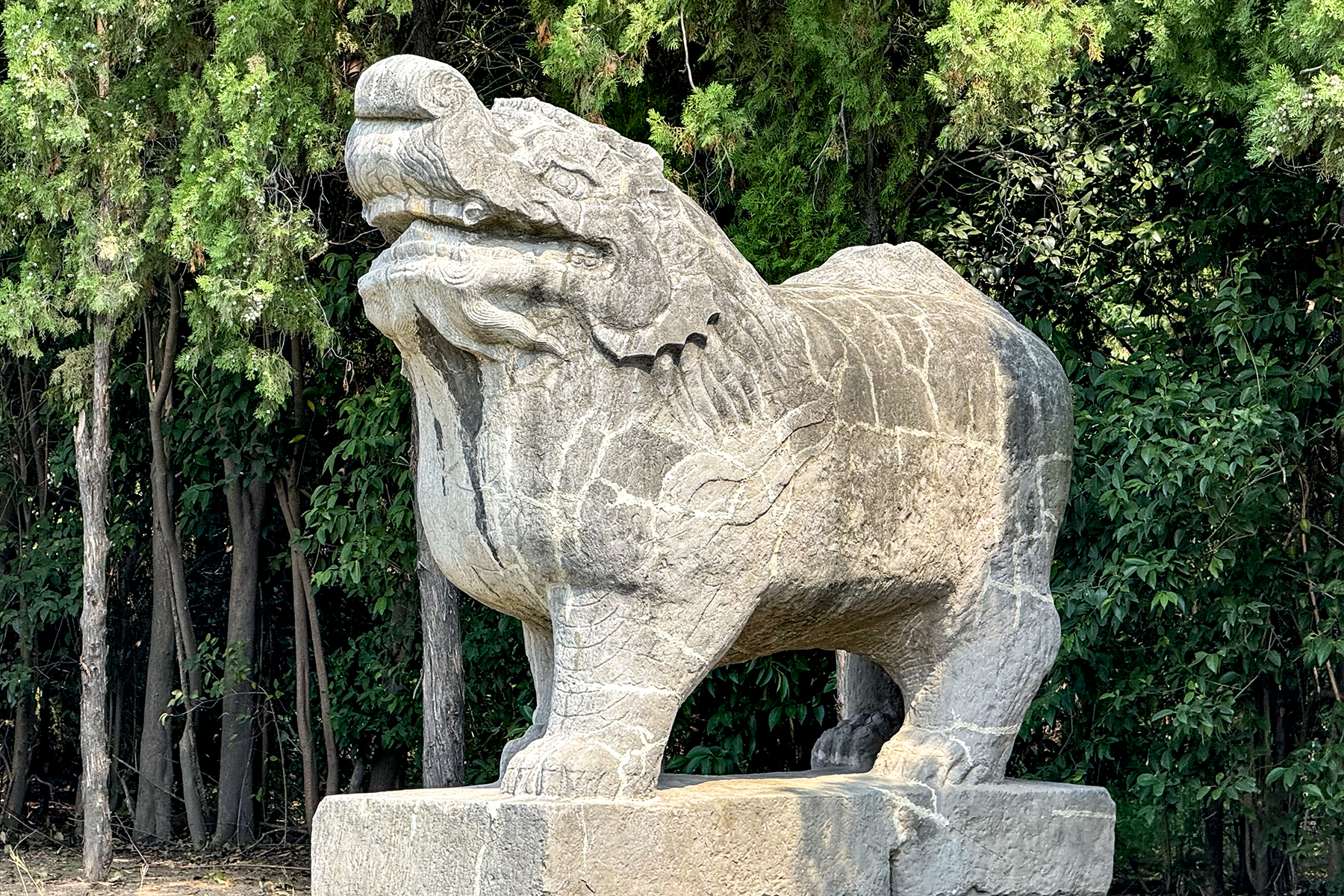
石甪端（东）

- 马与控马官两组：每组包括一件石马和两件控马官石像，东西各两组，共有四件马和八件控马官。控马官分列马头两侧，头戴幞头，每列中靠南的一组控马官身着宽袖袍服，靠北的一组则着窄袖袍服[9]:108。

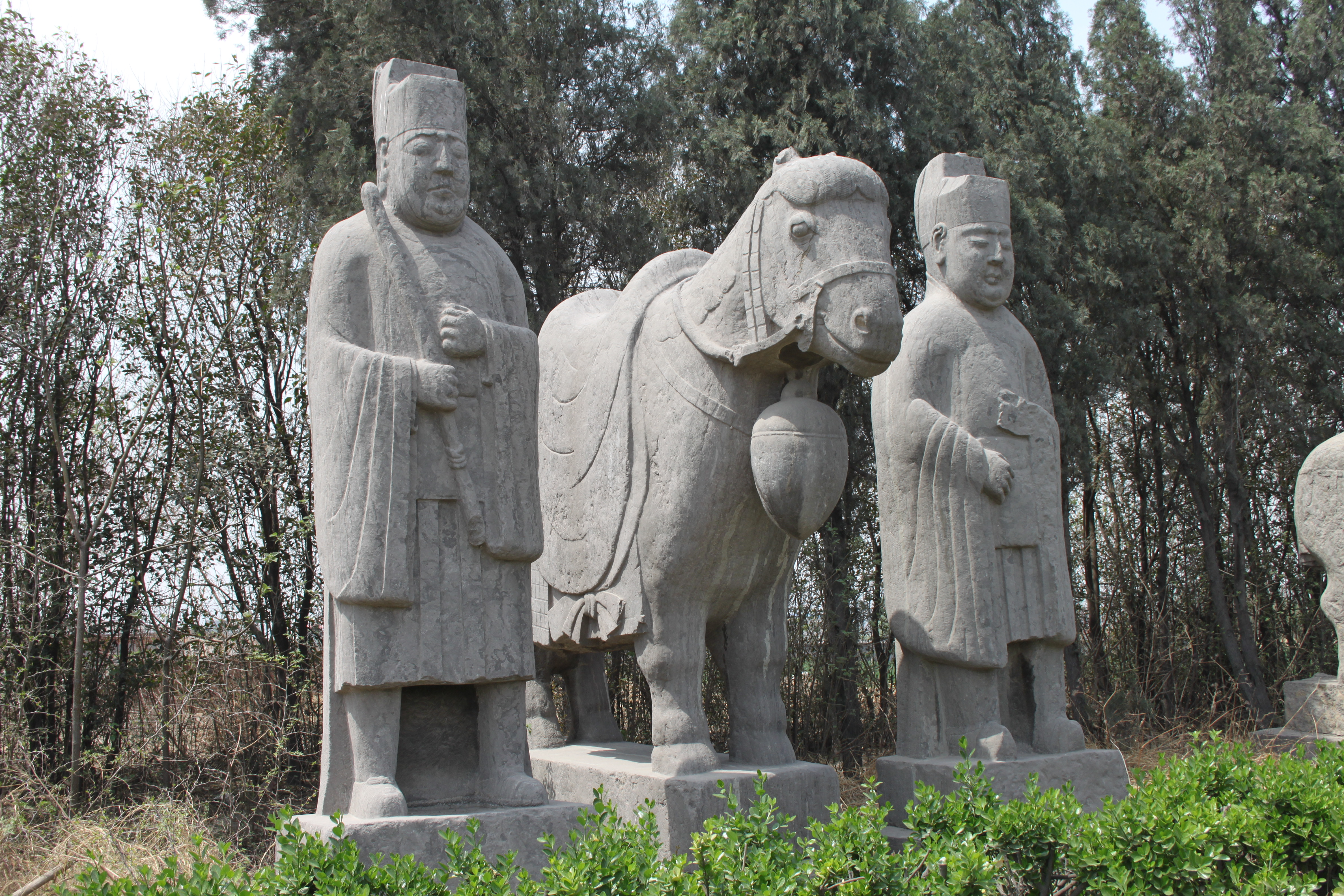
马与控马官石像（西）
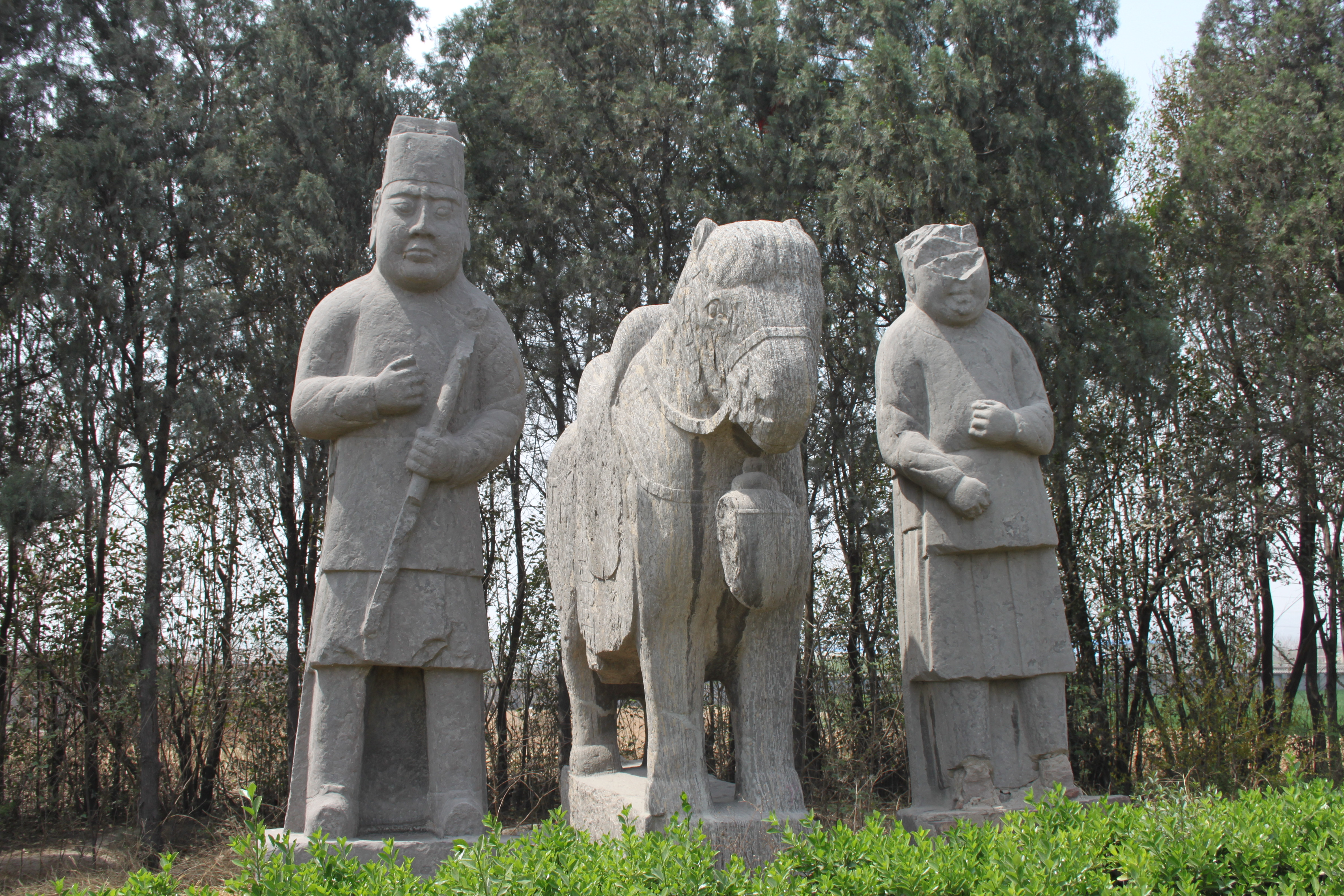
马与控马官石像（西）
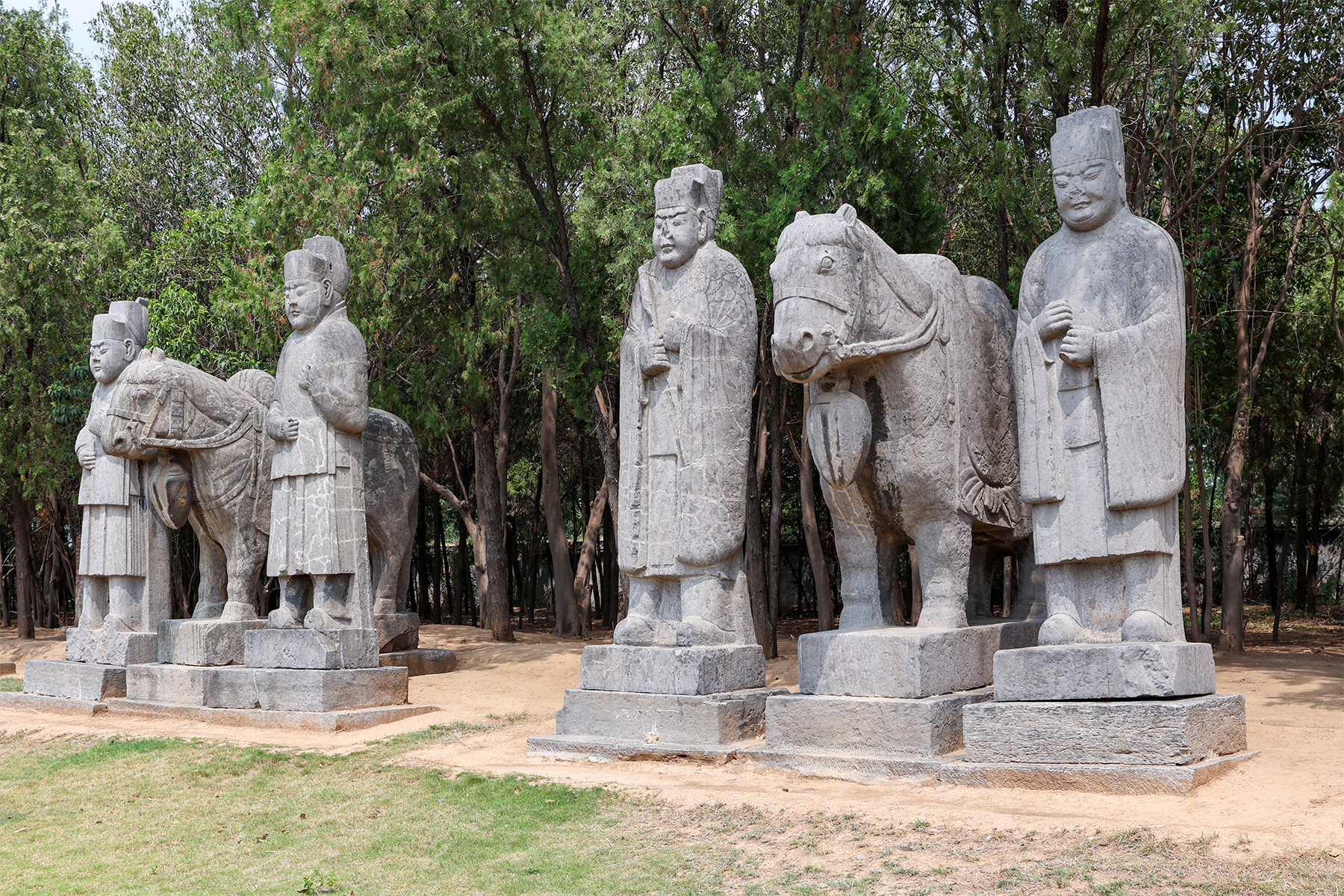
马与控马官石像（东）

- 虎四件：东西列各两件石虎，均为昂首蹲坐，粗颈，突胸[9]:108。

- 石虎（西）
- 石虎（西）
- 石虎（东）
- 石虎（东）

- 羊四件：东西列各两件石羊，造型上有所不同。各列中靠南的一件石羊为长颈昂胸，靠北的一件则为短颈体肥[9]:108。

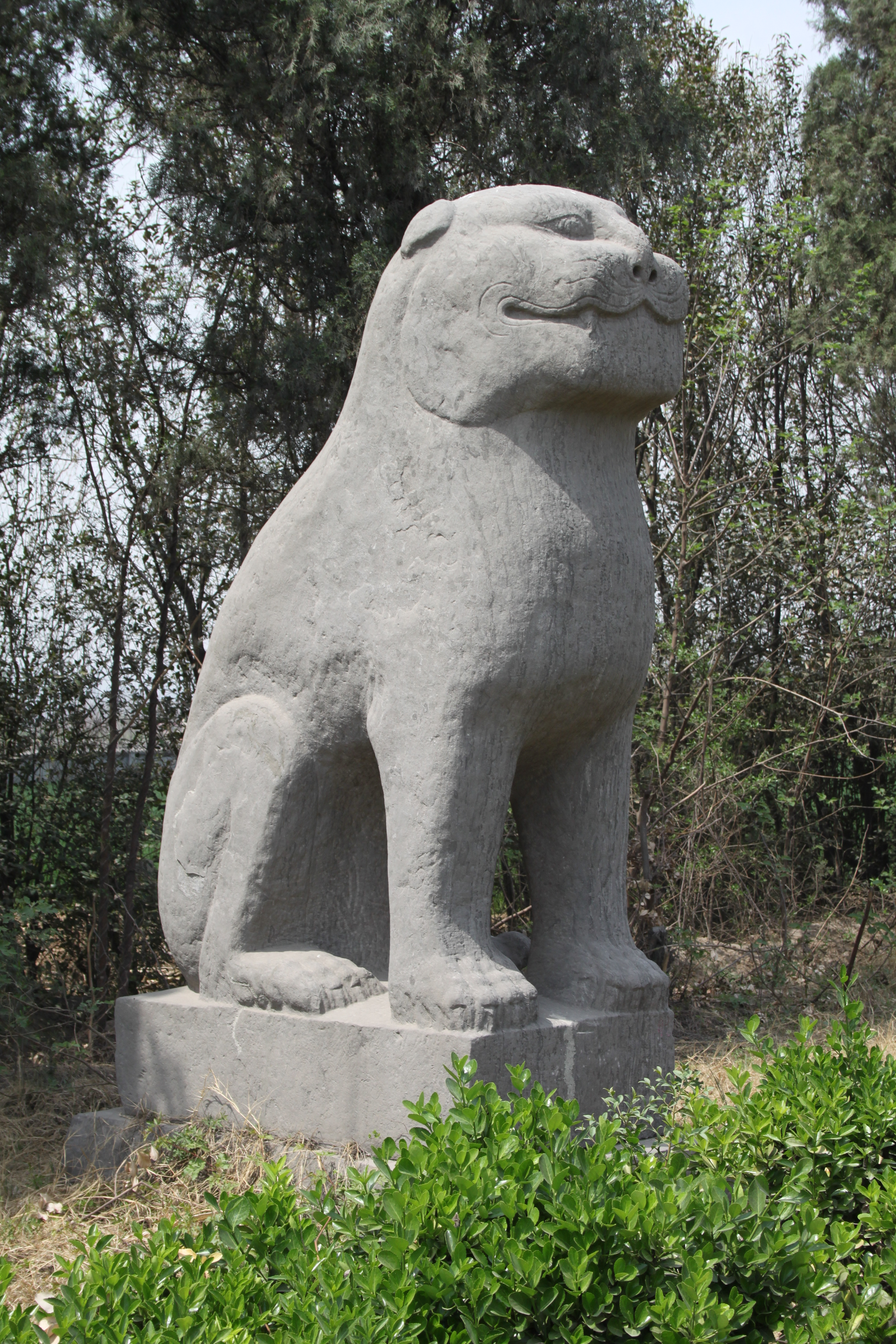
石虎（西）
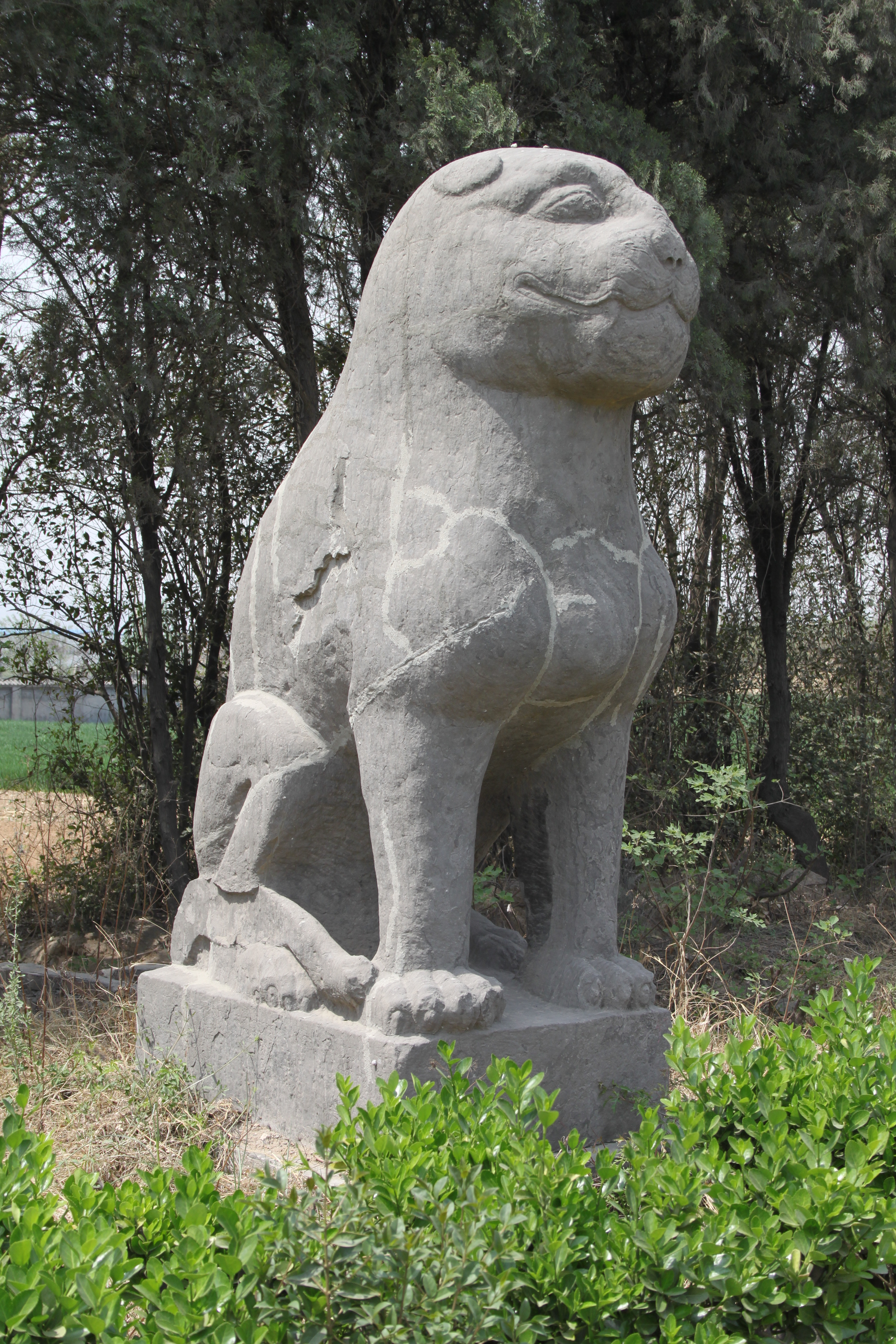
石羊（西）
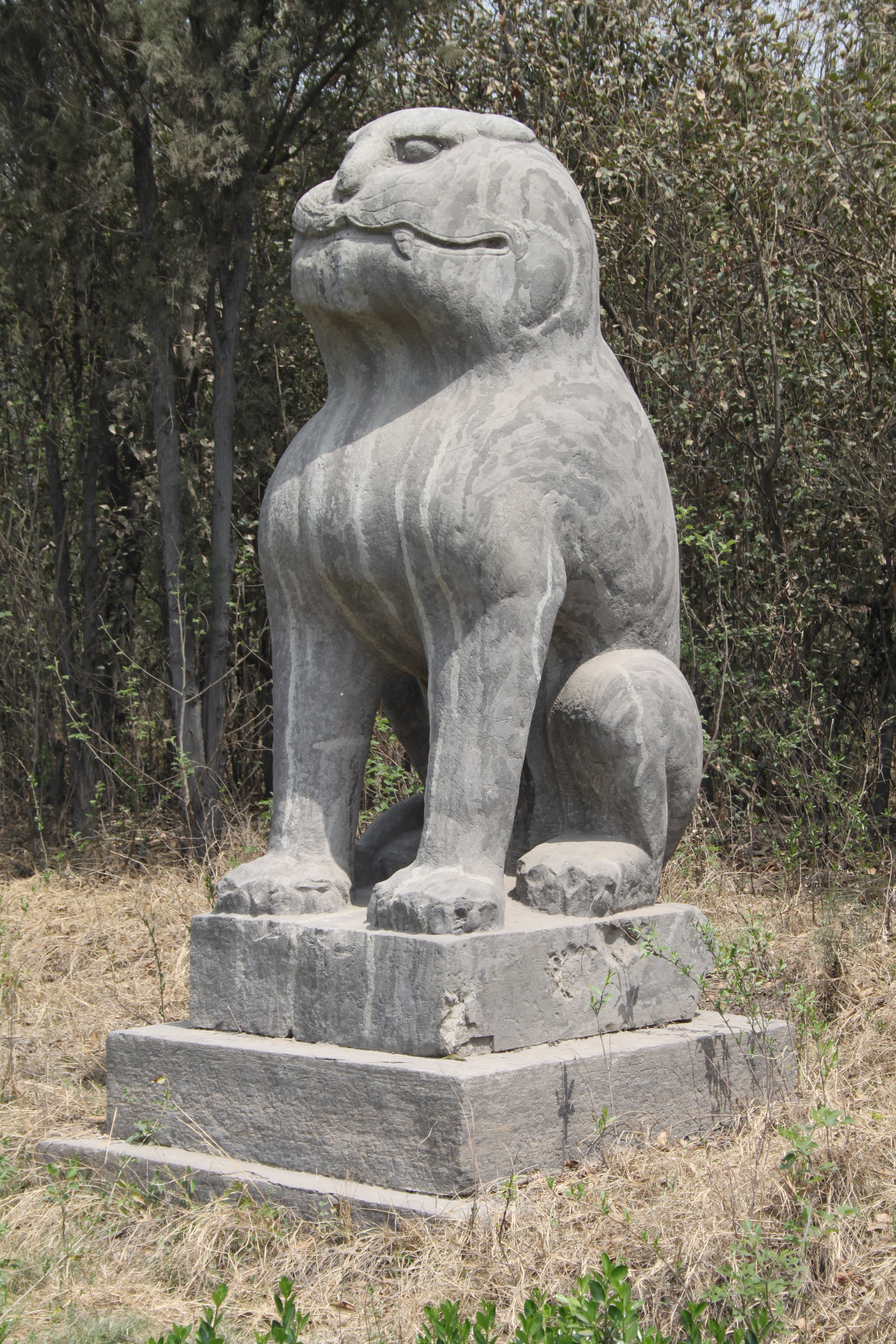
石羊（东）
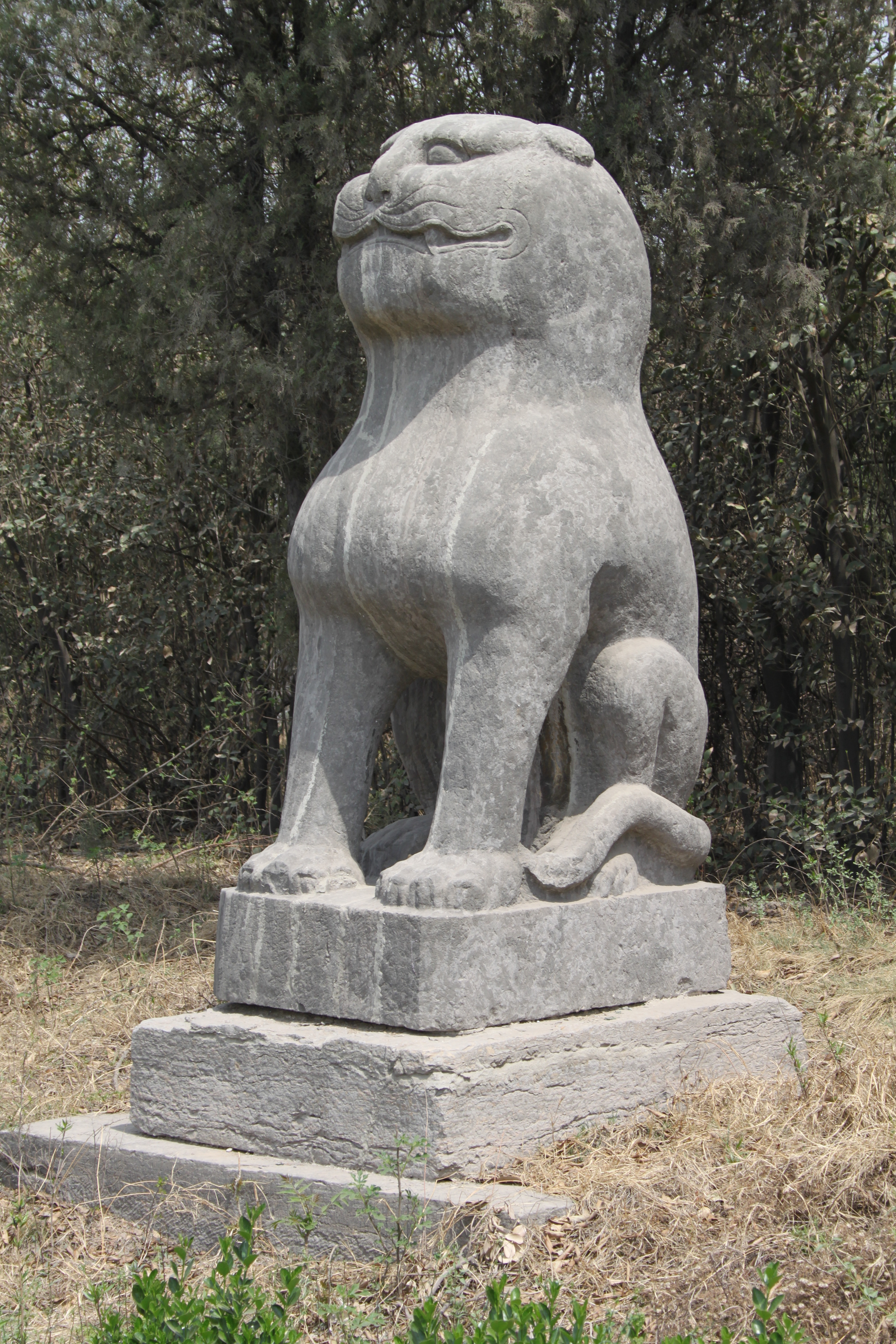
石羊（东）

- 客使六件：东西列各三件客使石像，形象各异。东列靠南的客使胡须卷曲，头上冠顶饰有一伏兽，身着窄袖长袍，手捧宝盒；中间的客使圆脸阔鼻，头戴高顶帽，双耳戴耳环，身着窄袖袍，外披披风，手捧犀牛角；靠北的客使为长脸，头戴圆形花冠，着圆领窄袖长袍，腰间挂有弯刀等物，手捧方形宝物；西列靠南的客使胡须卷曲，缠头巾，戴耳环，着宽袖长袍，脚穿拖鞋，手捧圆盘，内盛珊瑚状宝物；中间的客使深目高鼻，头戴冠，双耳戴耳环，身穿窄袖长袍，手捧雕花长颈瓶；靠北的客使头戴圆顶折檐帽，身穿圆领窄袖袍，手抱长颈鼓腹瓶[9]:108-123。

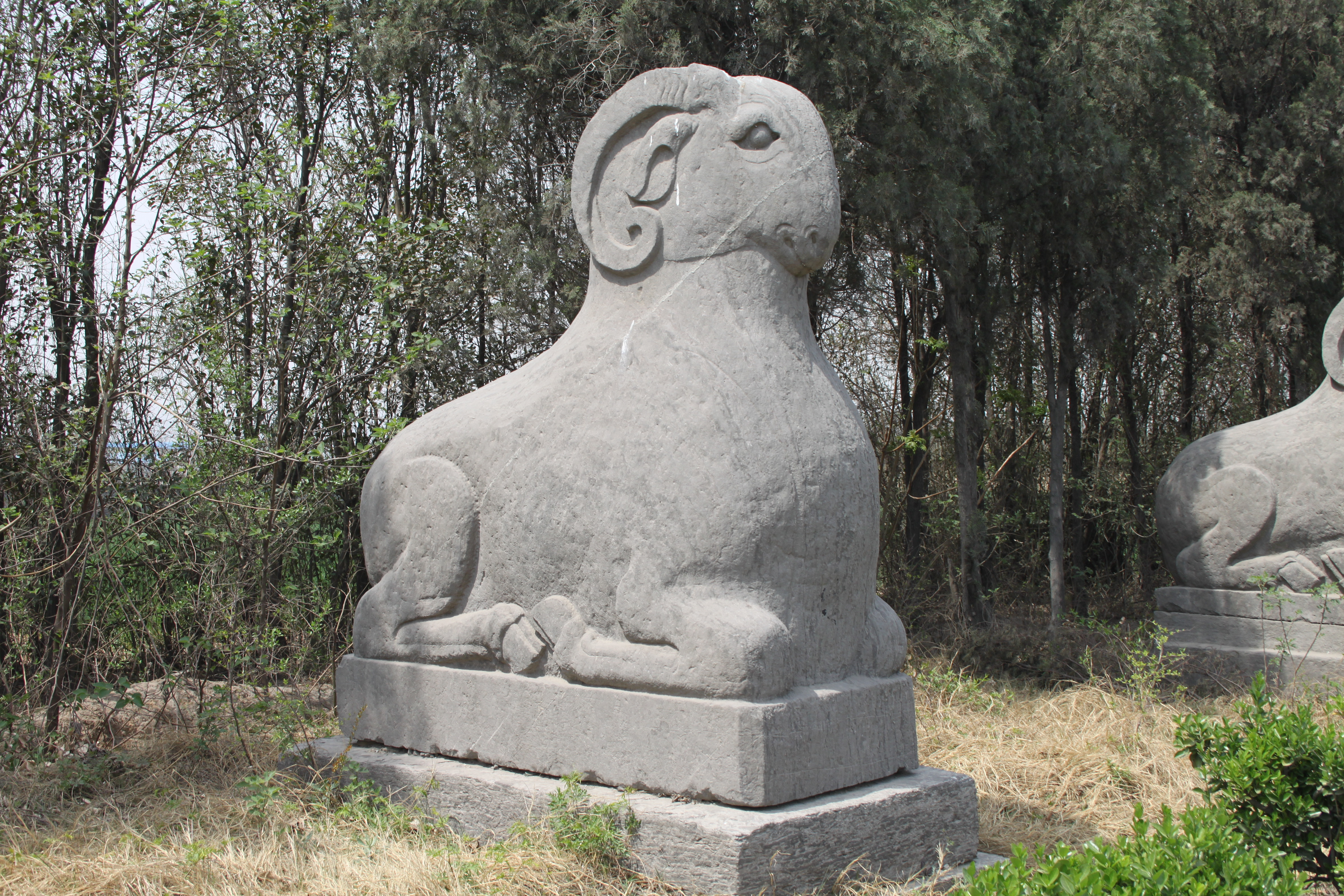
客使石像（西）
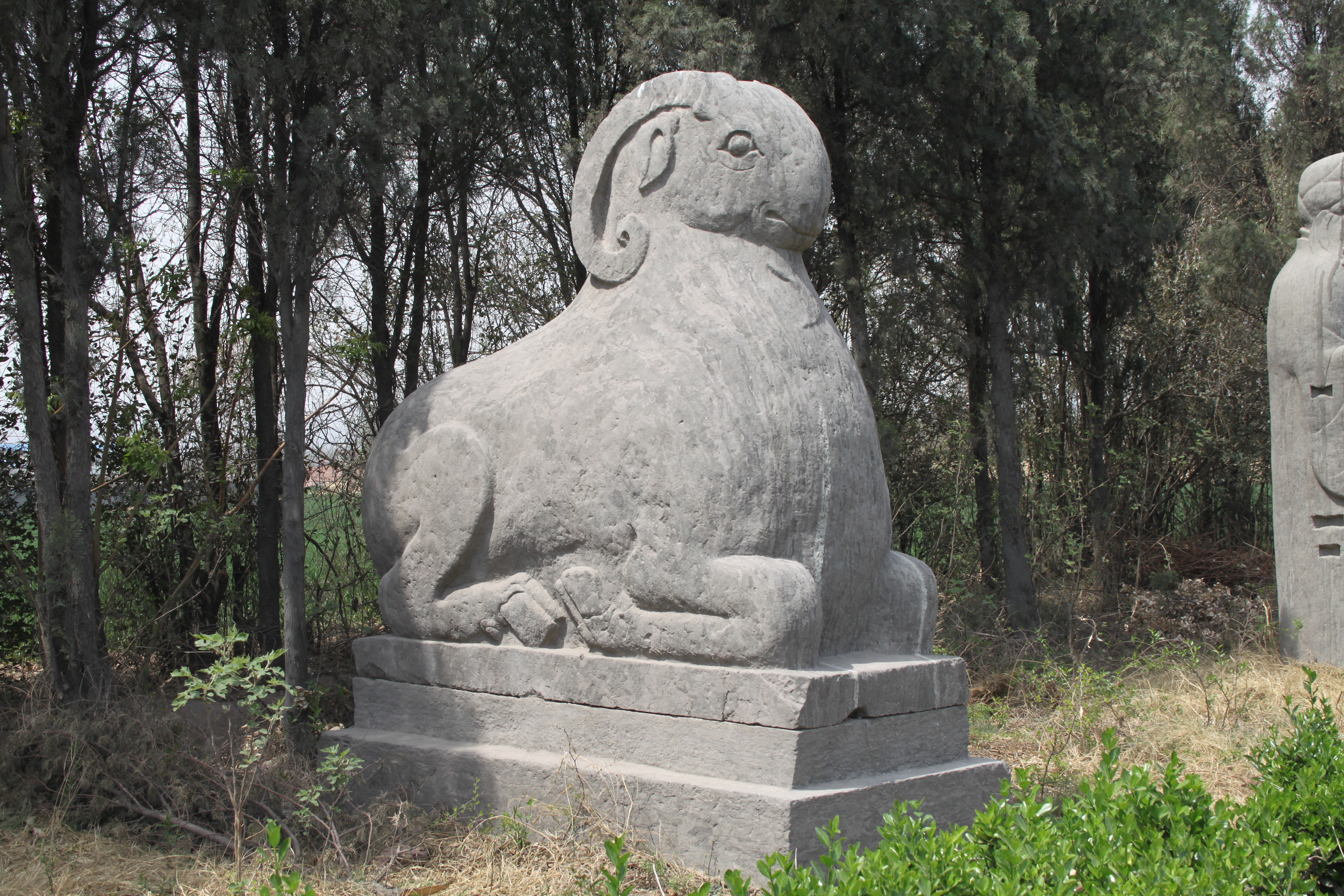
客使石像（西）
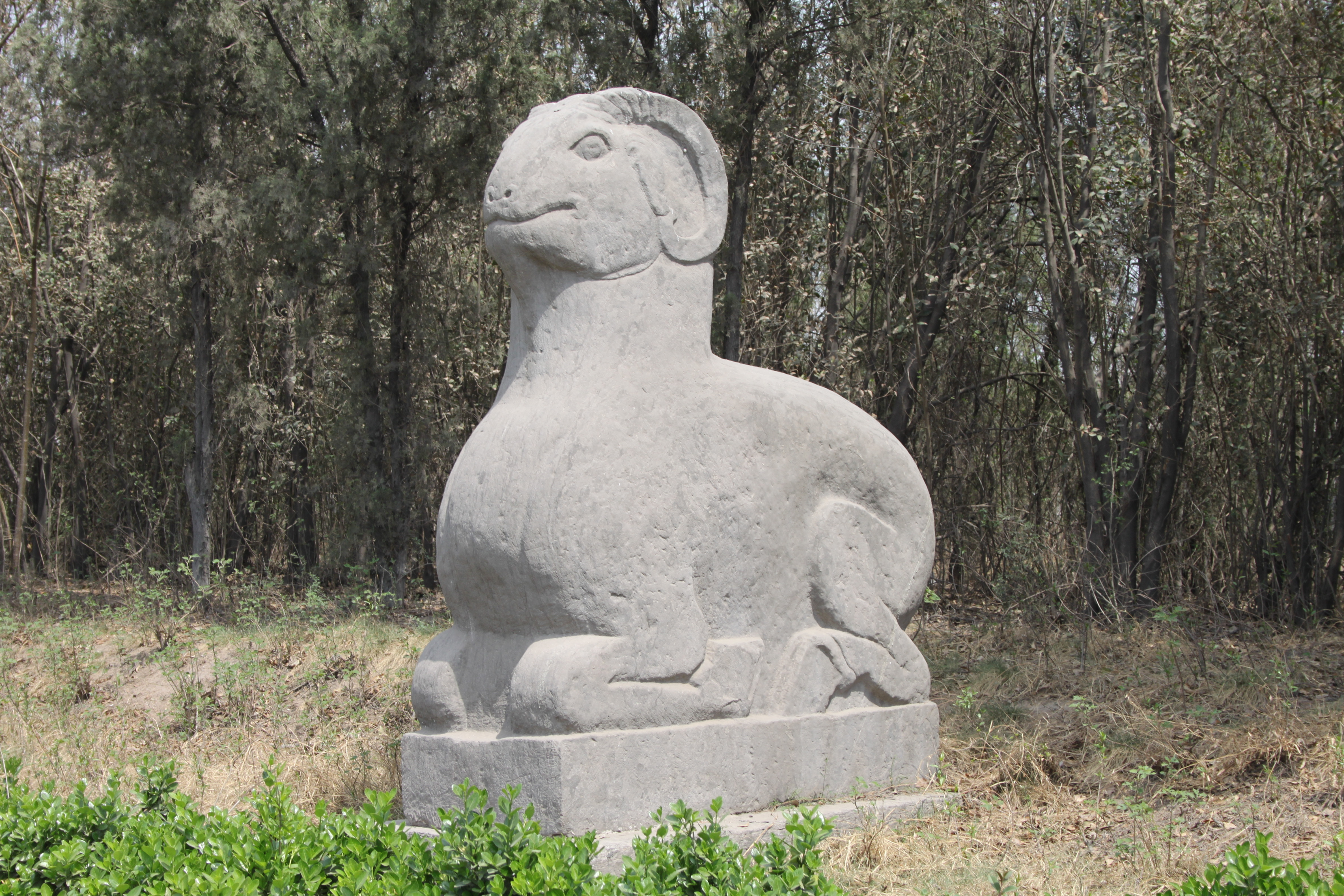
客使石像（西）
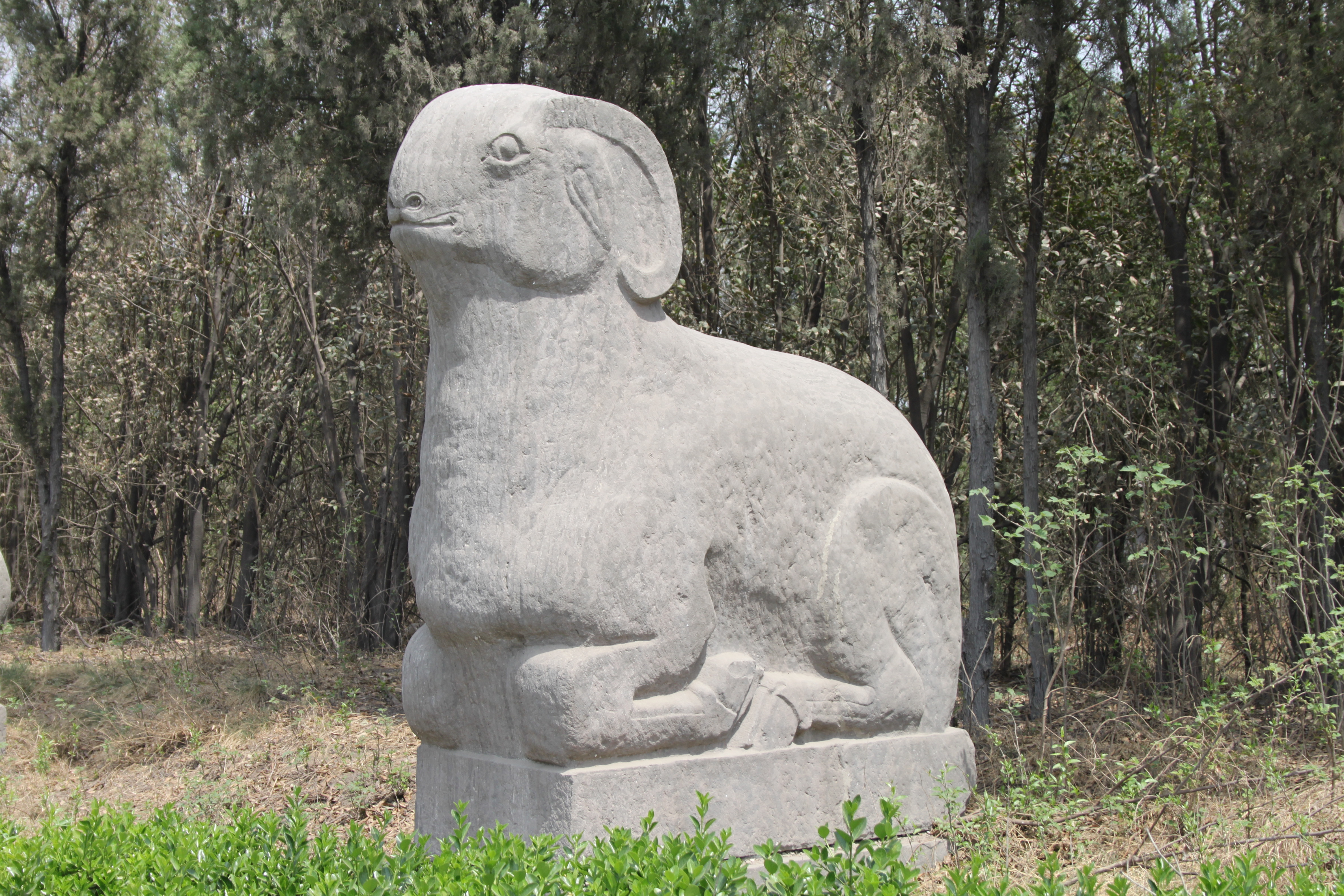
客使石像（东）

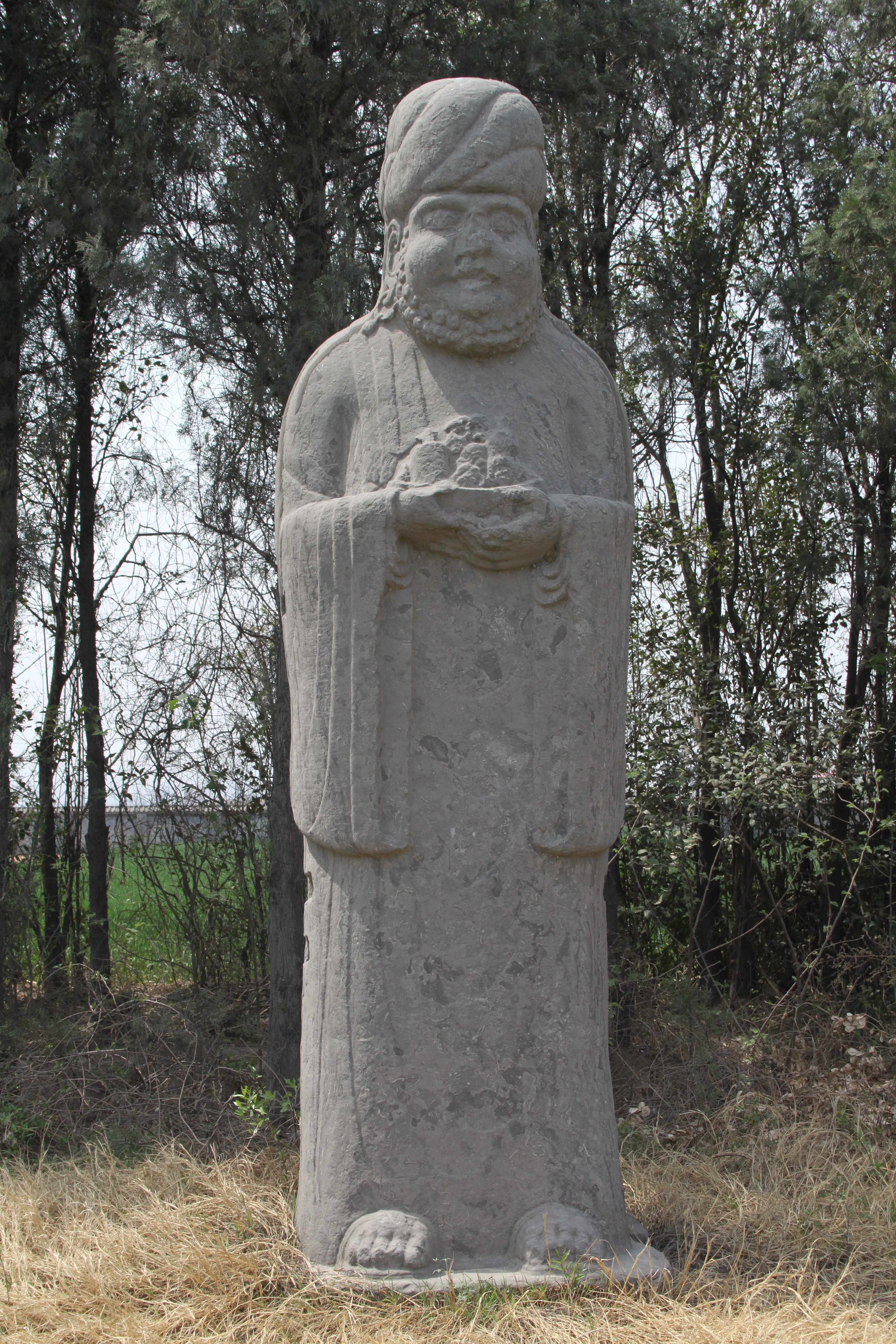
客使石像（东）
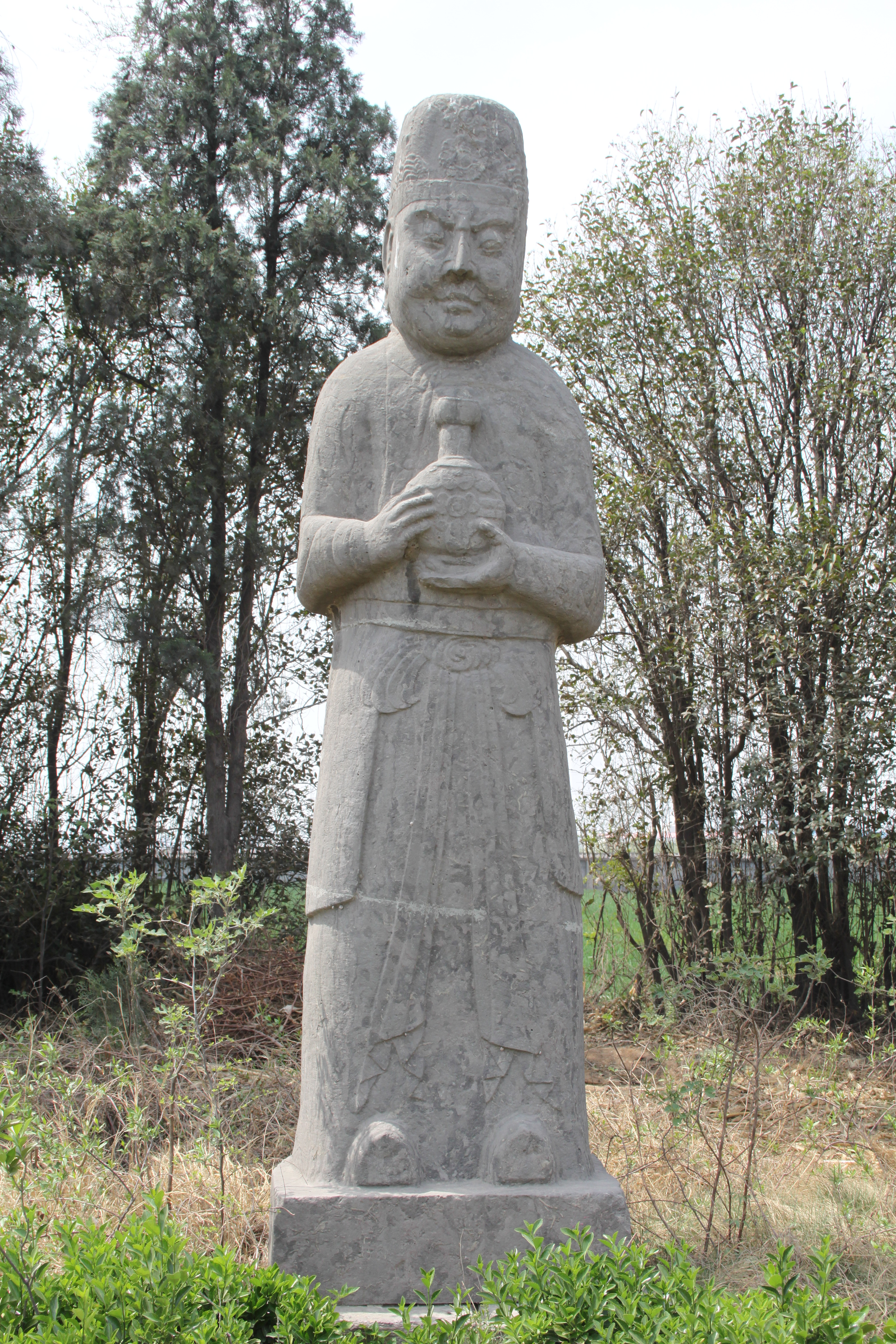
客使石像（东）
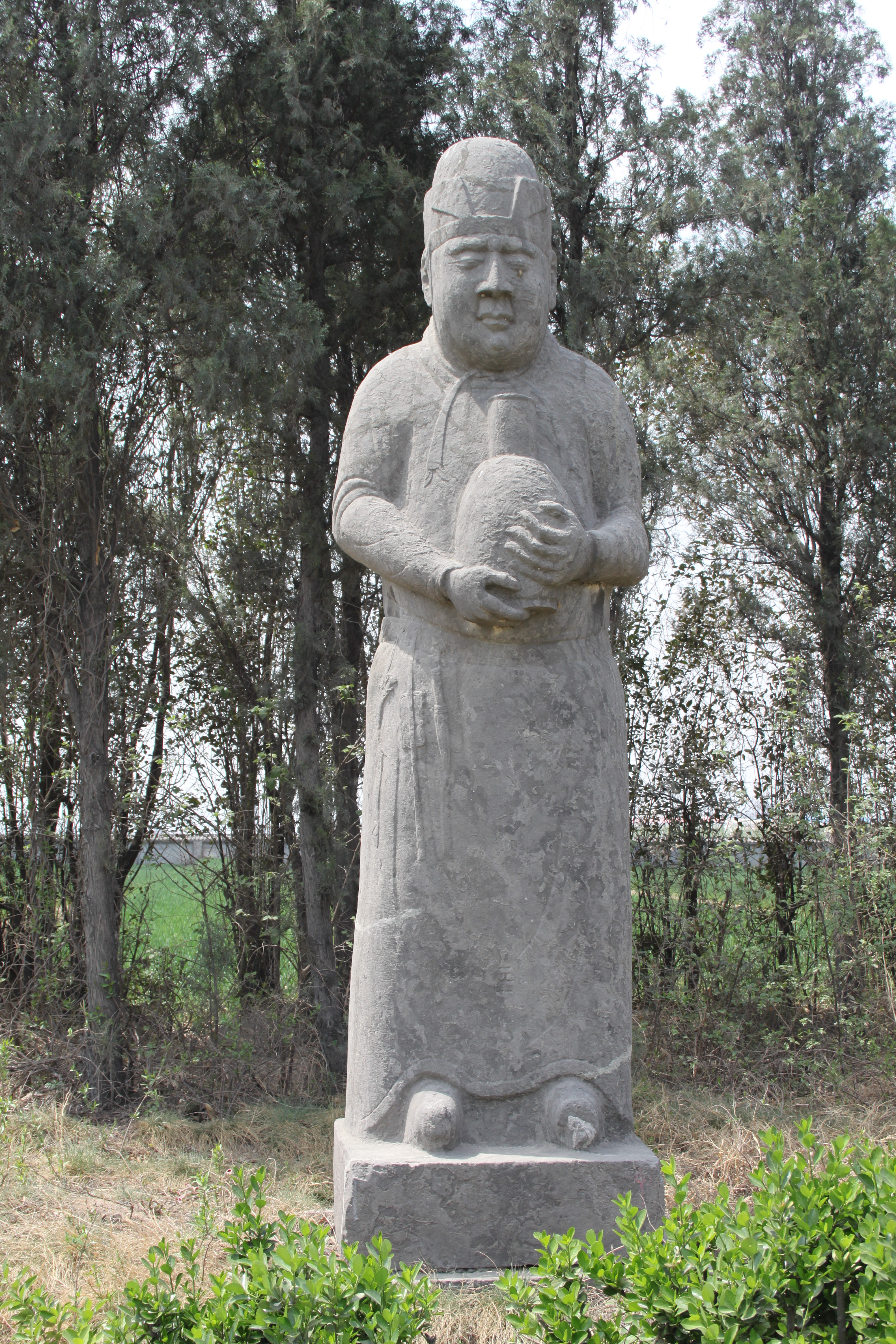
客使石像（西）
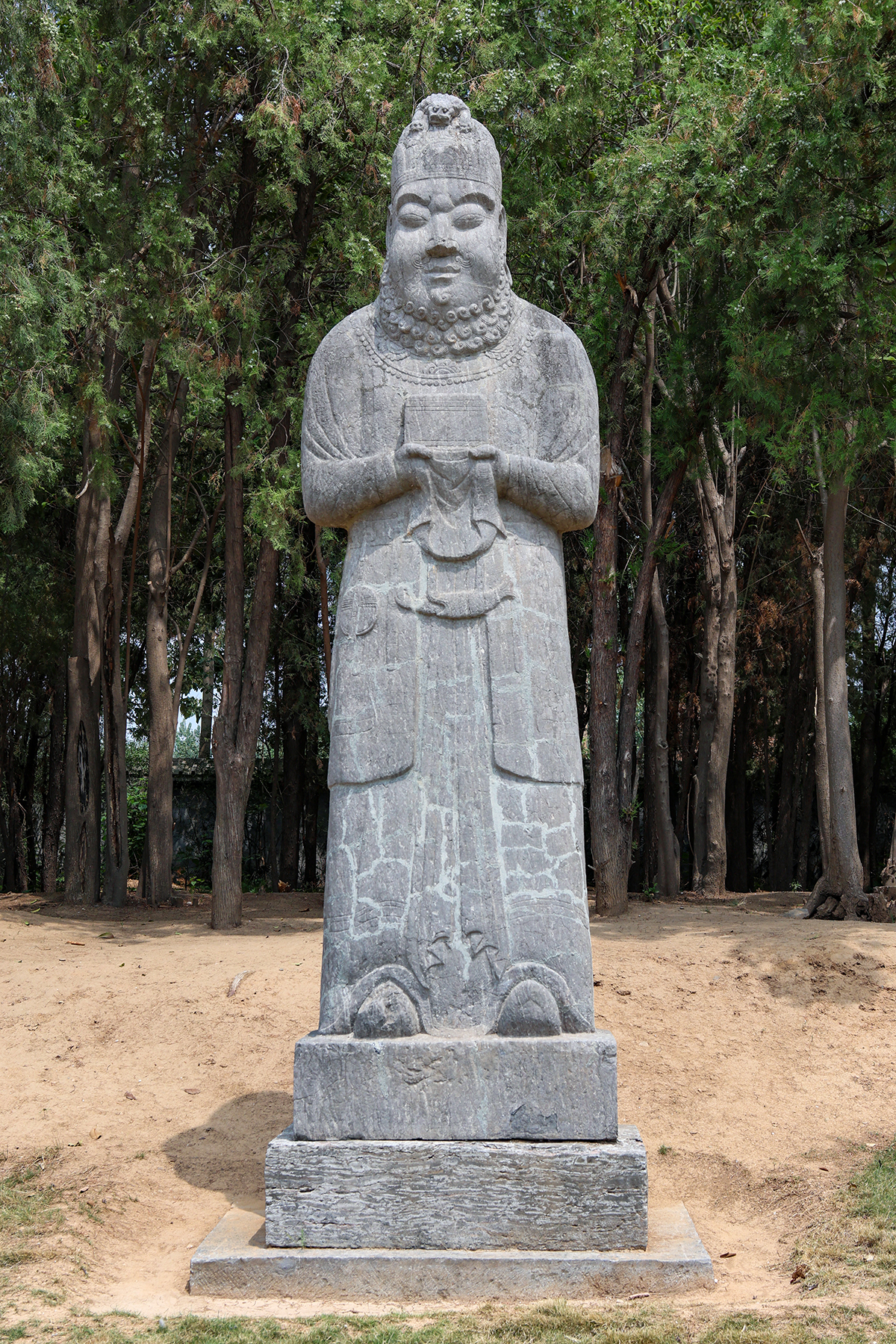
客使石像（东）
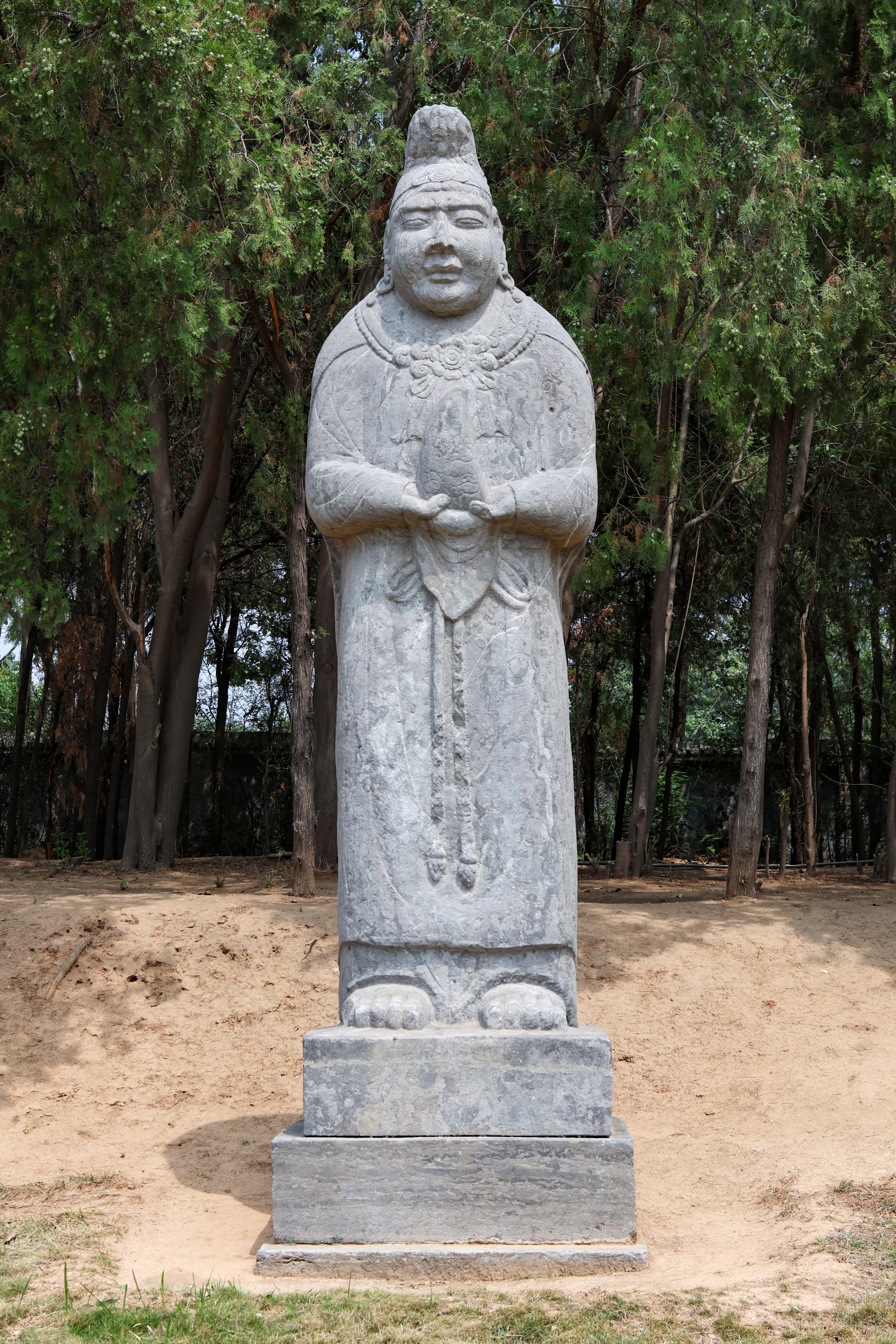
客使石像（东）
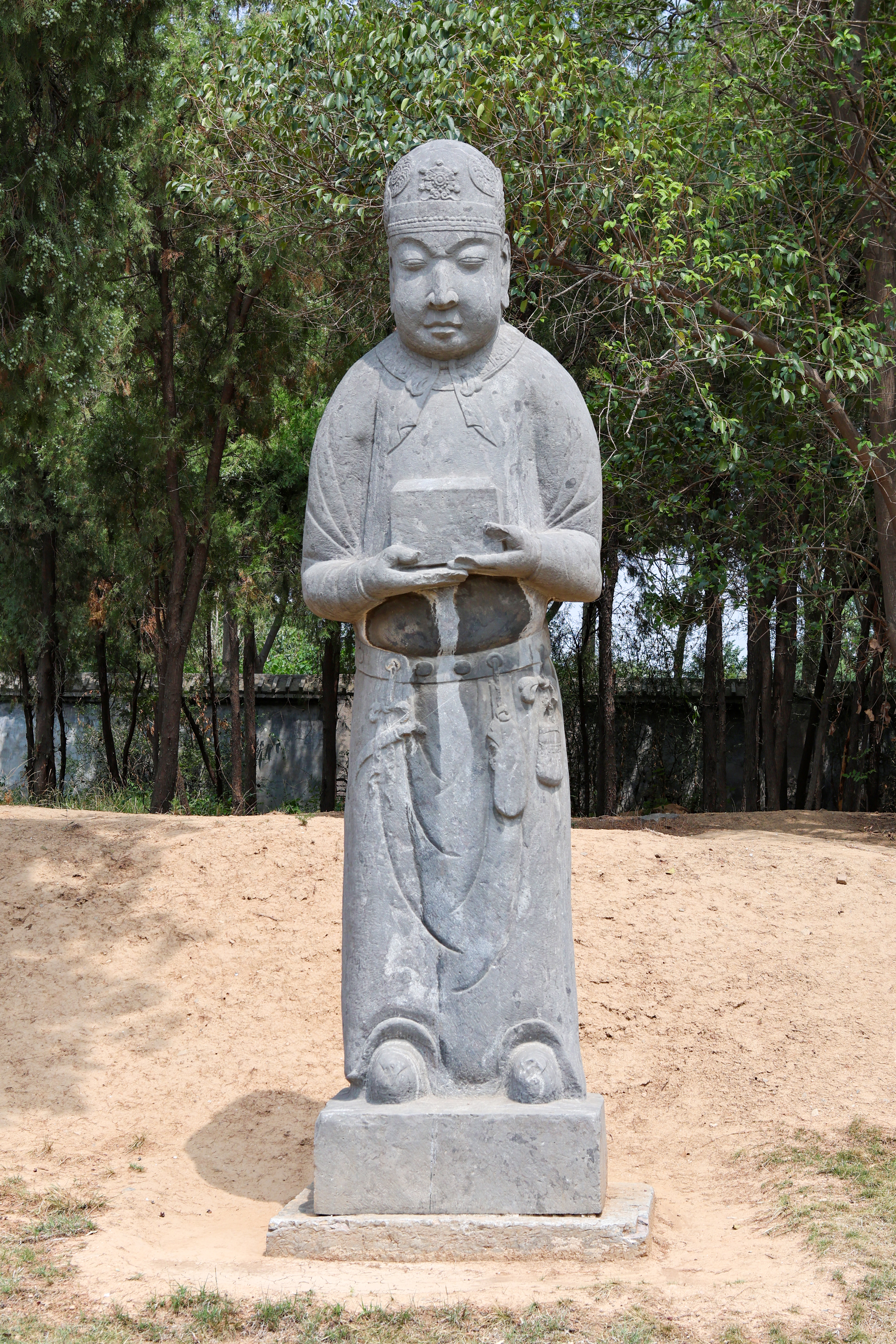
客使石像（东）

- 武官四件：东西列各两件武官石像，均表情严肃，头戴进贤冠，冠上有反应官品的梁数，身着宽袖长袍，右手扶剑，左手拄在柄端，剑鞘上无装饰[9]:123。

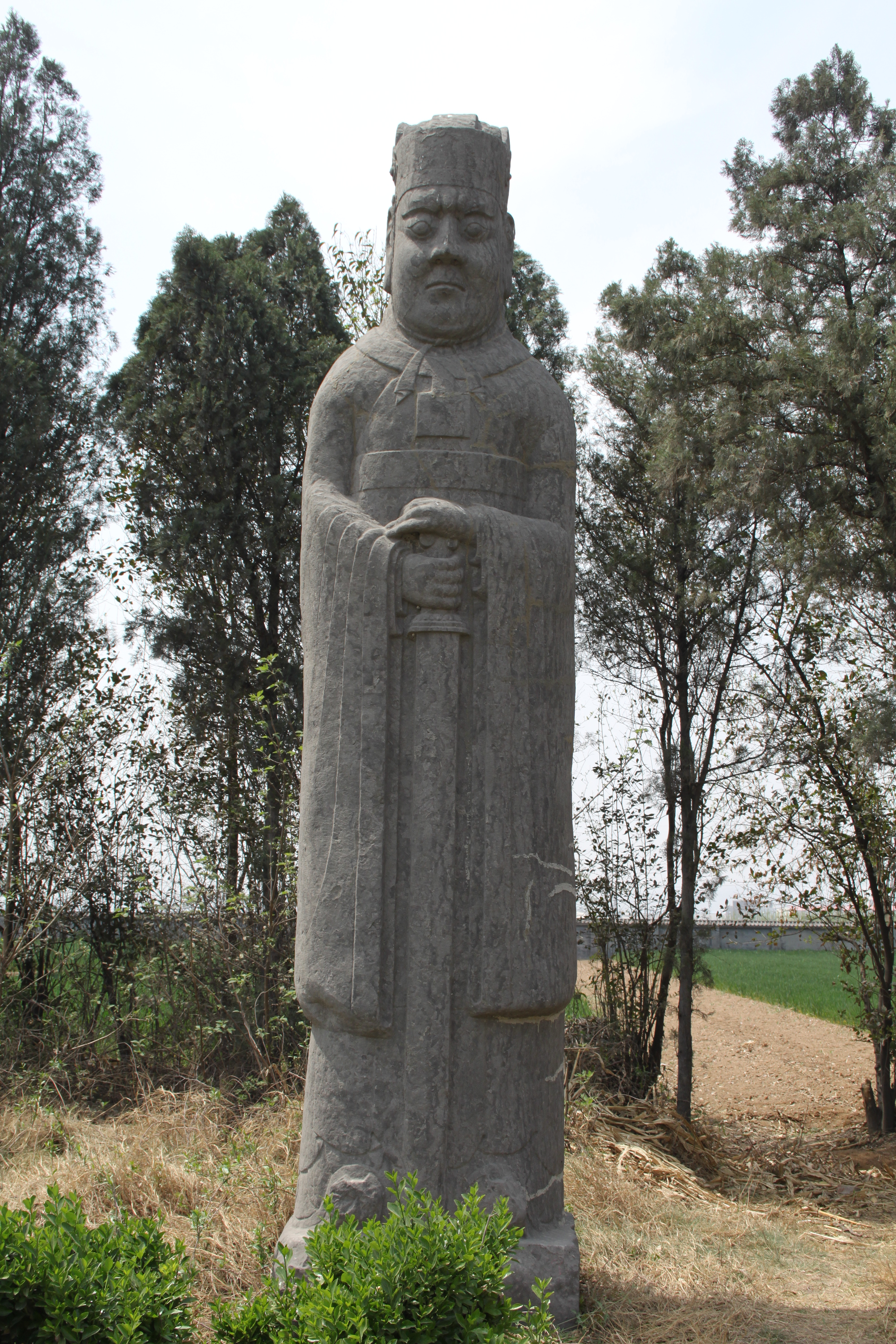
武官石像（西）
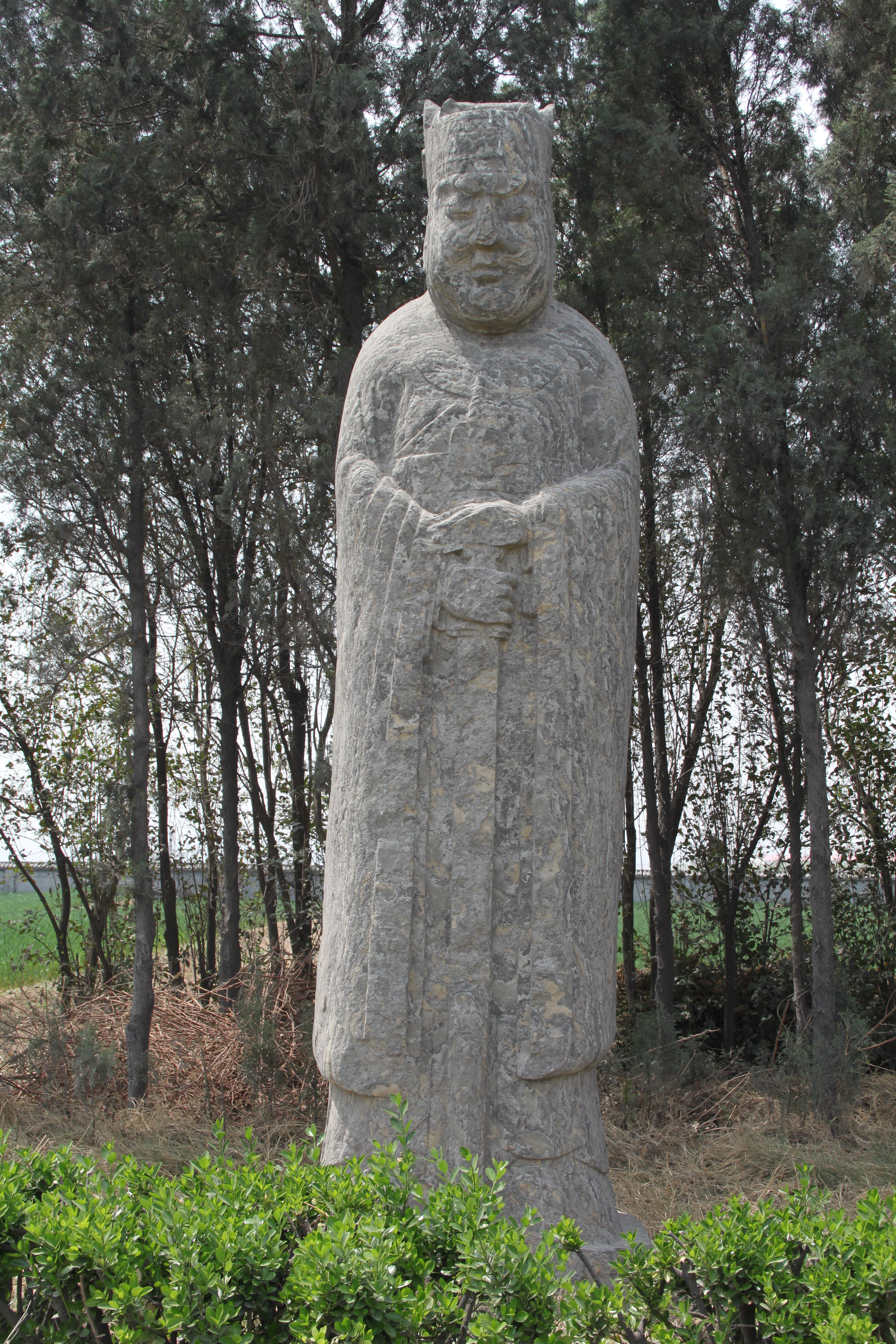
武官石像（西）
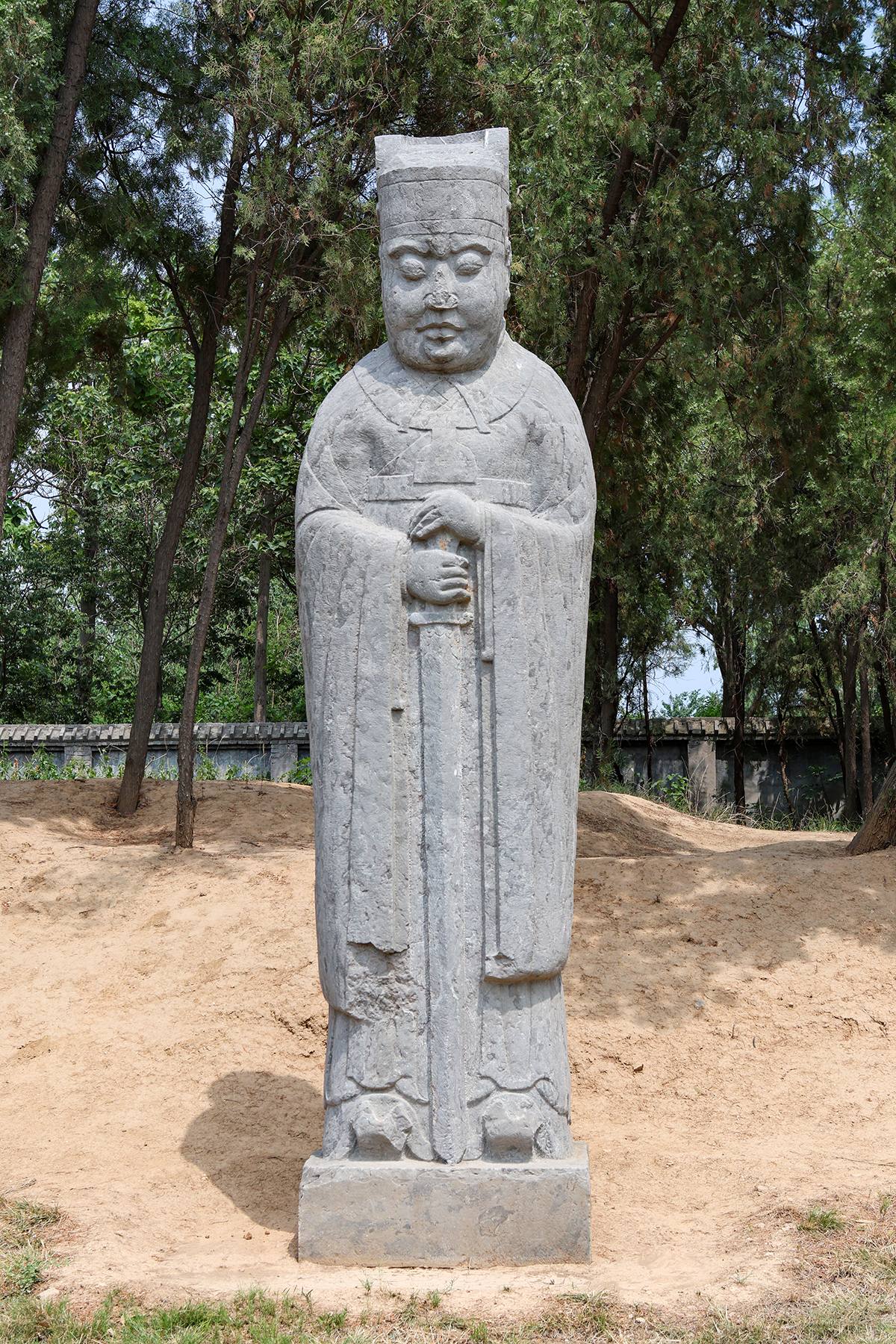
武官石像（东）
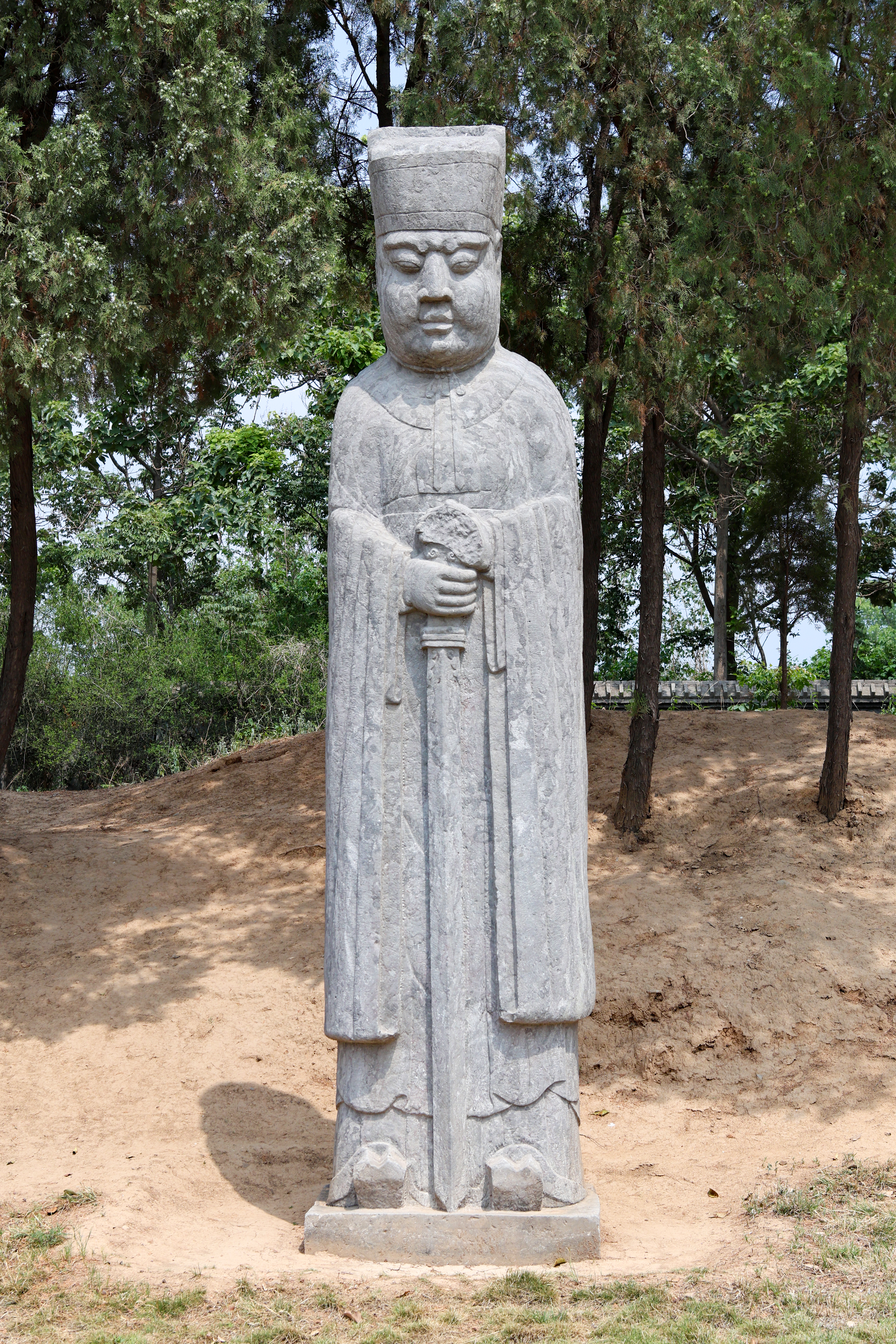
武官石像（东）

- 文官四件：东西列各两件文官石像，衣着与武官相似，但身体两侧佩玉，身前左侧佩长剑，双手执笏于胸前。与武官相比，文官的面容较显年轻[9]:123。

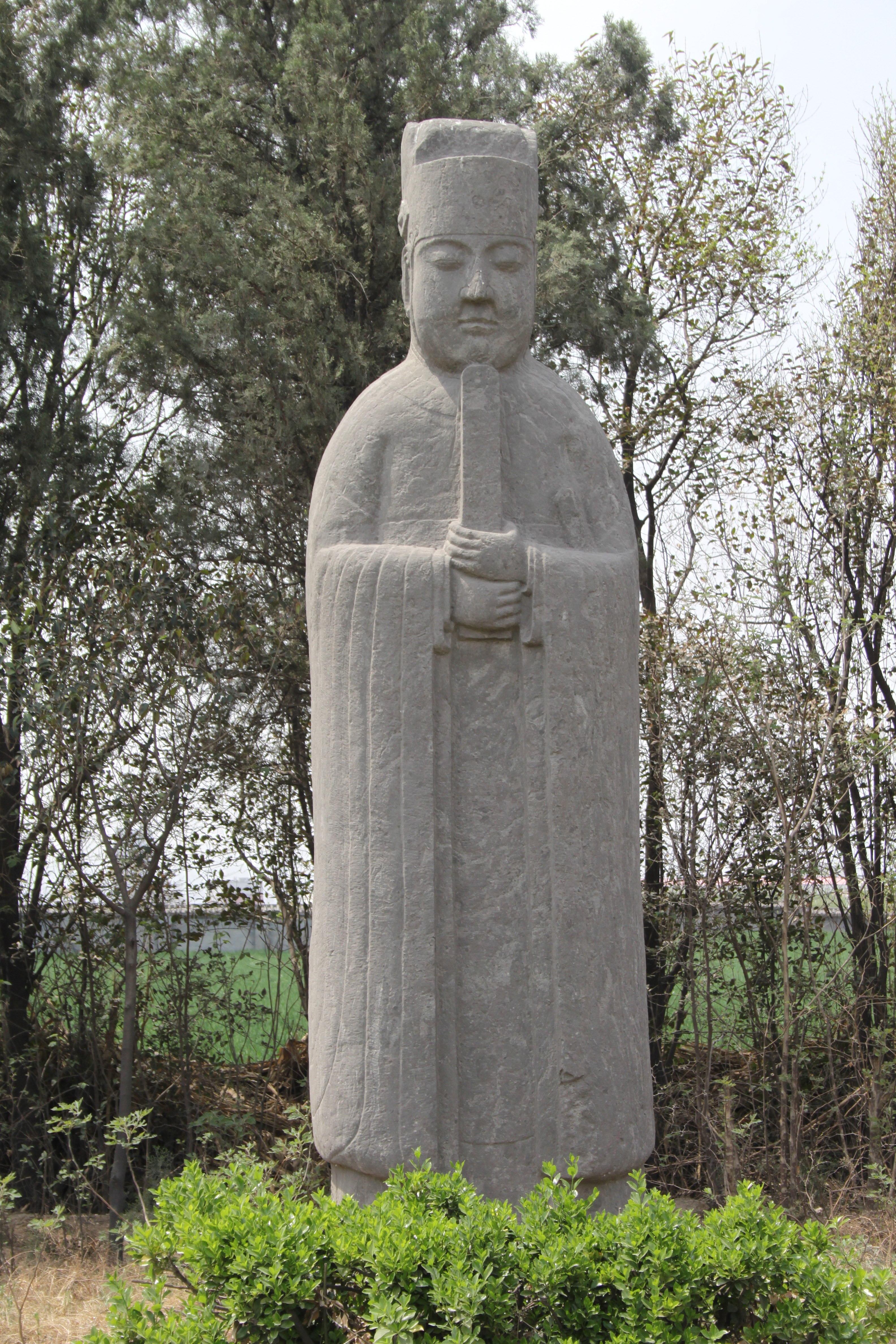
文官石像（西）
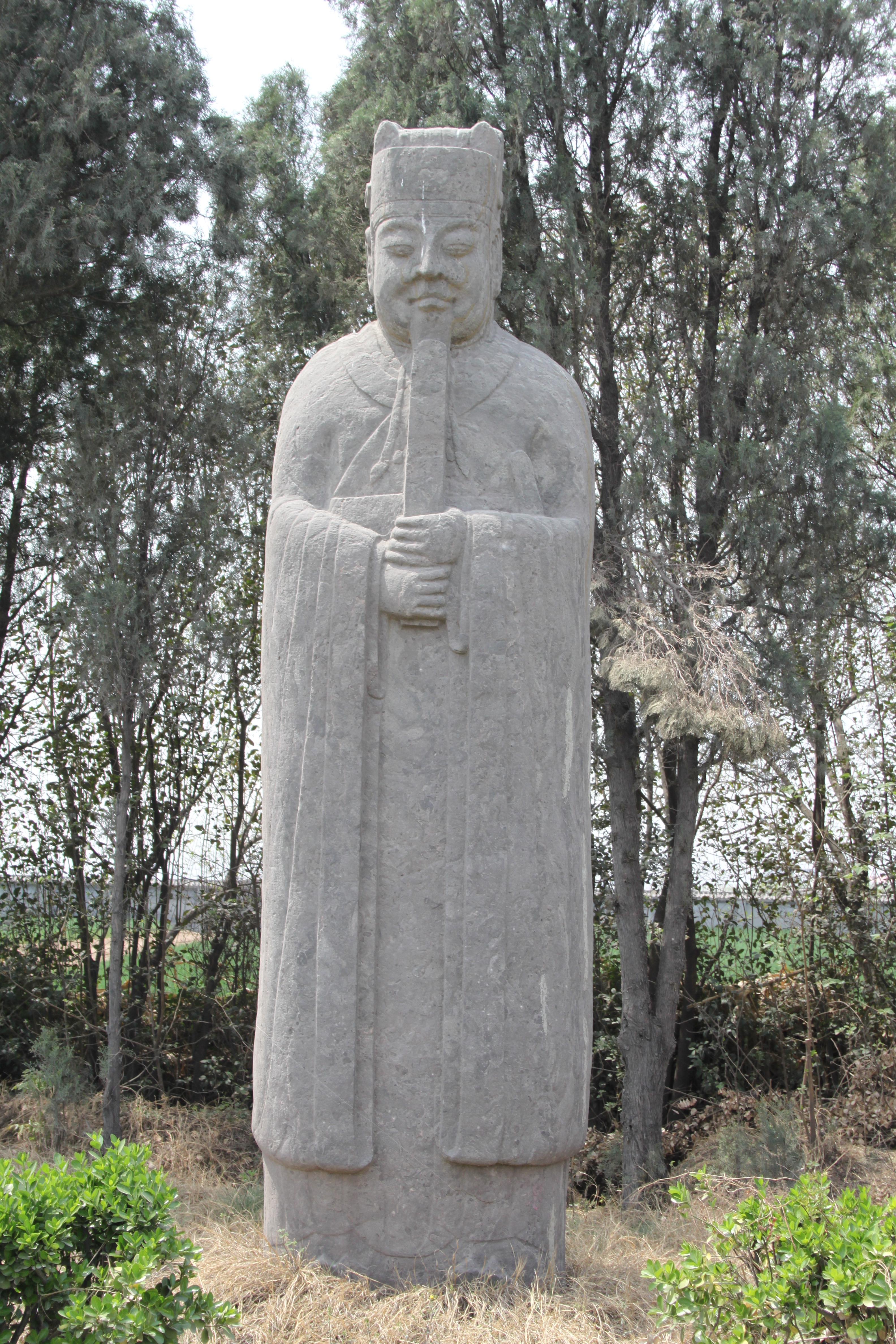
文官石像（西）
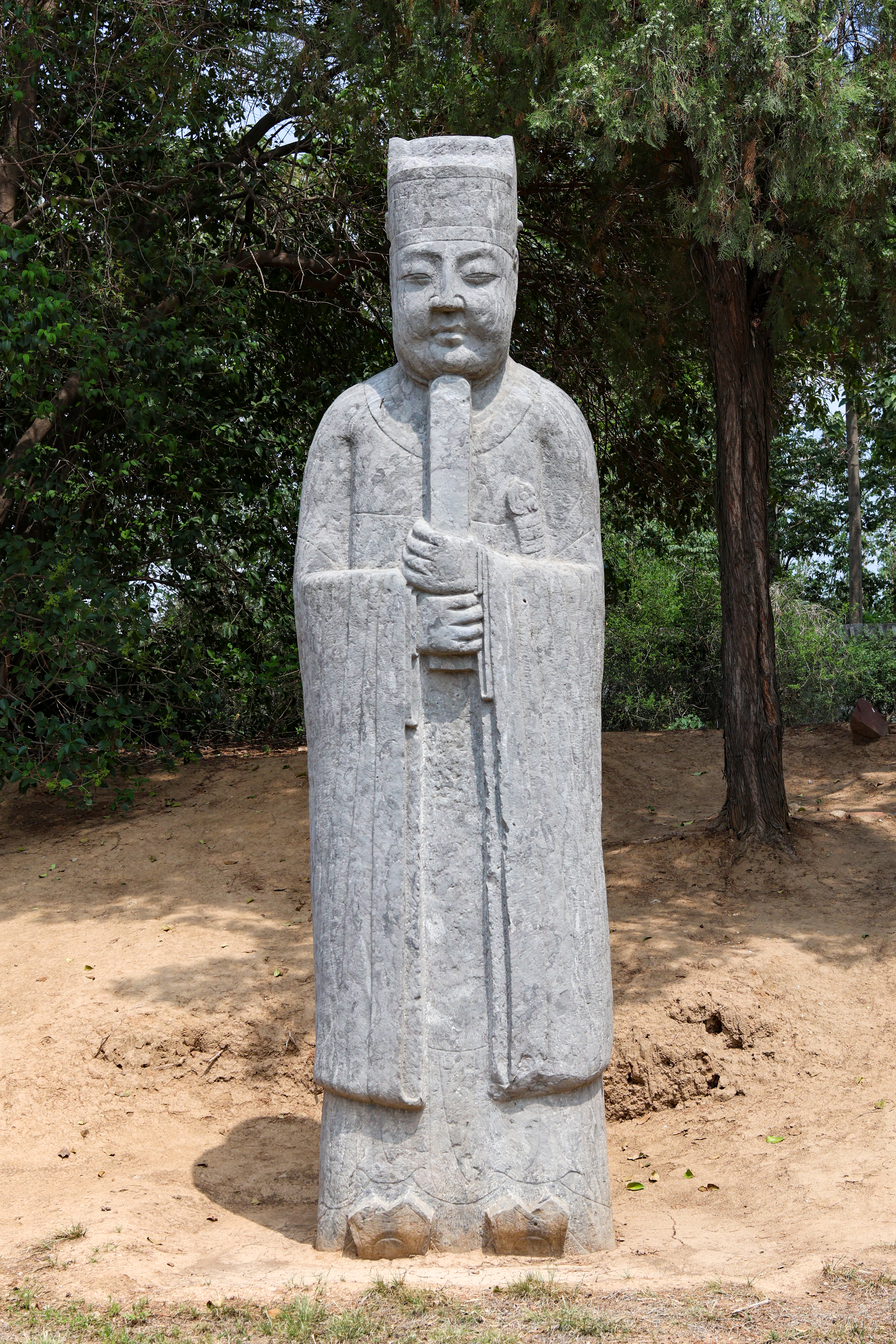
文官石像（东）
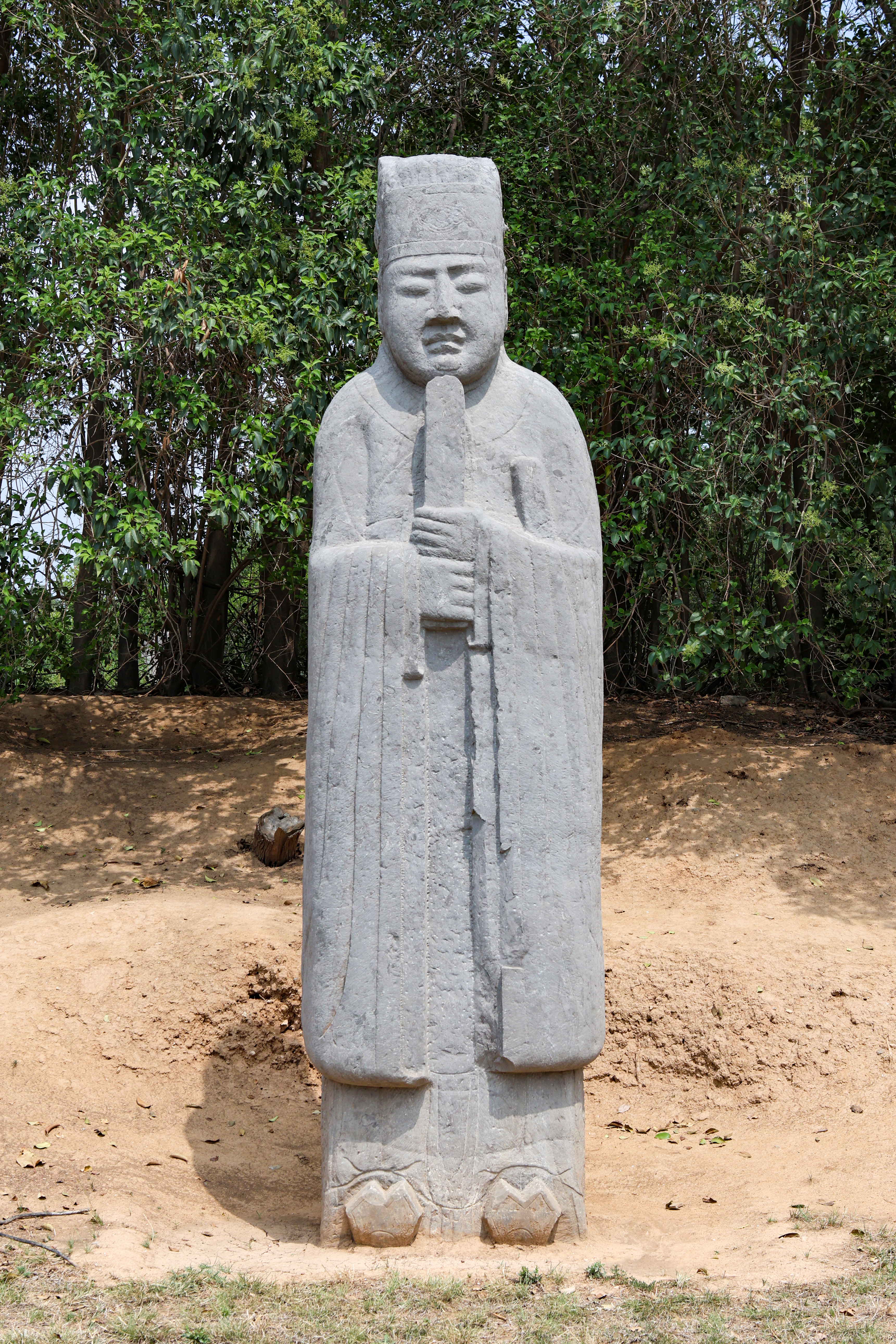
文官石像（东）

- 南门狮两件：南神门前两侧各有一件石狮，东西相距23.5米，皆为卷鬣走姿，颈部束革带，背部搭锁链，胸前系缨穗和铃铛。东狮为张口，西狮则为合口[9]:123。

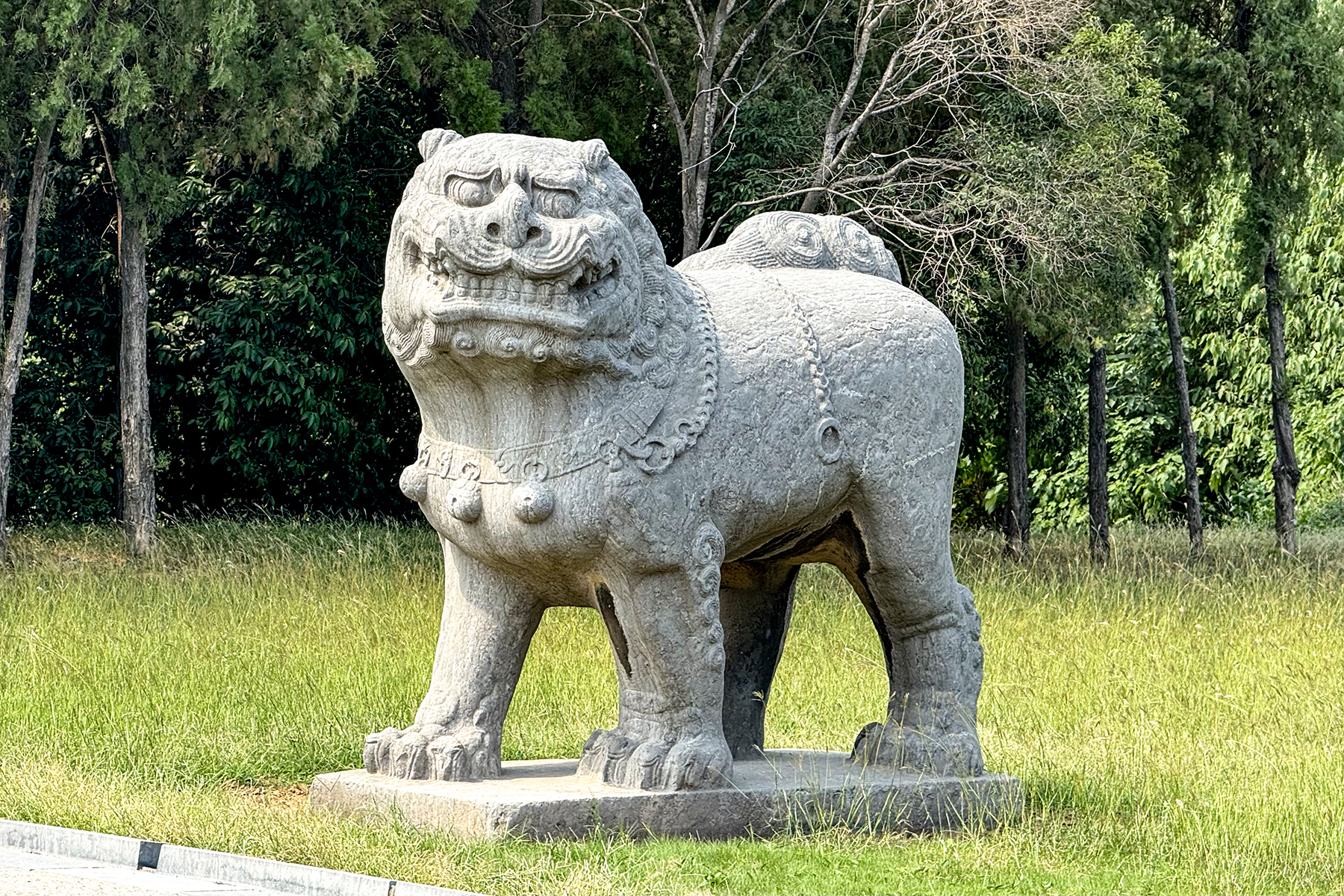
南神门石狮（西）
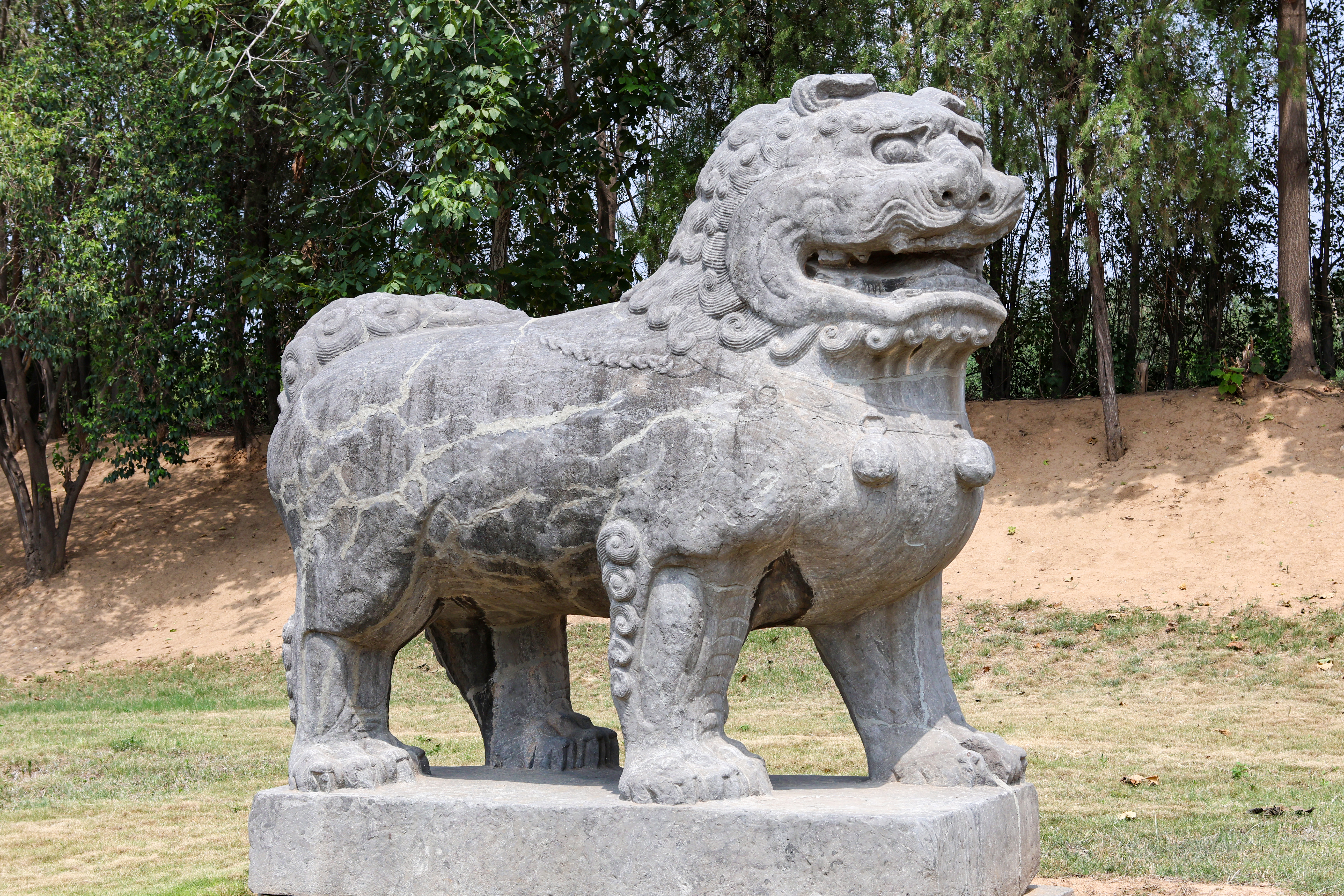
南神门石狮（东）

- 武士两件：南神门外东西各有一件武士石像，身着铠甲，双手执钺[9]:123。

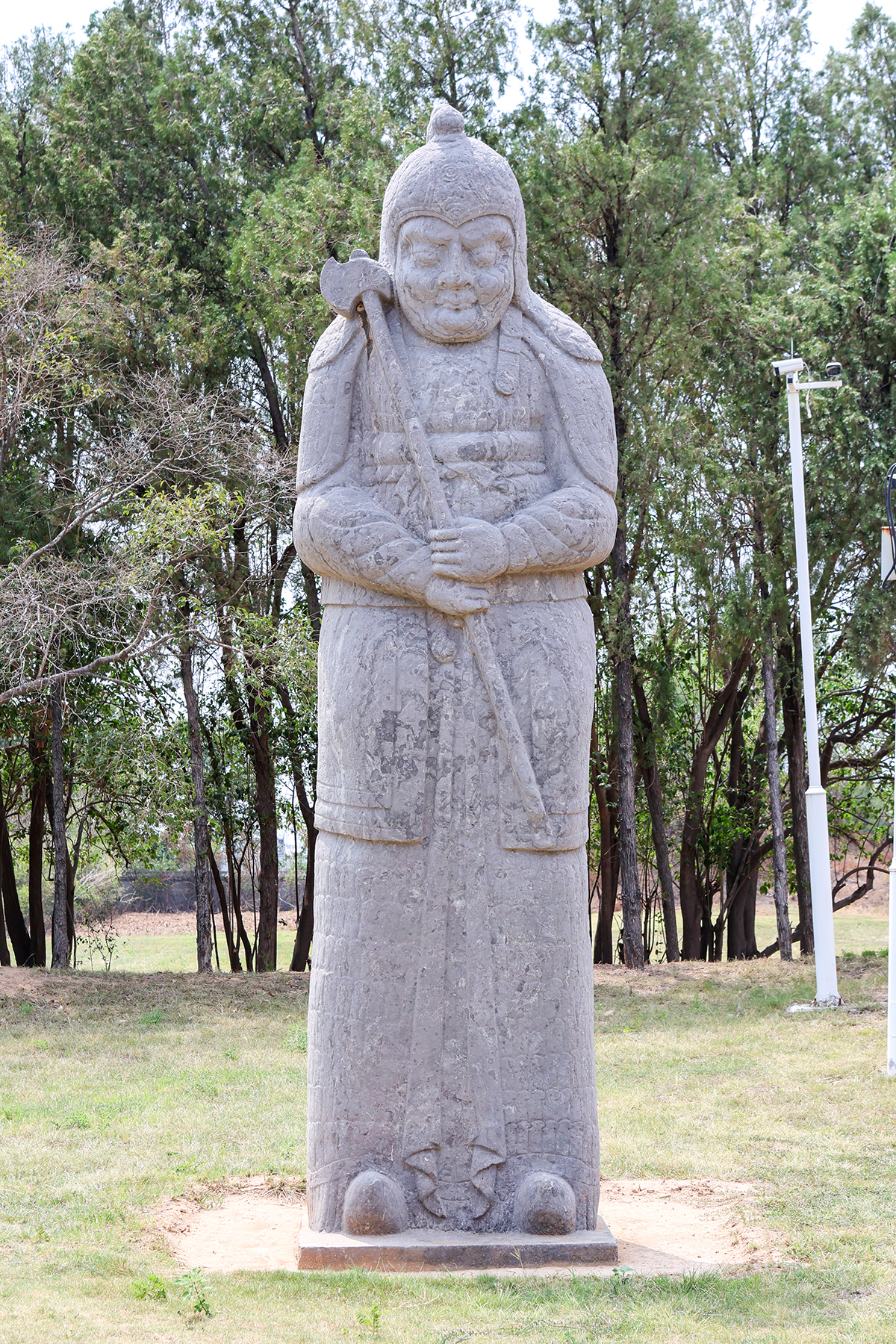
武士石像（西）
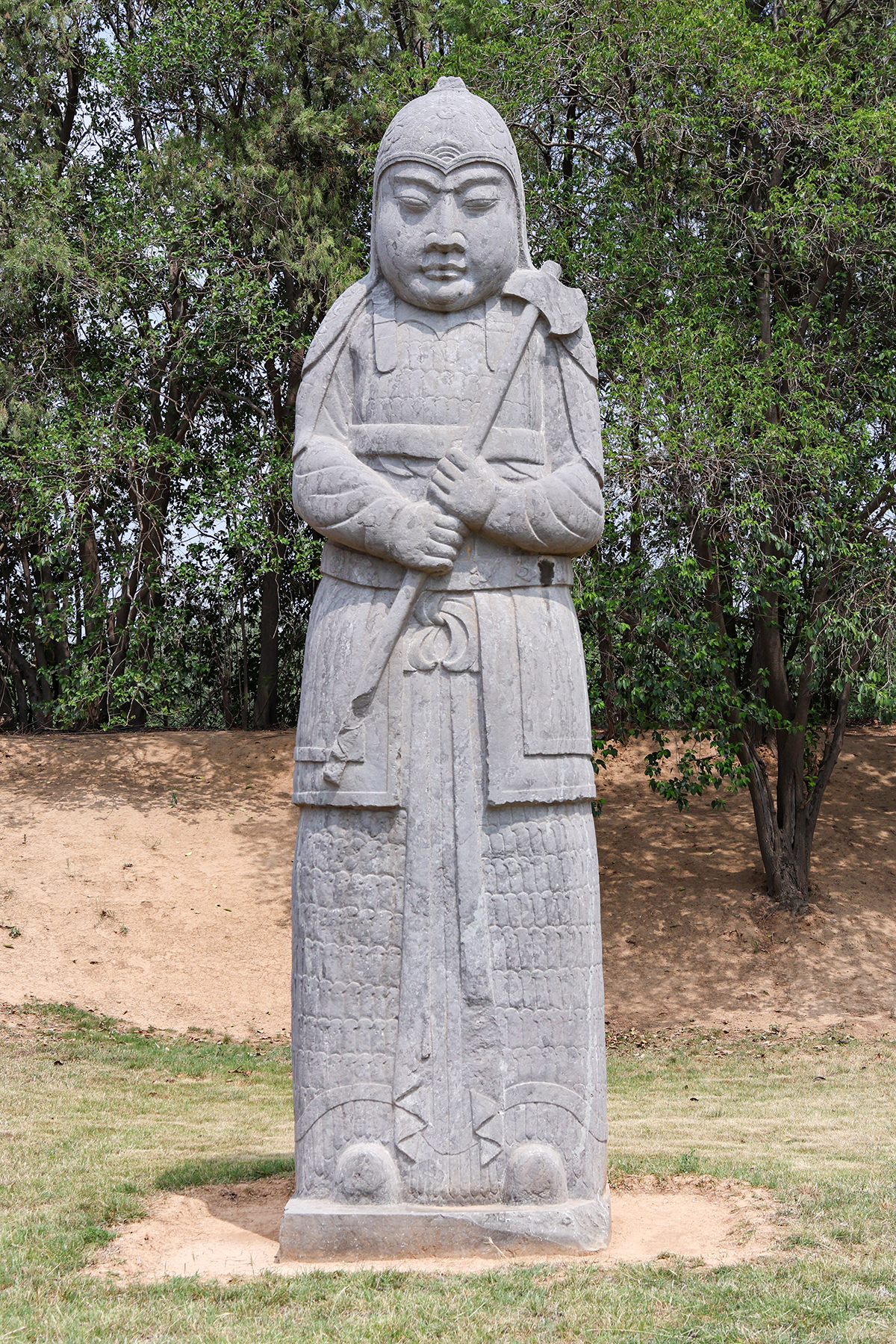
武士石像（东）

- 宫人四件：南神门内和陵台前各有一对宫人石像，南神门内的一对宫人东西间距7.8米，陵台前的一对宫人东西间距28.2米。宫人皆戴幞头，身着宽袖长袍，腰间束革带，手执拂尘[9]:123。

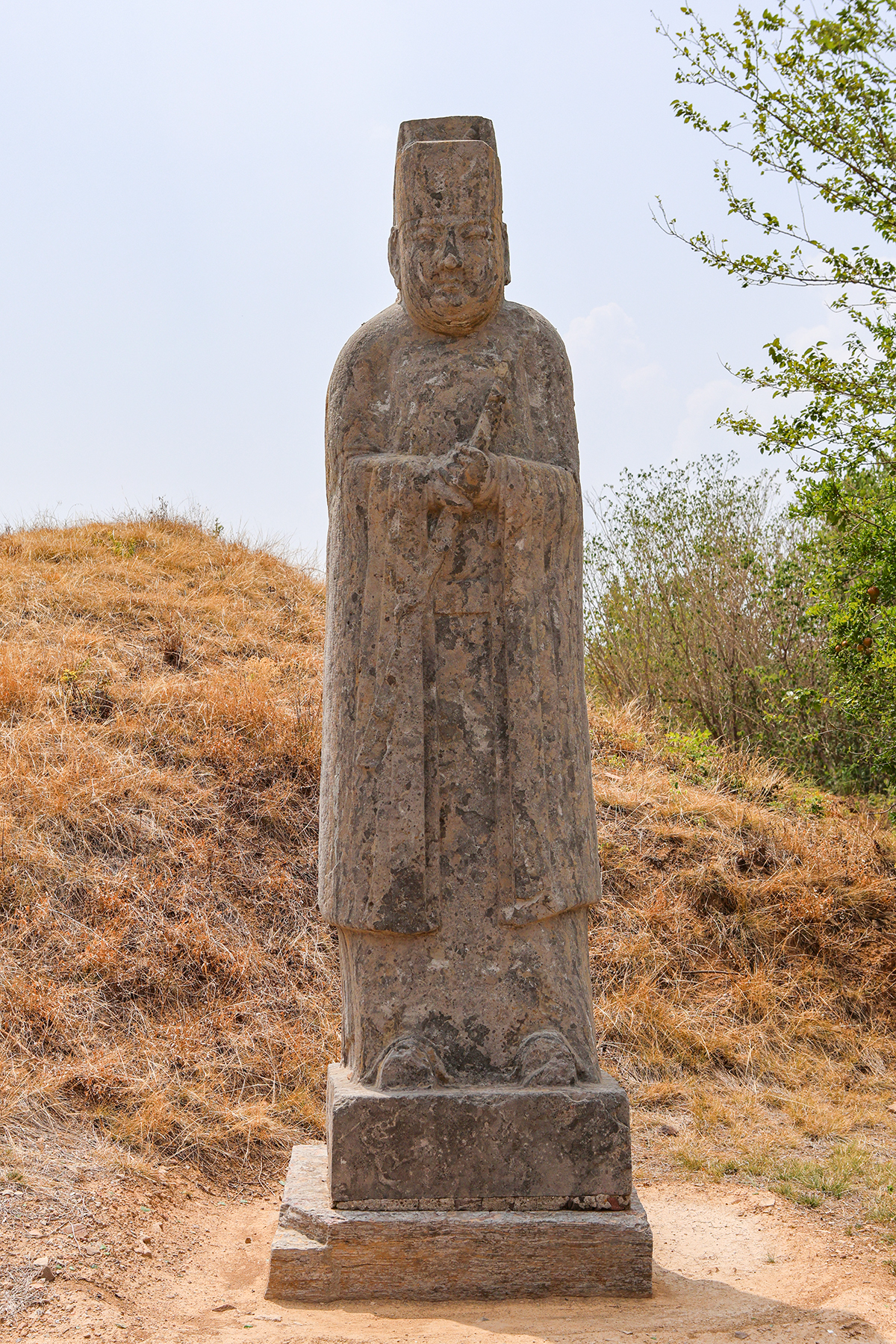
宫人石像（南神门西）
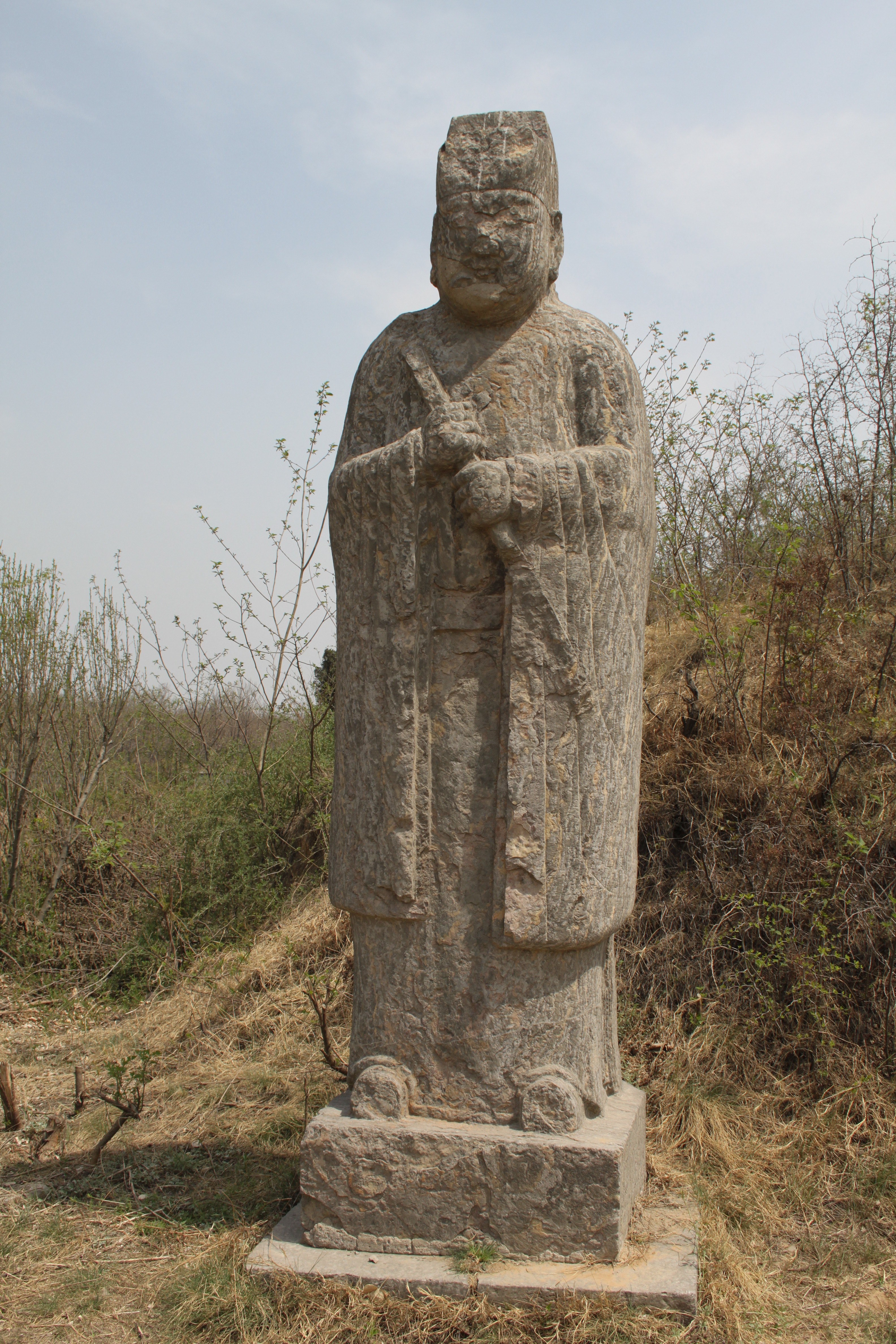
宫人石像（南神门东）
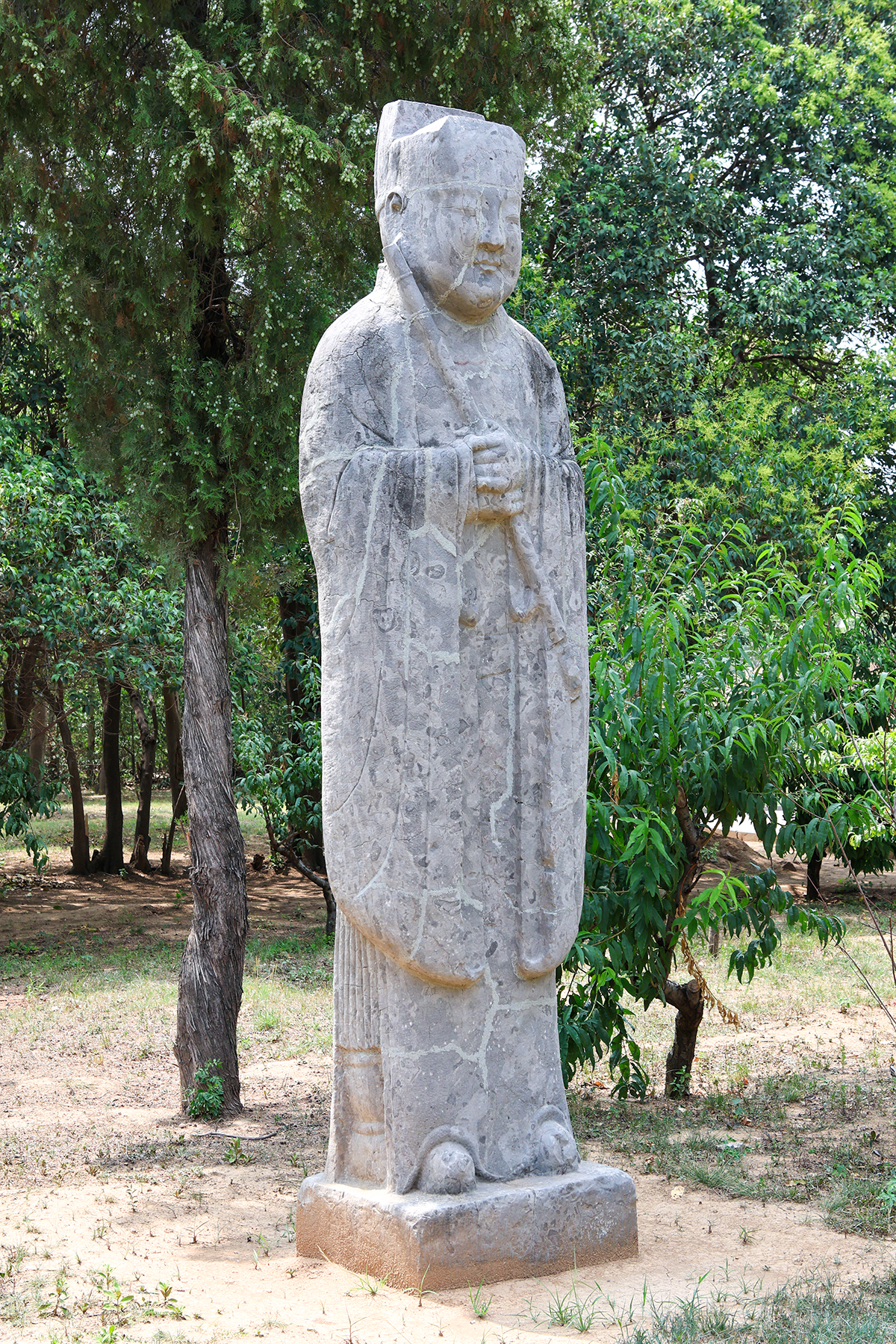
宫人石像（陵台前西）
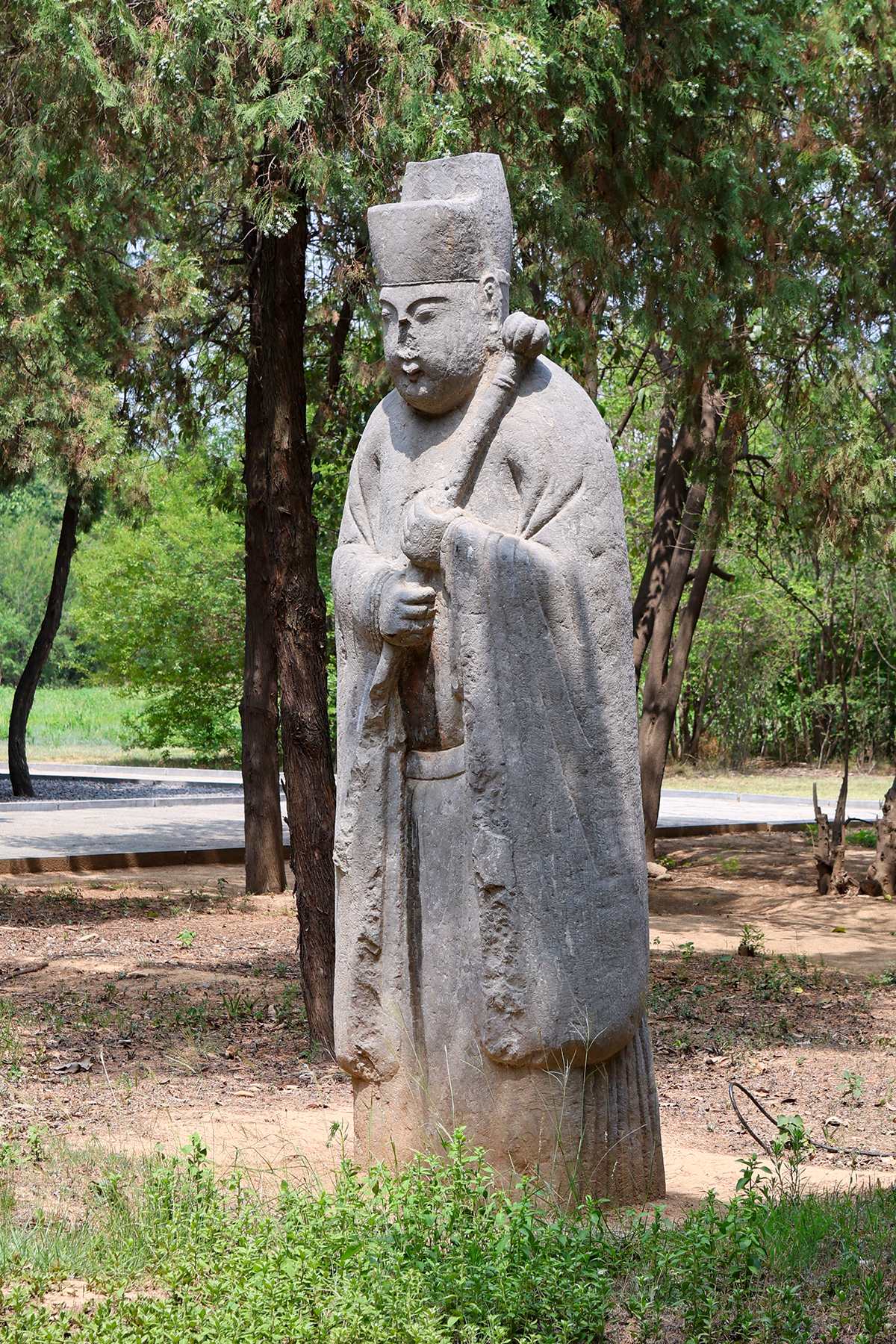
宫人石像（陵台前东）

### 下宫
与永安陵、永昌陵和永熙陵将下宫设于后陵南侧不同，永定陵的下宫位于章獻明肅劉皇后陵的北部，此后的宋陵诸陵均为如此布局。地面上现存一对南门狮，位于刘后陵的北神门石狮以北约52米处，均为张口卷鬣。下宫遗址位于南门狮北的的土岗上，经考古勘探，大体确定永定陵下宫平面呈长方形，南北长约170米，东西宽约140米:123。

### 皇后陵
永定陵祔葬章獻明肅劉皇后、章懿李皇后、章惠楊皇后后陵三座，其中章献明肃刘皇后陵紧邻永定陵上宫的西北隅，章懿李皇后陵和章惠杨皇后陵则位于刘后陵以西:123。

#### 章献明肃刘皇后陵

章献明肃皇后画像

章献明肃皇后刘氏，野史中称刘娥，初为宋真宗的妃嫔，大中祥符五年（1012年）十二月册立为皇后。宋真宗驾崩后成为皇太后，因仁宗年幼，刘太后临朝称制长达十一年，为宋朝的第一位摄政皇太后。明道二年（1033年）三月刘太后崩逝，享年65岁。
因刘太后曾临朝称制，其谥号区别于一般皇后的二字，加为四字，谥“章献明肃”，此后曾临朝称制的皇太后谥号均为四字。其陵墓亦区别于皇后的“园陵”，而是和帝陵一样称为“山陵”。明道二年三月，仁宗命宰相吕夷简为山陵使，翰林学士盛度为礼仪使，章得象为仪仗使，权御史中丞蔡齐为卤簿使，权知开封府程琳为桥道顿递使，入内内侍押班卢守懃、右班副都知阎文应为山陵按行使，东染院使岑守素为山陵修奉都监，马军副都指挥使高继勋为山陵一行都总管，为章献明肃皇后修建山陵，筹备丧礼。十月五日，下葬永定陵西北隅。
章献明肃刘皇后陵位于永定陵上宫西北，地面建筑现存陵台、西乳台、南神门两侧门阙、东南和西南角阙基址，其乳台南距永定陵宫城的西北角阙约100米。现存陵台高8.9米，底部边长24米，顶部东西长4米，南北长2米。据《宋史·礼志》中的记载，刘后陵“皇堂深五十七尺。神墙高七尺五寸，四面各长六十五步。乳台高一丈九尺，至南神门四十五步。鹊台高二丈三尺，至乳台四十五步”。根据现存门阙和角阙的位置，实测该陵的宫城边长约为110米，乳台踞南神门65米，大体上与史料相符。地面上现存石像27件，缺少西列的望柱和东列的两件控马官。东西两列石像之间间距38米，每列中石像与石像间距2.4-3米:123-125。

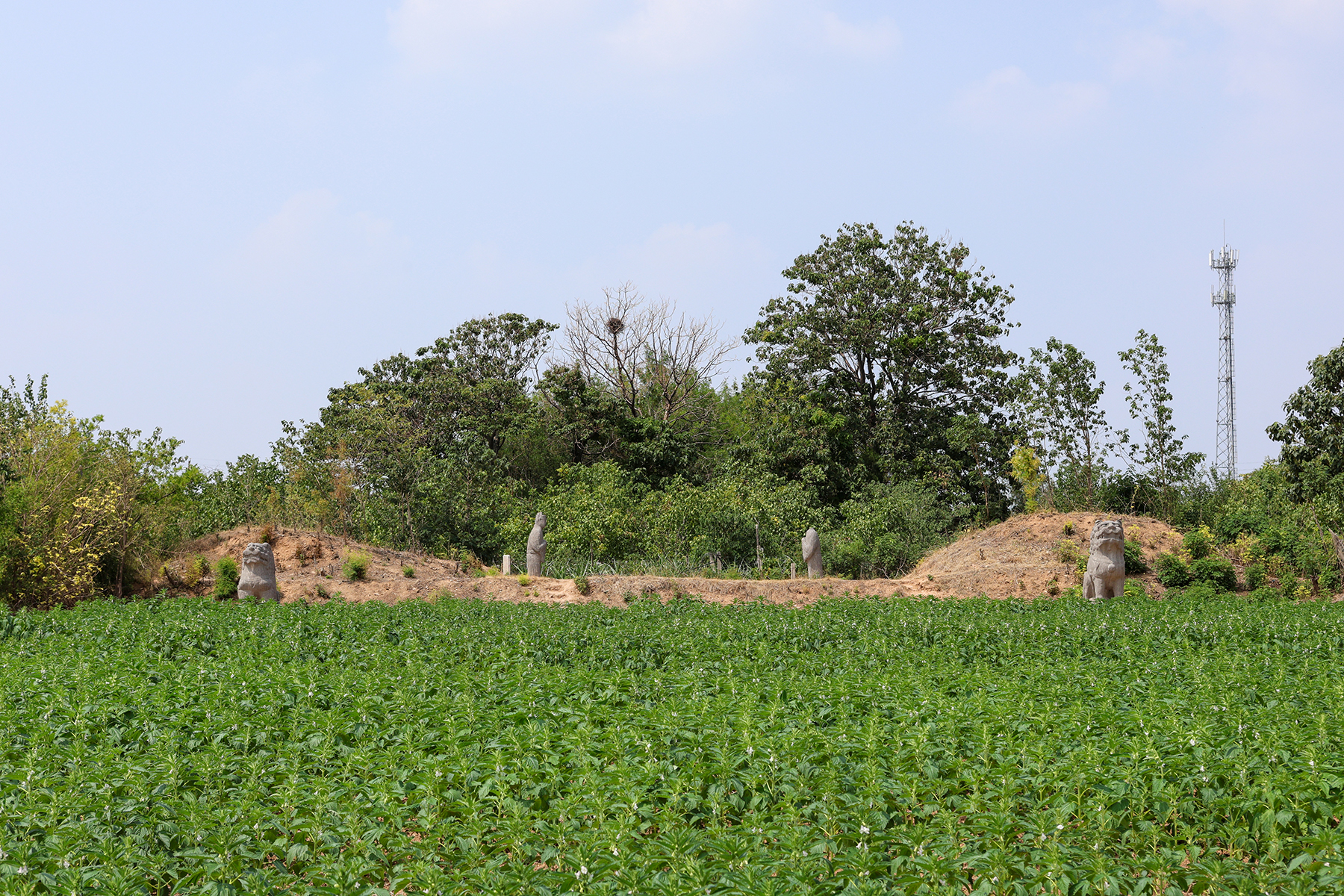
章献明肃刘皇后陵的陵台和南神门门阙基址
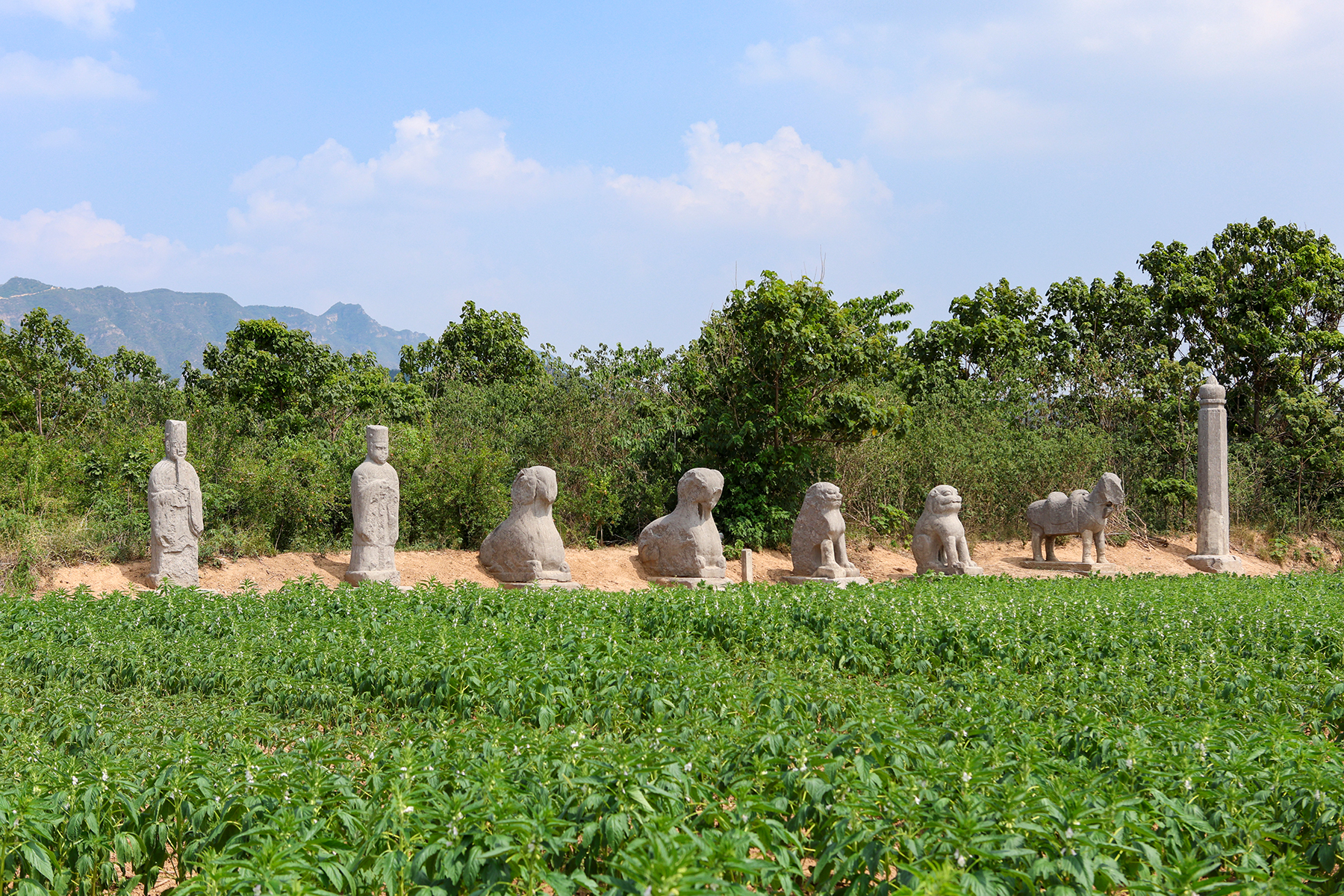
章献明肃刘皇后陵神道东侧石像生
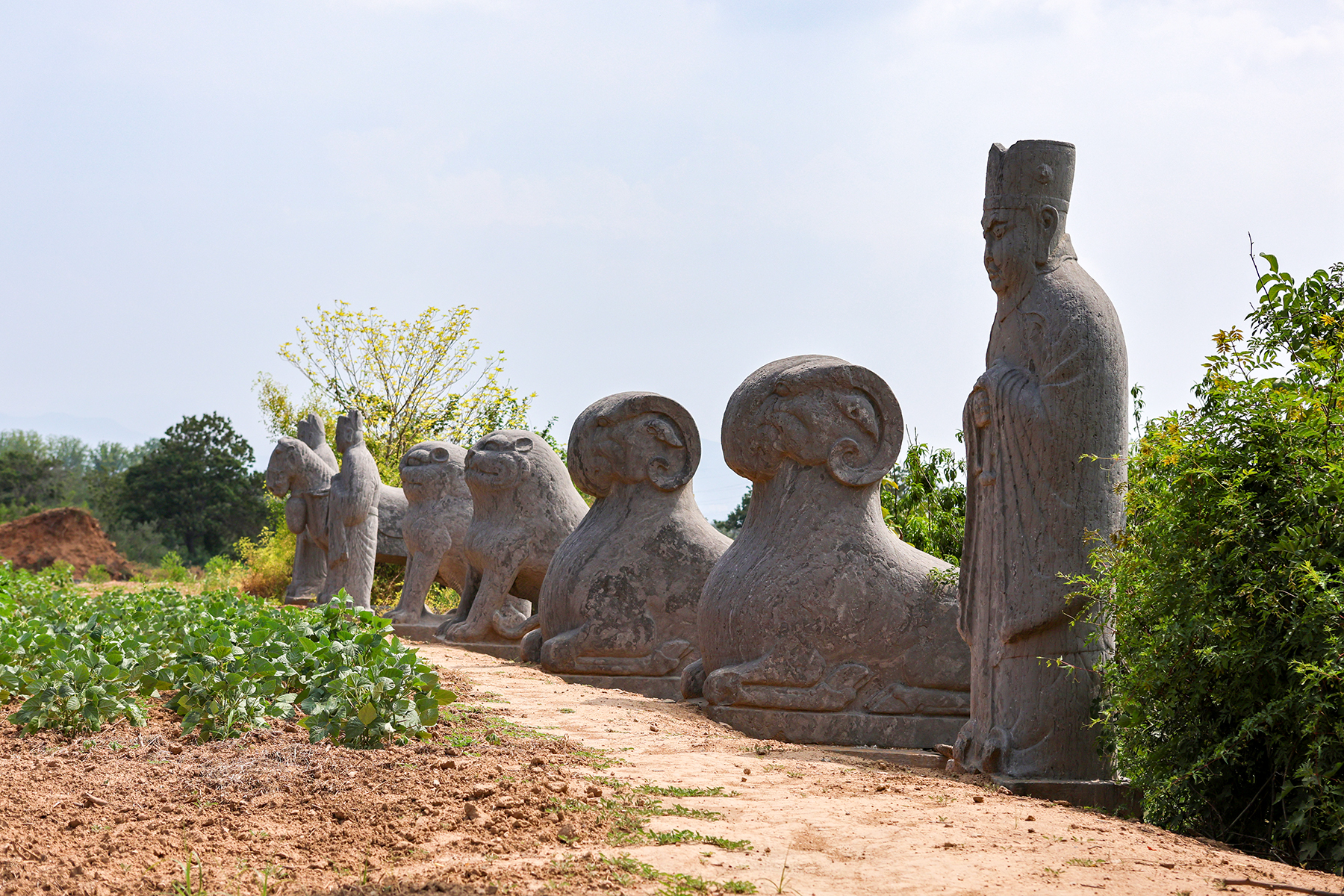
章献明肃刘皇后陵神道西侧石像生

#### 章懿李皇后陵
章懿皇后李氏为宋仁宗赵祯的生母，宋真宗驾崩后于永定陵守陵。天圣十年（1032年）进封宸妃，明道元年十二月逝世，享年46岁。次年四月，追尊为皇太后。十月五日，与章献明肃皇后一起入葬永定陵。
章懿李皇后陵位于章献明肃刘皇后陵西部偏北，两陵东西距离约600米。该陵的地面建筑现仅存陵台和南神门西侧门阙的基址，根据四周门狮和南神门宫人的位置，测得该陵宫城边长约为100米。现存陵台平面略呈方形，底部边长22.5-23.5米，高7.5米。地面上现存石像26件，缺少两件望柱、东列的一件控马官和一件文官。东西两列石像之间间距37米，每列中石像与石像间距2.6-3.1米:132。

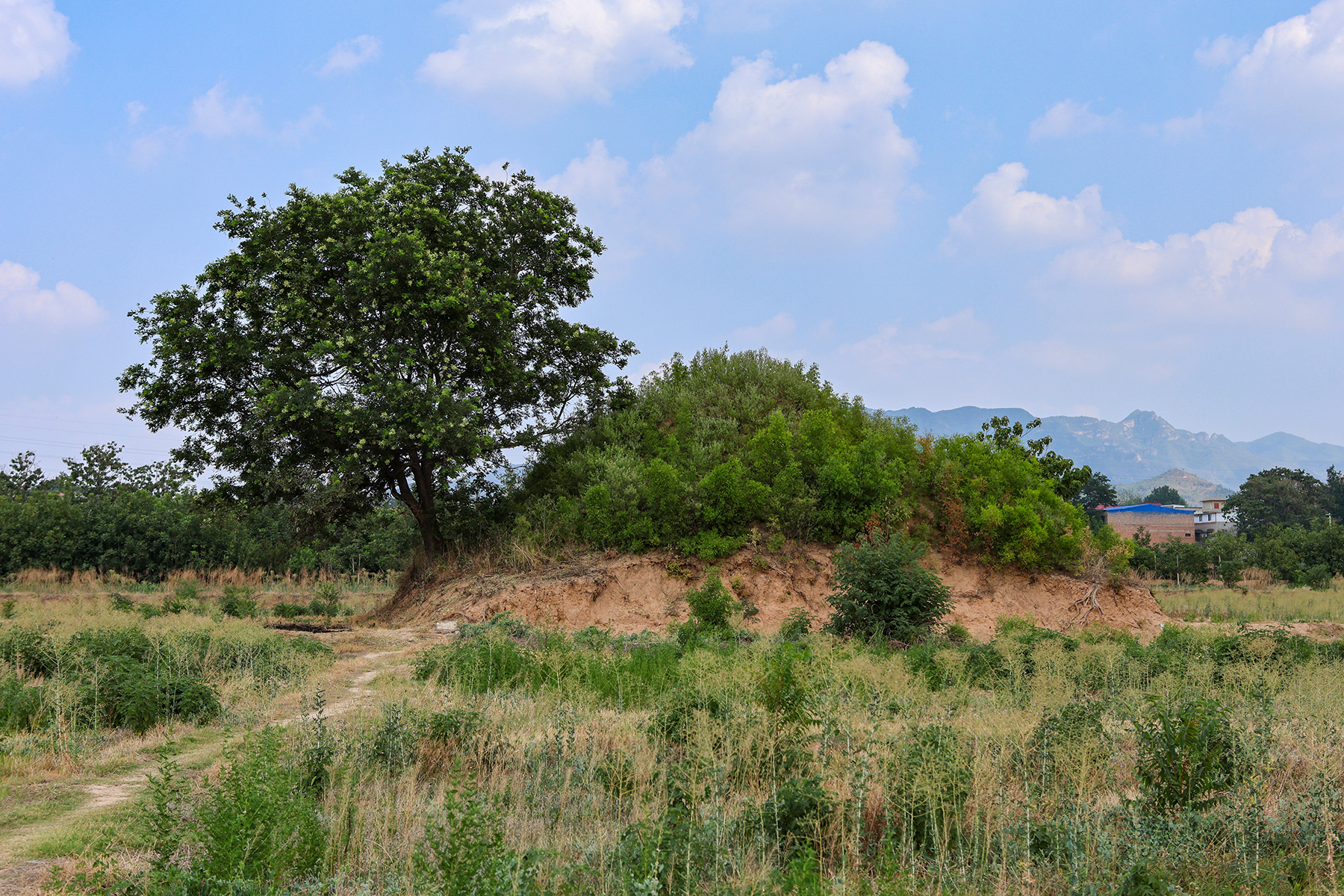
章懿李皇后陵的陵台
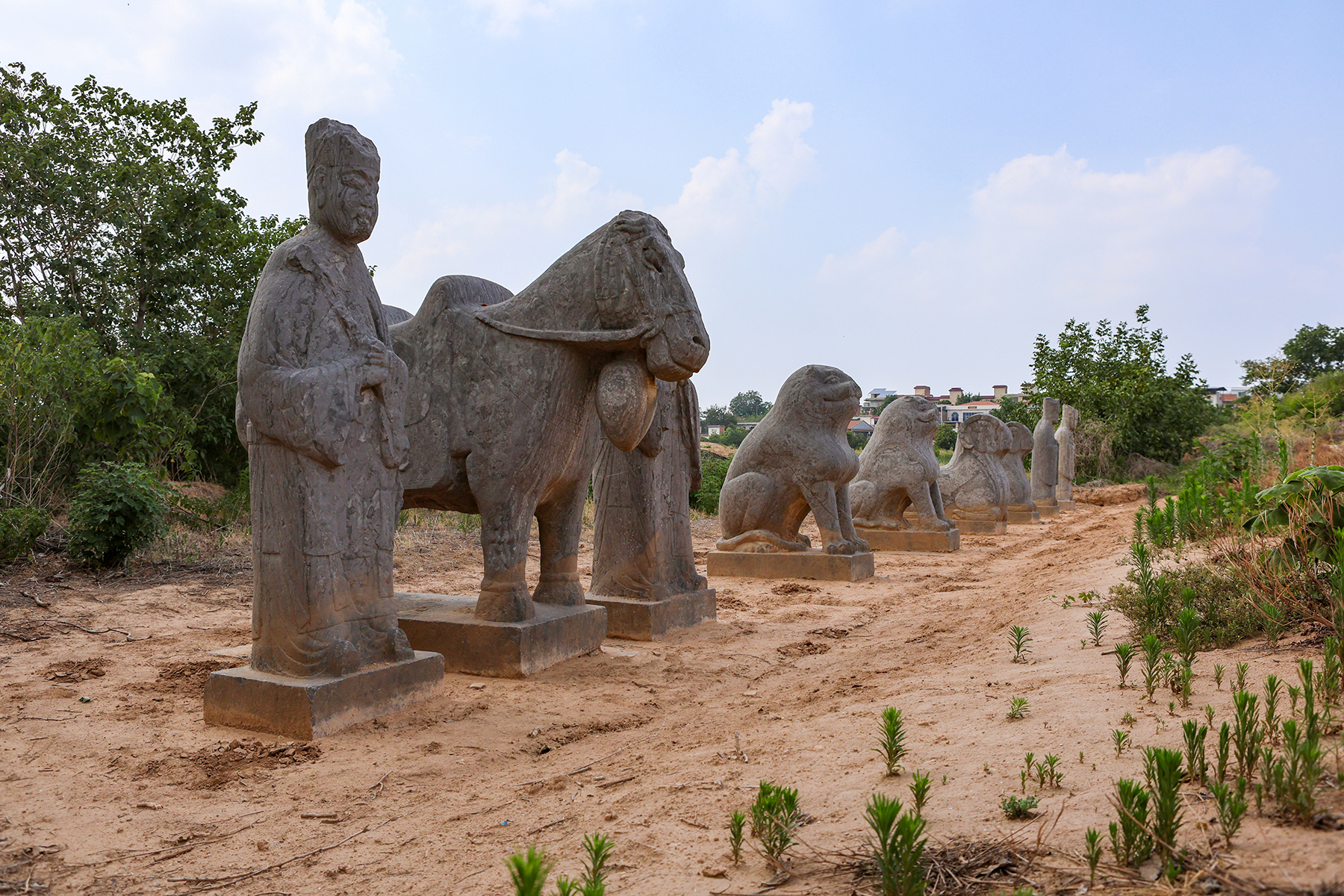
章懿李皇后陵神道西侧石像生
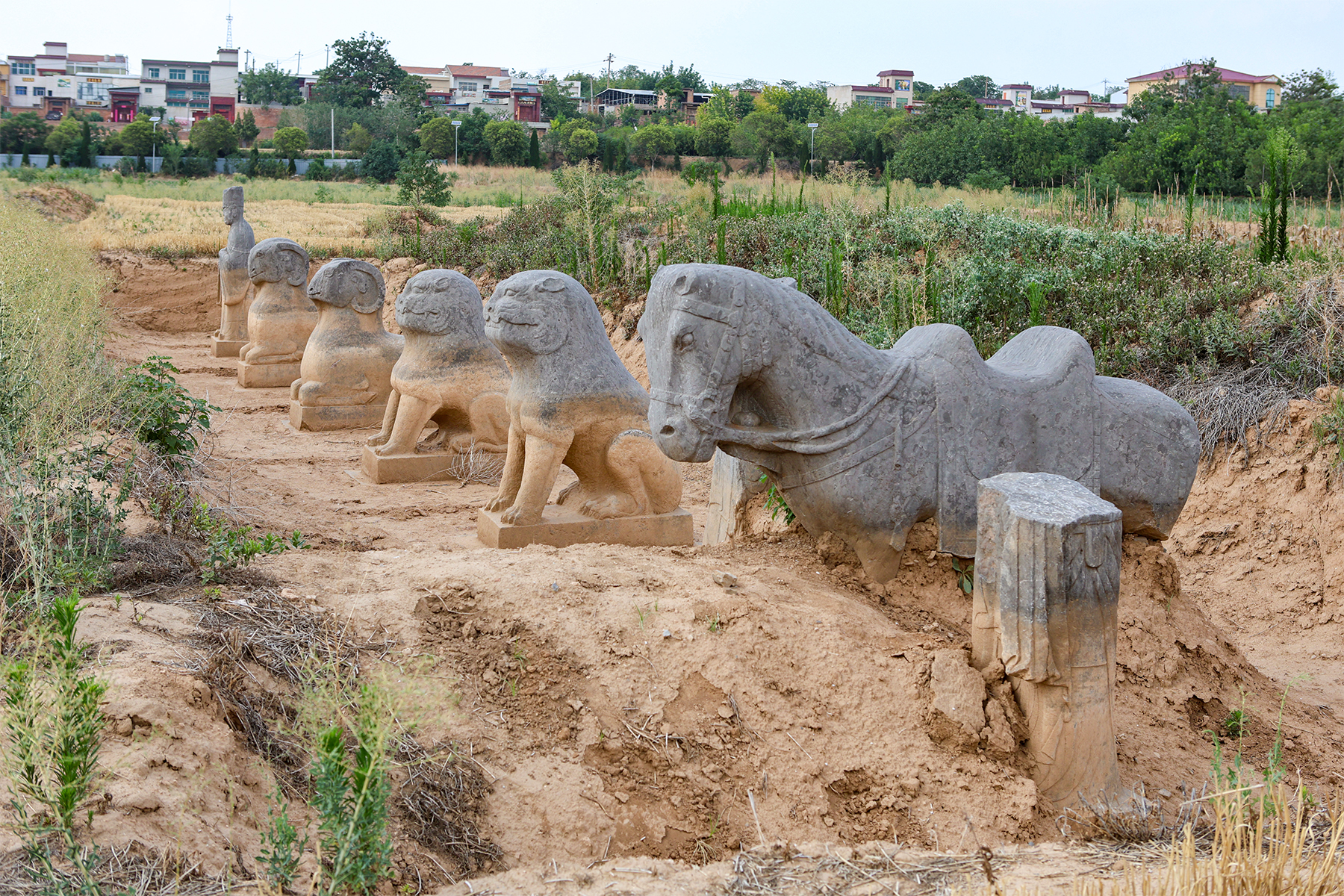
章懿李皇后陵神道东侧石像生

#### 章惠杨皇后陵
章惠皇后杨氏为宋真宗的淑妃，仁宗幼年时多由其看顾。仁宗即位后尊为皇太妃，刘太后去世后尊为保庆皇太后，景祐三年（1036年）去世，享年53岁。景祐四年（1037年）二月六日，葬于永定陵。
章惠杨皇后陵位于章懿李皇后陵西面略偏北处，两陵相距很近，李后陵的西门狮与杨后陵的东门狮东西仅相距5米。该陵地面建筑目前仅存陵台，呈方形覆斗状，高6.2米，底部边长19-19.5米，顶部东西长6米，南北长4米。根据四周门狮和南神门宫人的位置，测得该陵宫城边长约为82米，规模明显比永定陵的另两座后陵要小。地面上现存石像24件，缺少两件望柱、两件石羊、一件控马官和一件宫人。东西两列石像之间间距34米，每列中石像与石像间距2.8-3.2米:132-133。

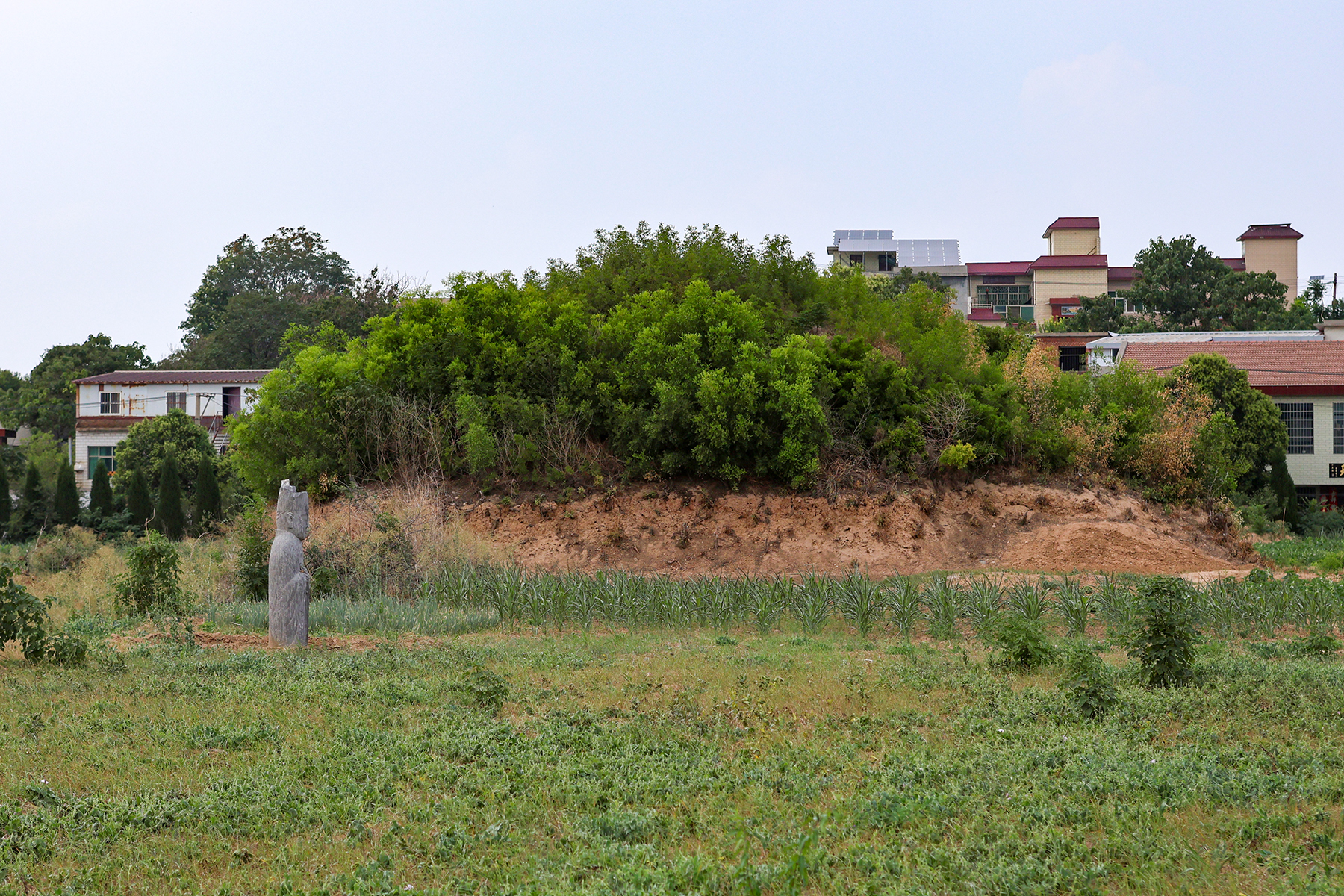
章惠杨皇后陵的陵台
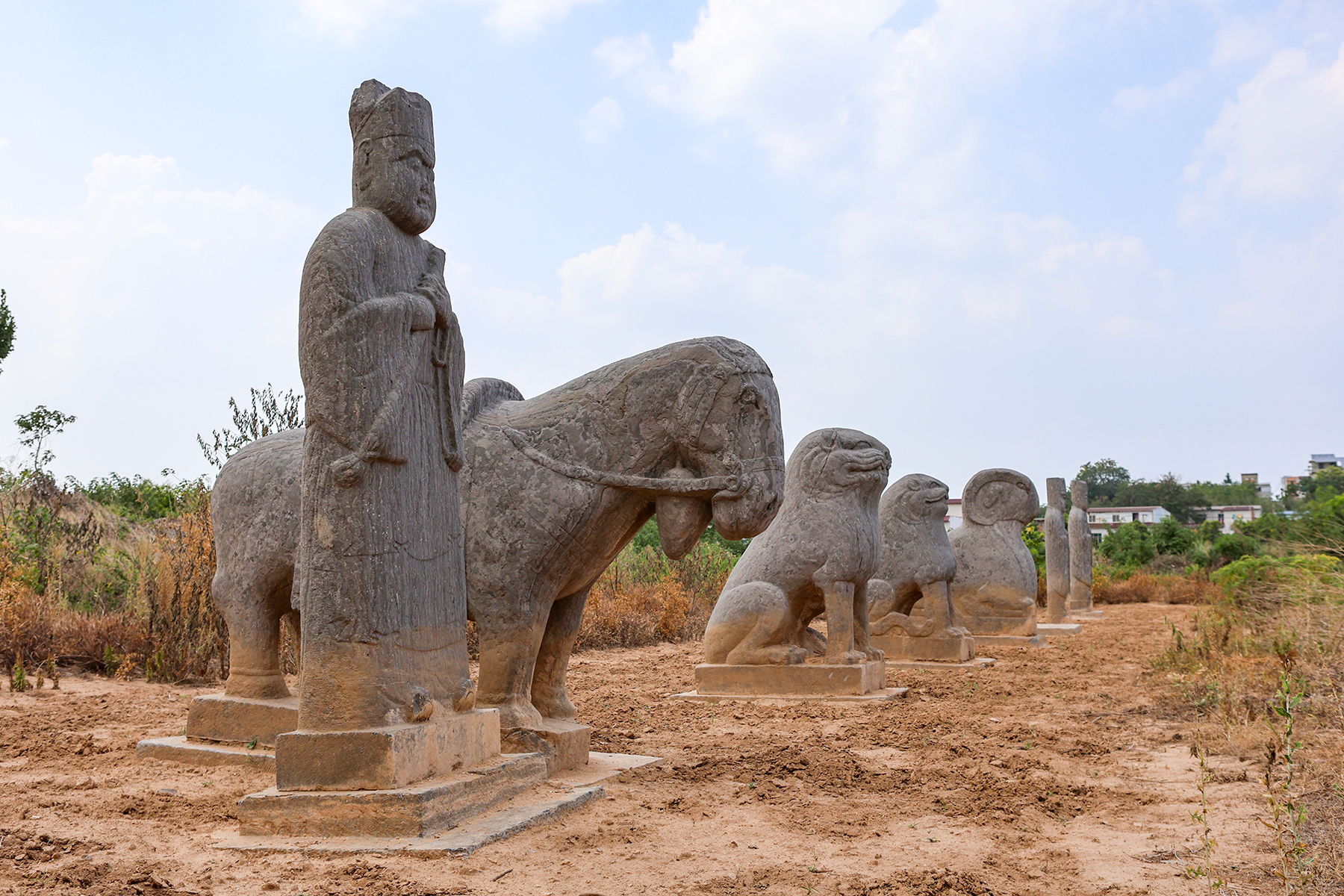
章惠杨皇后陵神道西侧石像生
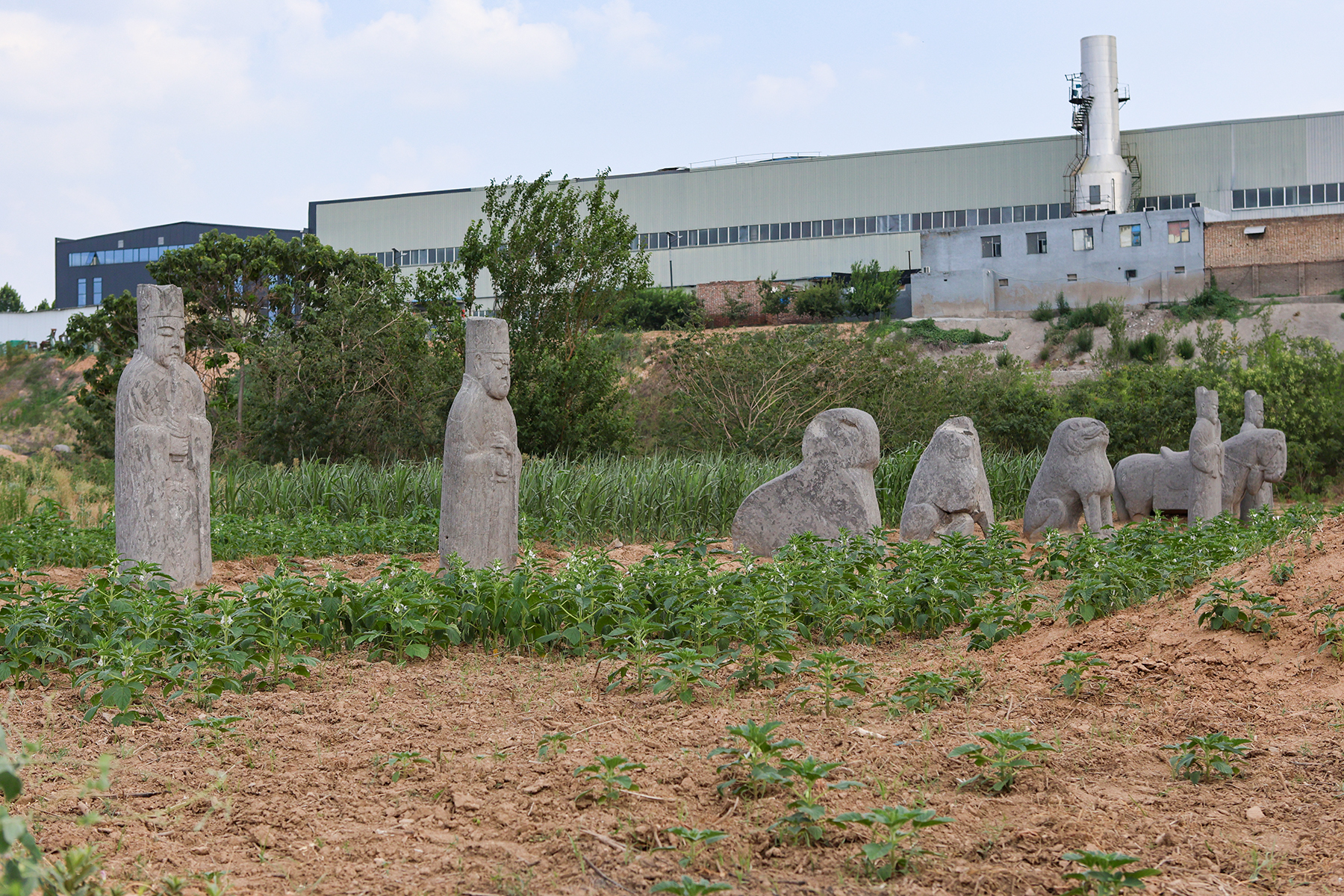
章惠杨皇后陵神道东侧石像生

### 陪葬墓
永定陵的西北部现存两座陪葬墓，以及一组已失原位的石像。1号陪葬墓紧邻章惠杨皇后陵西侧，为皇室陪葬墓，地面已无建筑遗存，仅存石像4件，分别为两件石虎和两件石羊。2号陪葬墓位于章惠杨皇后陵北部约230米处，墓冢前立清代石碑一通，碑额正中篆书“大清碑记”四字，碑身中部刻楷书“宋丞相孝肃包公墓”，故也称“包公墓”，但真实墓主身份尚存疑。墓冢以南两侧现存四件石像，东列有望柱、石虎、石羊各一件，西列仅有一件石虎。除这两座陪葬墓外，在永定陵西北约3千米处有一组石像群，共四件，包括一件石虎，两件石羊和一件武官，清康熙年间曾在墓前立有一块石碑，题额“旌忠”，下书“宋寇莱公墓”，因此该墓被习传为寇准墓，惟该石碑现已不存:133-135。

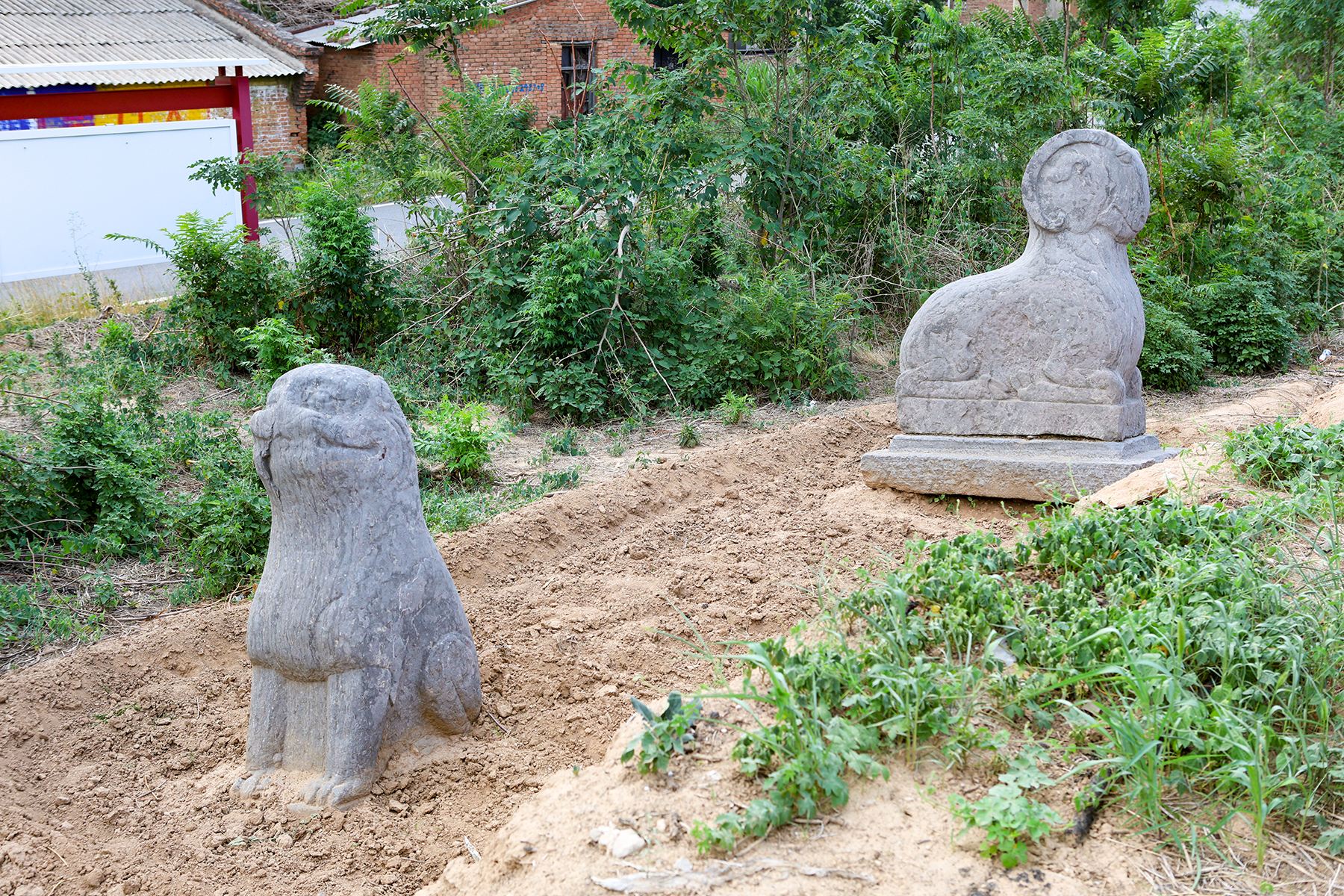
永定陵1号陪葬墓的石像
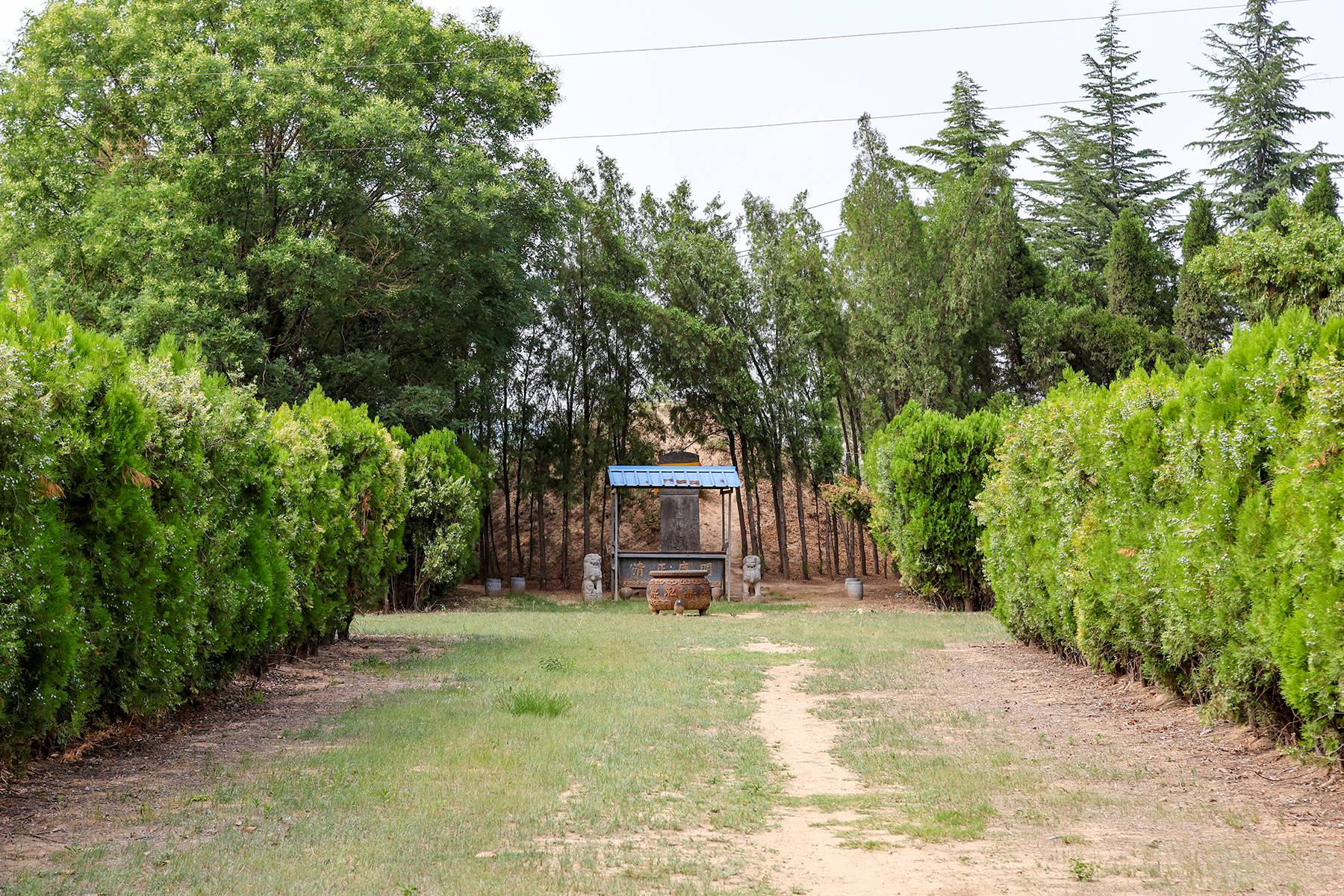
永定陵2号陪葬墓（包公墓）墓冢及神道
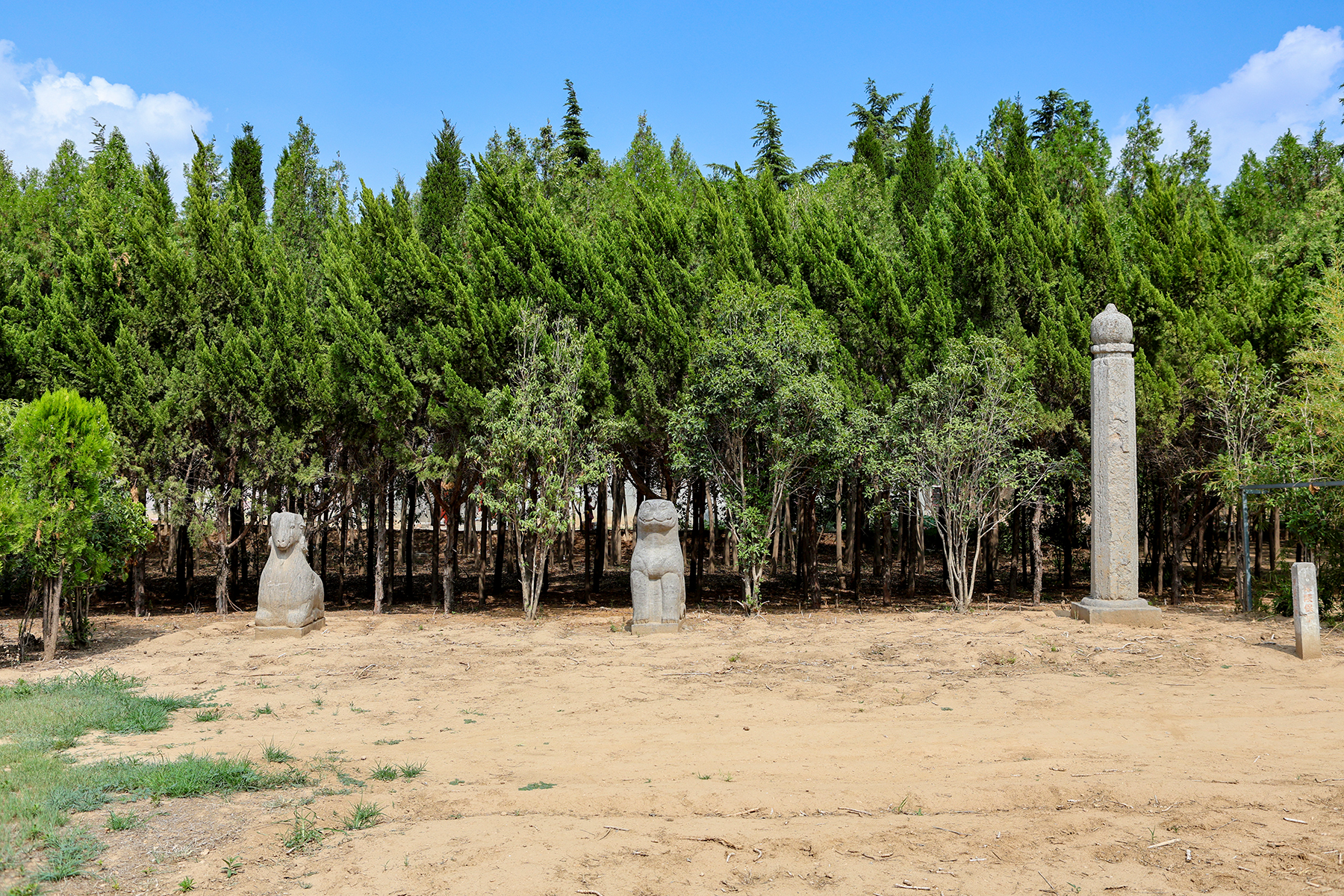
永定陵2号陪葬墓（包公墓）神道东侧石像生

### 永定禅院
永定禅院位于永定陵西北，乾兴元年（1022年）四月开始建造。永定禅院遗址位于今芝田镇后泉沟村西，东南距永定陵上宫约1千米，东距章惠杨皇后陵西门狮约280米，现存幡竿夹石4件。1995年曾对该遗址进行考古发掘，发现房屋建筑基址一处，并出土一批建筑构件、陶瓷器、铜器等遗物:414-439。